# كارل ماركس
كارل هانريش ماركس (بالألمانية: Karl Marx) تُلفظ بالألمانية: [ka:ɐ̯l ˈhaɪnʀɪç ˈma:ɐ̯ks]،
(ولد في ترير في 5 مايو 1818 - وتوفي في لندن في 14 مارس 1883)؛ فيلسوف وناقد للاقتصاد السياسي ومؤرخ وعالم اجتماع ومنظر سياسي وصحفي وثوري اشتراكي ألماني؛ درس القانون والفلسفة في جامعتي بون وبرلين، تزوج عام 1843 من الناقدة المسرحية والناشطة السياسية الألمانية جيني فون ويستفالين. بسبب منشوراته السياسية فقد نُزعت الجنسية عنه وأصبح عديماً لها لعقود أثناء عيشه في لندن مع زوجته وأطفاله، خلال حياته طوّر أفكاره بالتعاون مع صديقه فريدرك إنجلز. كتاباته الأشهر هي البيان الشيوعي ورأس المال بأجزائه الثلاثة. كان لفكره السياسي والفلسفي تأثير هائل على التاريخ الفكري والاقتصادي العالمي واستُخدم اسمه للتعبير عن مدرسةٍ فكرية كثيرة التطورات وهي المدرسة الماركسية.
نظريات ماركس والمعروفة بأنّها التفسيرات الماركسية؛ ترى بأن المجتمعات البشرية تتطوّر من خلال الصراع الطبقي ضمن نمط الإنتاج الرأسمالي، وهذا الصراع يتجلّى بين الطبقات البرجوازية الحاكمة والمالكة لوسائل الإنتاج من جهة والطبقات العاملة المعروفة باسم البروليتاريا وهي الطبقات التي تبيع قوّة عملها من خلال عائد الأجور وتمكين وسائل الإنتاج. استخدم ماركس منهج المادية التاريخية النقدي ليتنبأ بأن الرأسمالية ستُنتج توترات داخلية في النظم الاجتماعية والاقتصادية ما سيؤدي لتدميرها ذاتياً واستبدالها بنظام يُعرف بنمط الانتاج الاشتراكي، حيث رأى أنّها تفرز أزمات نتيجة عدم استقرارها الجزئي وهذا من شأنهِ أنّ يؤدي لوصول الطبقة العاملة لمرحلة الوعي الطبقي ما يدفعها للاستيلاء على السلطة السياسية وإنشاء المجتمع الشيوعي في نهاية المطاف وهو مجتمع لا طبقي مكوّنٌ من الارتباط الحر بين المنتجين. ناضل ماركس من أجل تنفيذ مبادئه بحجة أنّ الطبقة العاملة يجب أن تقوم بعمل ثوري لإسقاط الرأسمالية وتحقيق التحرر الاجتماعي والاقتصادي.
وُصف ماركس بأنّه أحد أكثر الشخصيات تأثيراً في تاريخ البشرية وتعرضت أعماله للمدح والانتقاد. مهّد عمله في رأس المال لنظرياتٍ عديدة حول علاقة العمل برأس المال. عديد النقابات العمالية والفنانين والأحزاب السياسية في جميع أنحاء العالم تأثروا بأفكاره وعملوا على تطويرها أو تكييفها مع مجتمعاتهم، يُستشهد بماركس باعتباره أحد المهندسين المعماريين الرئيسين في علم الاجتماع الحديث.

## السيرة الشخصية

### مرحلة الطفولة والتعليم المبكر: 1818-1836

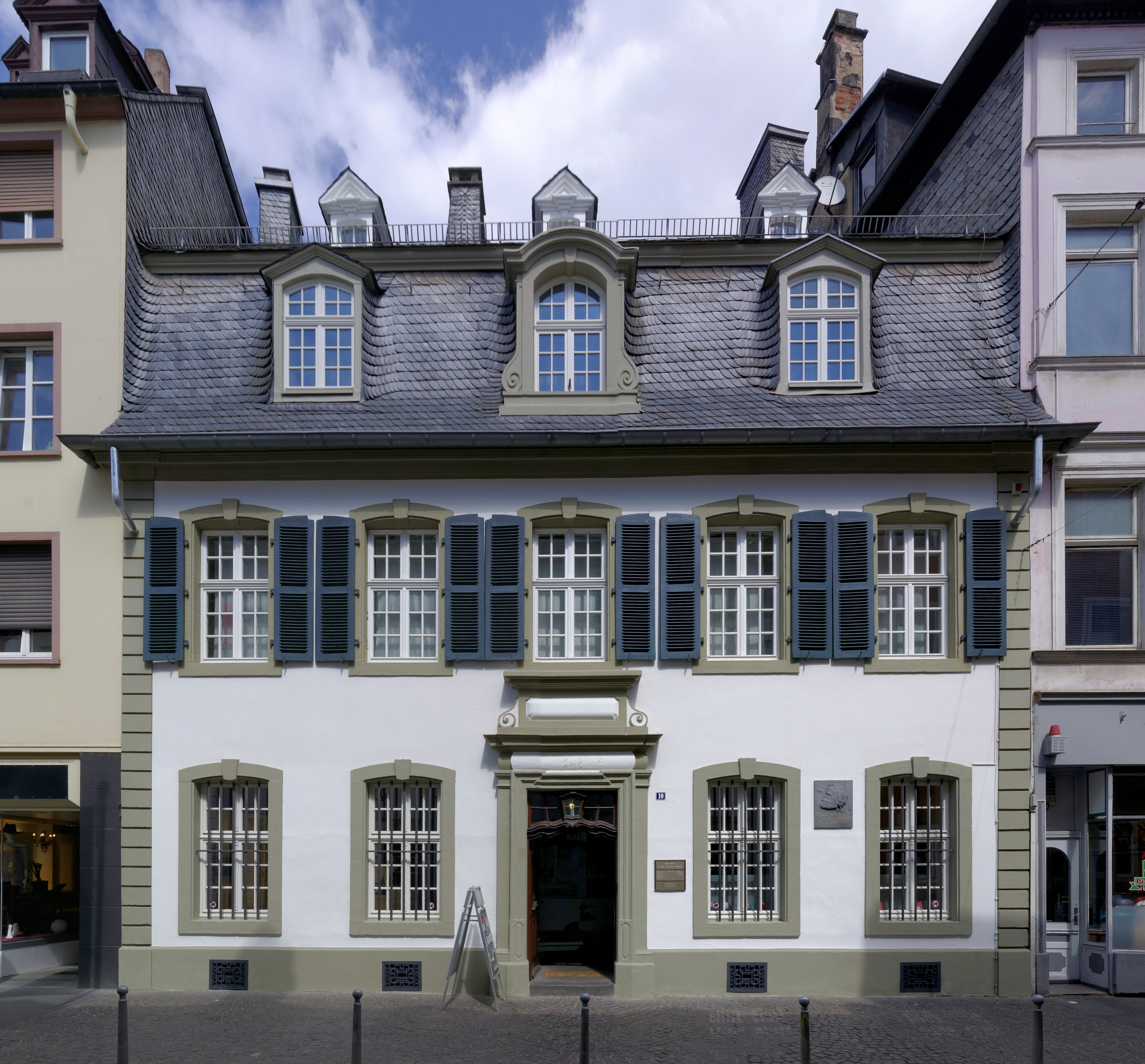
مسقط رأس ماركس، الآن Brückenstraße 10، في ترير. احتلت الأسرة غرفتين في الطابق الأرضي وثلاث غرف في الطابق الأول. اشتراها الحزب الاشتراكي الديمقراطي الألماني عام 1828، ويضم الآن متحفًا مخصصًا له.

ولد كارل هانريش ماركس في 5 مايو 1818 في مدينة ترير التابعة لمملكة بروسيا؛ لعائلةٍ يهودية لكن أبوه كان قد اعتنق المسيحية اللوثرية قبل ولادته بسنة واستبدل اسم هرشل ماركس ليفي ليُصبح هنريش ماركس. ماركس هو الطفل الثاني لعائلةٍ تكوّنت من ثمانية أطفال، والدُه كان مُحامياً منحدراً من عائلةِ حاخاماتٍ يهود وهو نسبٌ مُشابه لأقربائه من أمهِ فهم كانوا حاخامات يهود أيضاً. مدينة ترير التي وُلد فيها كارل ماركس كانت جزءاً من مقاطعة نهر الراين السفلي التابع للملكة بروسيا، والد ماركس هو أول من تلقى تعليماً علمانياً في العائلة وأصبح محامياً يتمتع بدخل مُريح واعتُبر أنّ العائلة من الطبقة العُليا حيث إضافة لدخل الوالد من المحاماة كانت العائلة تمتلك عدداً من المزارع قرب نهر موزيل وتُنتج من خلالها النبيذ عالي الجودة.
لم يكن والده متديناً بل كان من رجال عصر النهضة واهتم بأفكار إيمانويل كانط وفوليتير؛ انتهج الليبرالية الكلاسيكية ودفع باتجاه تطبيق إصلاحاتٍ دستورية في بروسيا المُتمتعة آنذاك بنظامِ حكمٍ ملكيٍ مُطلق. بعد عمله في المحاماة بأربع سنين انتقل للعيش مع عائلته في عقارٍ مكونٍ من عشر غرف بالقرب من يورتا نيجرا، زوجته هنرييت برسبرغ كانت يهودية هولندية من عائلة تمتلك تجارة مزدهرة؛ وأسَّست لاحقاً شركة فيليبس، أما أختها صوفي برسبرغ فتزوجت من ليون فيليبس وكانت جدّة لكل من جيرارد وأنطون وفريتس فيليبس. شركة ليون فيليبس (بالإنجليزية: Lion Philips) كانت تُنتج التبغ الهولندي الفاخر وقد اعتمد ماركس وزوجته عليها في وقت لاحق للحصول على قروض أثناء إقامتهما في لندن.
ماركس لم يكن يهودياً في الدين بل في العرق وحسب، اهتم بالأفكار الفلسفية الهيجلية بشكلٍ خاص عندما كان طالباً في جامعة بون وبعدها في جامعة برلين. بحلول عام 1836 كان ماركس قد نضج نوعاً ما وأصبح يُناقش والده في الأدب والسياسة والقانون وقد أثنى والده عليه وكتب له في إحدى الرسائل من ذات العام «إذا شاءت إرادة الله، فلاتزال أمامك حياة طويلة لتعيشها لخيرك ولخير عائلتك -وإذا كان حدسي صحيحاً- لخير البشرية» كان ماركس قد التقى بجيني فون ويستفالين في العام نفسه وبدأ في تبادل رسائل الغرام معها. كتب ماركس مقالات لعدّة صحف لعلّ أبرزها صحيفة لاغازيت دو كولونيا.

### الهيغلية والصحافة المبكرة: 1836-1843

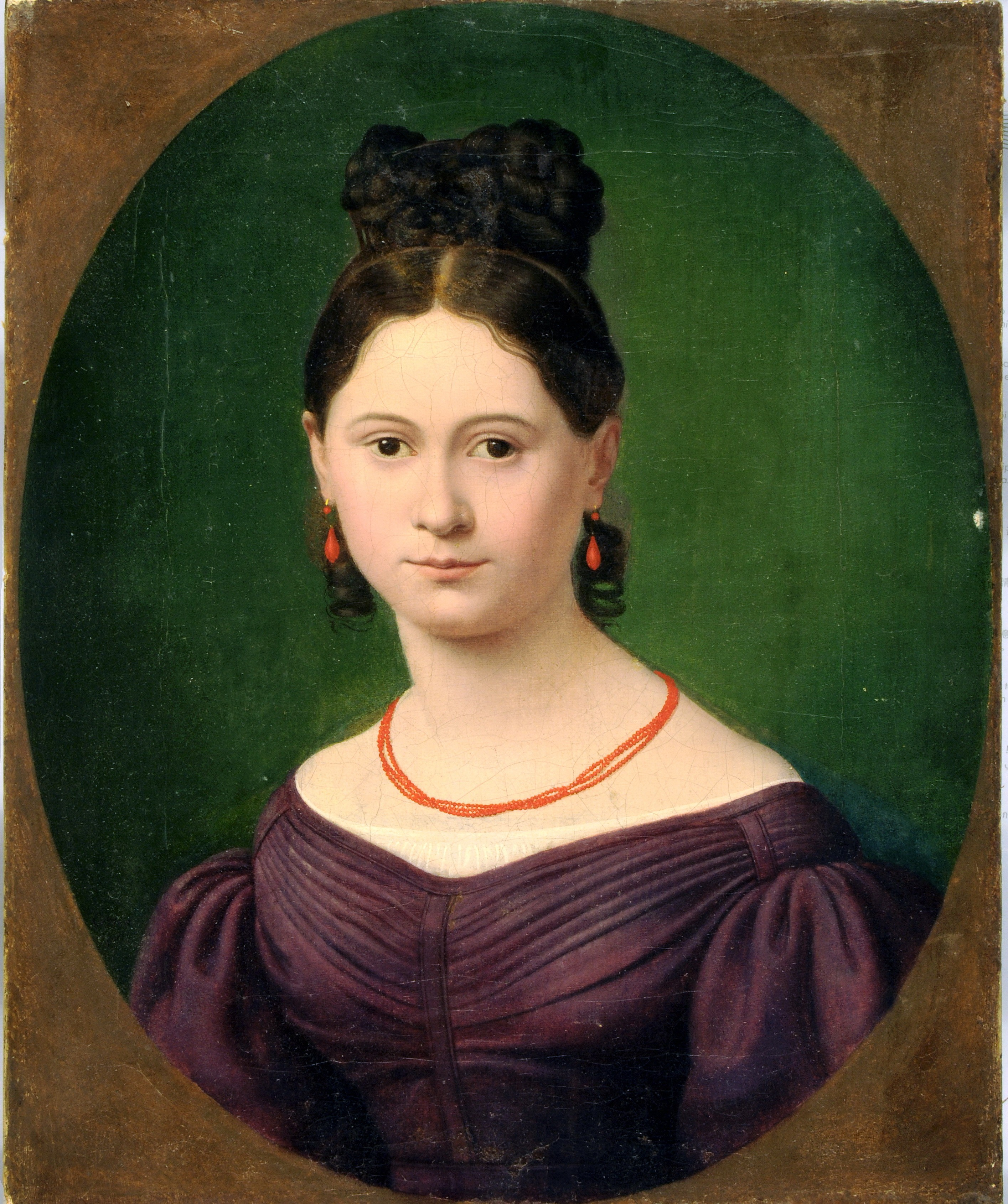
جيني فون ويستفالين في عقد 1830.

قضى ماركس صيف وخريف عام 1836 في ترير وخلال هذه الفترة أصبح أكثر جدية اتجاه دراسته وفي الفترة نفسها قابل جيني فون ويستفالين وهي فتاة متعلمة من الطبقة الحاكمة في بروسيا، كانت جيني على علاقة بشاب أرِستُقراطي لكنها قطعت علاقتها به لأجل الارتباط بماركس ليخلُقا علاقةً مثيرةً للجدل بسبب الاختلاف العرقي والطبقي بينهما ورغم هذه الفوارق إلاّ أنّ ماركس استطاع إنشاء صداقة مع والدها لودفيج فون ويستفالين. برغم حصول ماركس على قبول لدراسة القانون في برلين إلاّ أنّه كان مفتوناً بالفلسفة ومُقتنعاً بأنّ لا شيء يُمكن أن يُنجز بدونها.
زاد اهتمام ماركس بالفيلسوف المُتوفي حديثا هيغل والذي نوقشت أفكاره بشكل واسع حينها من خلال الندوات الثقافية وخلال فترة نقاهة قضاها في ستارلا انضم لنادي الأطباء (بالألمانية: Doktorklub) وهي مجموعة من الطلاب الذين ناقشوا الأفكار الهيغلية، من خلال هذه المجموعة انخرط بتنظيم راديكالي عُرف باسم الهيغليين الشباب واللذين كانوا يجتمعون حول لودفيغ فيورباخ و‌برونو باور. كان الهيغليون الشباب متفقين مع ماركس حيث انتقدوا الفرضيات الميتافيزيقية الهيغلية لكنهم تبنوا الأسلوب الجدلي لتوجيه النقد الاجتماعي والسياسي والديني من وجهة نظر يسارية. في عام 1838 توفي والد ماركس وهو ما أثر على ماركس الذي بقي يعتز بذكرى والده طوال حياته.
أنهى ماركس كتابة قصته العقرب وفيليكس عام 1837 وهي القصة الوحيدة التي كتبها كما أنهى مسرحية شعرية بعنوان دراما ألينم إضافة لبعض قصائد الحب التي كتبها لجيني؛ هذه الأعمال الأدبية لم تُنشر أثناء حياته، لاحقا تخلّى عن اهتماماته الأدبية لأجل أهدافٍ أُخرى من بينها تعلم الإنكليزية والإيطالية ودراسة تاريخ الفن وترجمة الأعمال الكلاسيكسة اللاتينية إضافة لانشغاله بالعمل على أطروحة الدكتوراه الفرق بين الفلسفتين الديموقريطية والأبيقورية عن الطبيعة والتي وُصفت بأنّها عمل جريء يُوضح أنّ اللاهوت يجب أن يخضع للحكمة المُتعالية للفلسفة. أثارت الأطروحة الجدل خصوصاً بين الأساتذة المُحافظين في جامعة برلين ما دفع ماركس لإرسال الأطروحة لجامعة جينا الأكثر ليبرالية والتي وافقت على مناقشتها ومنحته عليها درجة الدكتوراه في أبريل 1841. بدأ التعاون بين ماركس وبرونو باور على تعديل الفلسفة الهيغلية عام 1840 وفي عام 1841 بدأ بالتخطيط لإنشاء مجلة تحت عنوان أرشيفات إلحادية (بالإنجليزية: Atheistic Archives) لكن المجلة لم تصل مرحلة النضج أبداً.
حاول ماركس أن يُراعي اهتمامه الأكاديمي لكن حظر هذه الأعمال كان يتزايد حيث عارضت حكومة بروسيا بشكل متزايد الليبرالية الكلاسيكية والهيغليين الشباب، ما دفعه للانتقال إلى كولونيا عام 1842 ليعمل كاتب في صحيفة راديكالية هي راينيش تسايتونج ولاحقاً أصبح رئيس تحريرها وزاد تعبيره عن آرائه الاشتراكية كما وضَحَ اهتمامه بعلم الاقتصاد، وانتقد اليميمنية الأوربية في حكومة بروسيا وبعض الشخصيات الليبرالية والاشتراكية واعتقد أنّهم يأتون بنتائج عكسية. هذه الآراء دفعت الحكومة البروسية لرقابة الصحيفة وإزالة محتويات من الأعداد قبل الطباعة لضمان خلوها من المواد «المثيرة للفتنة» وقد علق ماركس «يجب أن تقدم صحيفتنا للشرطة حتى يشموها، وإذا شمَّ أنف الشرطة أي شئ غير مسيحي أو بروسي، لن يسمح للصحيفة أن تظهر». حُظرت الصحيفة عام 1843 بعد طلب من الإمبراطور الخامس عشر لروسيا نيكولاي الأول وذلك بعد نشرها مقالاً ينتقد بشدة الملكية في بروسيا.

### باريس: 1843-1845
في 11 أكتوبر 1843 وبعد زواجه من جيني وصل معها إلى باريس التي كانت عاصمة العالم الفكرية؛ وأصبح مُحرراً في صحيفة الحولية الألمانية الفرنسية (بالألمانية: Deutsch-Französische Jahrbücher) وهي صحيفة يسارية أنشأها الاشتراكي الألماني أرنولد روج للتقريب بين الراديكاليين الألمان والفرنسيين. بعد وصوله سكن ماركس مع زوجته في سكنٍ جامعي بشارع فانو، إلاّ أنّ ظروف الحياة أجبرتهم على تغيير مكان السكن بعد ولادة ابنتهم جيني.
رغم محاولة الصحيفة جلب كتّاب مختلفي الجنسيات الأوروبية إلاّ أنّ الألمان هيمنوا عليها ولم تحوي إلاّ كاتب وحيد غير ألماني هو الشيوعي الروسي ميخائيل باكونين.
شارك ماركس بمقالين هُما نقد فلسفة الحق عند هيغل وحول المسألة اليهودية، وقد قدم في مقاله الثاني أرائه حول الطبقة العُمالية وشرح قوتهم الثورية ووضّح اعتناقه للشيوعية، رغم نشر مقال واحد فقط إلاّ أنّ ذلك يُعد نجاحاً نسبياً وفي الغالب فقد نُشر المقال بسبب تضمينه قصيدة غنائية لهاينرش هاينه يسخر فيها من لودفيج ملك بافارايا وهو ما دفع الولايات البروسية إلى حظر الصحيفة ومصاردة النسخ المستوردة، لكن وبسبب عدم توفر المقالات الفرنسية فإن الصحيفة تتعرض للفشل حتّى اسمها لم يعد صحيحاً «الحوليات الفرنسية-الألمانية» ما يدفع أرنولد روج للتأخر في دفع رواتب ماركس وصولاً لعدم تمويل النسخ المستقبلية من الصحيفة ما أدى لانهيار علاقة الصداقة بينه وبين ماركس. بعد انهيار الصحيفة بدأ ماركس بالكتابة للصحيفة الألمانية الراديكالية اليسارية إلى الأمام (بالألمانية: Vorwärts) وهي الصحيفة الوحيدة التي لم تكن تخضع للرقابة ولها علاقات مع رابطة العدالة المكونة من الاشتراكيين المثاليين؛ حضر ماركس بعض لقاءاتها لكنه لم يشارك، شكل عمله في الصحيفة أساساً لصقل وجهات نظرة حول الاشتراكية المبنية على أفكار الديالكتيكية المادية لهيغل وفيورباخ وفي نفس الوقت أنتقد الليبراليين والاشتراكيين الأخرين الموجودين في أوروبا.

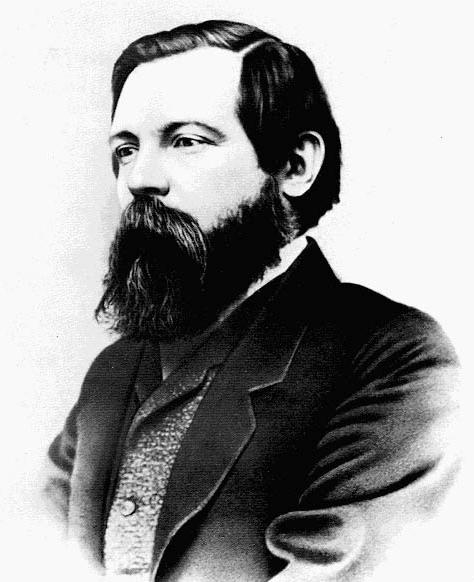
فريدريك إنغلز، التقى به ماركس عام 1844، وأصبحوا أصدقاء مدى الحياة.

في 28 أغسطس 1844 التقى ماركس لأول مرة بفريدرك إنجلز والذي سيصبح صديقه المُقرب لاحقاً، كان إنجلز بروسياً أيضاً ومُحباً لفلسفة هيجل وكان من عائلةٍ غنية.
 اللقاء كان في مقهى لاريجونس وعرض إنجلز على ماركس عمله حديث النشر ظروف الطبقة العاملة في إنجلترا في عام 1844 وتحدث معه عن الطبقة العاملة التي ستكون وفق رؤية إنجلز فاعل وأداة آخر ثورة بالتاريخ؛ بعدها قررا كتابة نقدٍ حولَ الأفكار الفلسفية لصديق ماركس السابق برونو باور ونُشر العمل عام 1845 تحت عنوان العائلة المقدسة. على الرغم من انتقاد ماركس لباور إلاّ أنّه تأثر بشكل متزايد بأفكار الشباب الهيغليين ماكس شتيرنر ولودفيغ فويرباخ، لكن في النهاية تخلّى ماركس وصديقه عن مادية فويرباخ.
خلال فترة معيشته في المنزل 38 بشارع ريو فانيو في باريس؛ انكبّ ماركس بدارسةٍ مُكثفةٍ للاقتصاد السياسي فقرأ آدم سميث وديفيد ريكاردو وجيمس مل وآخرون إضافة لقراءة أعمال الاشتراكيين الفرنسيين خصوصاً هنري دو سان سيمون وشارل فورييه وقراءة التاريخ الفرنسي. دراسة الاقتصاد السياسي هي التي سيُتابعها ماركس طوال حياته ويُنتج منها أهم أعماله وهو كتاب رأس المال بمجلداته الثلاثة.
استندت الماركسية بشكل عام على ثلاث دعائم هي جدلية هيغل والاشتراكية الطوباوية الفرنسية والاقتصاد الإنكليزي، ومع دراسته السابقة لجدلية هيغل كانت دعائم الماركسية الثلاث قد تكوّنت خلال إقامته في باريس مع حلول خريف 1844. كان ماركس يضطر غالباً لإهمال دارسته في الاقتصاد السياسي ليس فقط بسبب مطالب الحياة اليومية بل وأيضاً لكونه صحفياً في صحيفة مُتطرفة إضافة لتوجيهه لجهود حزب سياسي خلال سنوات الانتفاضات الثوريّة المُحتمل حدوثها، لكنه بقي مُنجذباً بشكلٍ كبير لفهم العوامل الداخلية للرأسمالية.
أثنى ماركس على أفكار فيورباخ وانطلق منه في تحليله «للعمل المُغتَرَب» «كلما ازداد انتاج العامل للثروة، وكلما ازداد انتاجه قدرة وحجماً، يزداد العامل فقراً»؛ وبعدها حلّل مفهوم الاغتراب، ما يُشير إلى أنّ مخطط الماركسية تكوّن بذهنه في أواخر 1844 أو أوائل 1845 حيث وضع العديد من السّمات الأساسية للرؤية الماركسية لكنه احتاج لتدوين كل تفصيلة لتوضيح نقده الجديد للاقتصاد السياسي. وعليه فقد كتب الكثير من المخطوطات الاقتصادية والفلسفية. دراسة ماركس المستمرة للاقتصاد السياسي والرأسمالية دفعه لإدراك ضرورة أن يُبنى منهجه الجديد على أساس مادي متطوّر.
كُتبت غالبية المخطوطات الاقتصادية والفلسفية بين أبريل وأغسطس من العام 1844، لكن ماركس أدرك سريعاً أنّها تأثرت ببعض أفكار فيورباخ غير المُتشقة ما دفعه للانفصال عن مادية فيورباخ لصالح المادية التاريخية. هذا الانفصال دفع ماركس بعد انتقاله لبروكسل لكتابة أُطروحاته الحادية عشر حول فيورباخ واشتهرت باسم «الأطروحة 11» والتي تنص على أن الفلاسفة فسروا العالم بطرق مختلفة، لكن الهدف هو تغيره. انتقد ماركس في عمله الفلسفات السابقة بشكل عام فهي تَصِف العالم المجرد فقط، المادية عند فيورباخ بشكل خاص بوصفها مادية تأملية وانتقد المثالية على اعتبارها تختزل الممارسة والنظرية، وهذه كانت الإشارة الأولى للمادية التاريخية حيث قدم ماركس حجّة مفادها أن العالم لا يتغير بالأفكار ولكن من خلال الممارسة والنشاط الفعلي والمادي.
في عام 1845 استجابت الحكومة الفرنسية لبرقية الملك البروسي الطالبة بإغلاق صحيفة إلى الأمام (بالألمانية: Vorwärts) وطُرد ماركس من فرنسا لينتقل للعيش في بروكسل.

### بروكسل 1845-1848

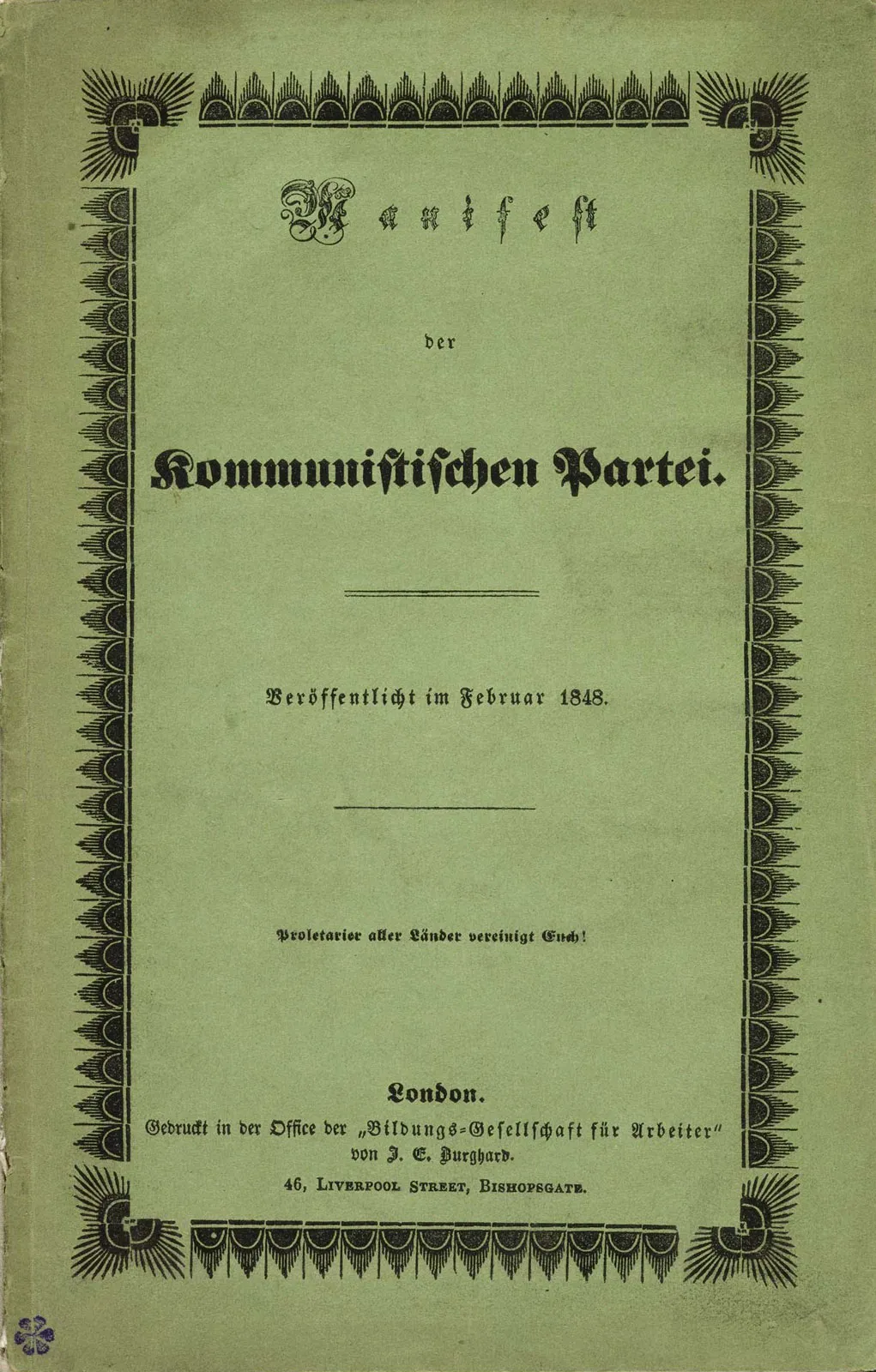
غلاف البيان الشيوعي

مع عدم القدرة على البقاء في فرنسا واستحالة العودة إلى ألمانيا غادر ماركس إلى بروكسل عام 1845 رفقة زوجته جيني التي كانت حاملاً وابنته المريضة جينين؛ فُرض على ماركس مثل كل المهاجرين التوقف عن العمل بالسياسة لذلك كان مُطالب بالبحث عن وظيفة لكنّه كان يمقت هذا التصرف وقرر الاعتماد على كتاباته لكسب عيشه وفي انتظار الفرصة للكتابة استطاع أن يحصل على منزل فسيحاً في بروكسل. وتحوّل إلى قيادي شيوعي بارز وأنشأ علاقات مع الاشتراكيين المنفيين من جميع أنحاء أوروبا مثل موزس هس وكارل هاينزن وجوزيف ويدماير. انضم إنجلز لهم في أبريل 1845 بعد مغادرته ألمانيا وأصبح ماركس وإنجلز أعضاء في رابطة العدل وكُلفوا بكتابة البرنامج السياسي لرابطة والذي سيُعرف لاحقا بالبيان الشيوعي. انضمت صديقة إنجلز ماري بيرنز لهم بعد مغادرتها لندن.
في منتصف يوليو من العام 1845 يغادر ماركس وإنجلز إلى لندن للقاء قادة حركة الميثاقية وهي من أولى الحركات البريطانية التي أُنشئت لدعم الطبقة العاملة. هذه الرحلة كانت الأولى لماركس إلى إنجلترا وقد كان إنجلز دليله فيها حيث أمضى عامين في مانشستر من نوفمبر 1842 حتّى أغسطس 1844. إضافة لإتقانه للغة الإنكليزية فقد أنشأ إنجلز العديد من العلاقات مع قادة الجركة الميثاقية وعمل مراسلاً للصحف الاشتراكية الإنكليزية، استغل ماركس الرحلة للنظر في الموارد الاقتصادية المُتاحة للدراسة في مكتباتٍ مختلفة في لندن ومانشستر.
مُتعاوناً مع إنجلز بدأ ماركس في كتابة الأيديولوجيا الألمانية كُتب العمل -الذي سيُنظر إليه على أنّه مُقدمة أفضل معالجة لمفهوم المادية التاريخية- في 1846. من خلال هذا الكتاب انفصل ماركس عن فيورباخ وبرونو باور وماكس شتينر والهيغلين الشباب إضافة لانفصاله عن كارل غرون وحركة الاشتراكيين الحقيقيين واللذين كانوا يعتمدون على المثالية في فلسفتهم بينما قدم ماركس وإنجلز في الكتاب المادية بوصفها المُحرك الوحيد لحركة التاريخ. ورغم الكتابة بالأسلوب الساخر إلاّ أن الرقابة على أعمال ماركس حالت دون نشر الكتاب الذي لم يُنشر بشكل رسمي حتّى عام 1932.
بعد انتهائه من كتابة الأيديولوجيا الألمانية شَرَعَ ماركس في كتابة نصٍ لتوضيحِ موقفه من نشاطات الحركات الثورية بوجهةِ نظر «فلسفية علمية»، وعنون نصّه الجديد بعنوانٍ مُتهكم هو بؤس الفلسفة للحيلولة دون وقفه في الرقابة. الهدف من العمل الجديد كان التمييز بين الاشتراكيين الخياليين وفلسفته الاشتراكية؛ ففي حين كان هدف الخياليين إقناع شخص واحد في كلّ مرّة بالانضمام لهم فإن ماركس رأى أنّ الأشخاص يميلون في غالبية المناسبات للتصرغ وفق مقتضاياتهم ووفق مصالحهم الخاصة وبالتالي لا يوجد فائدة من إقناع شخص واحد في كلِّ مرّة والأفضل هو توجيه الخطاب لطبقة كاملة من المجتمع -الطبقة العاملة في هذه الحالة- وبذلك يُمكن إحداث تغيير جذري في المجتمع. العمل قُدِّم عام 1847 ليكون رداً على «الفلسفة البرجوازية الصغيرة» للاشتراكي اللاسلطوي الفرنسي بيير جوزيف برودون الذي عبر عن أفكاره في كتابه فلسفة الفقرة عام 1840.

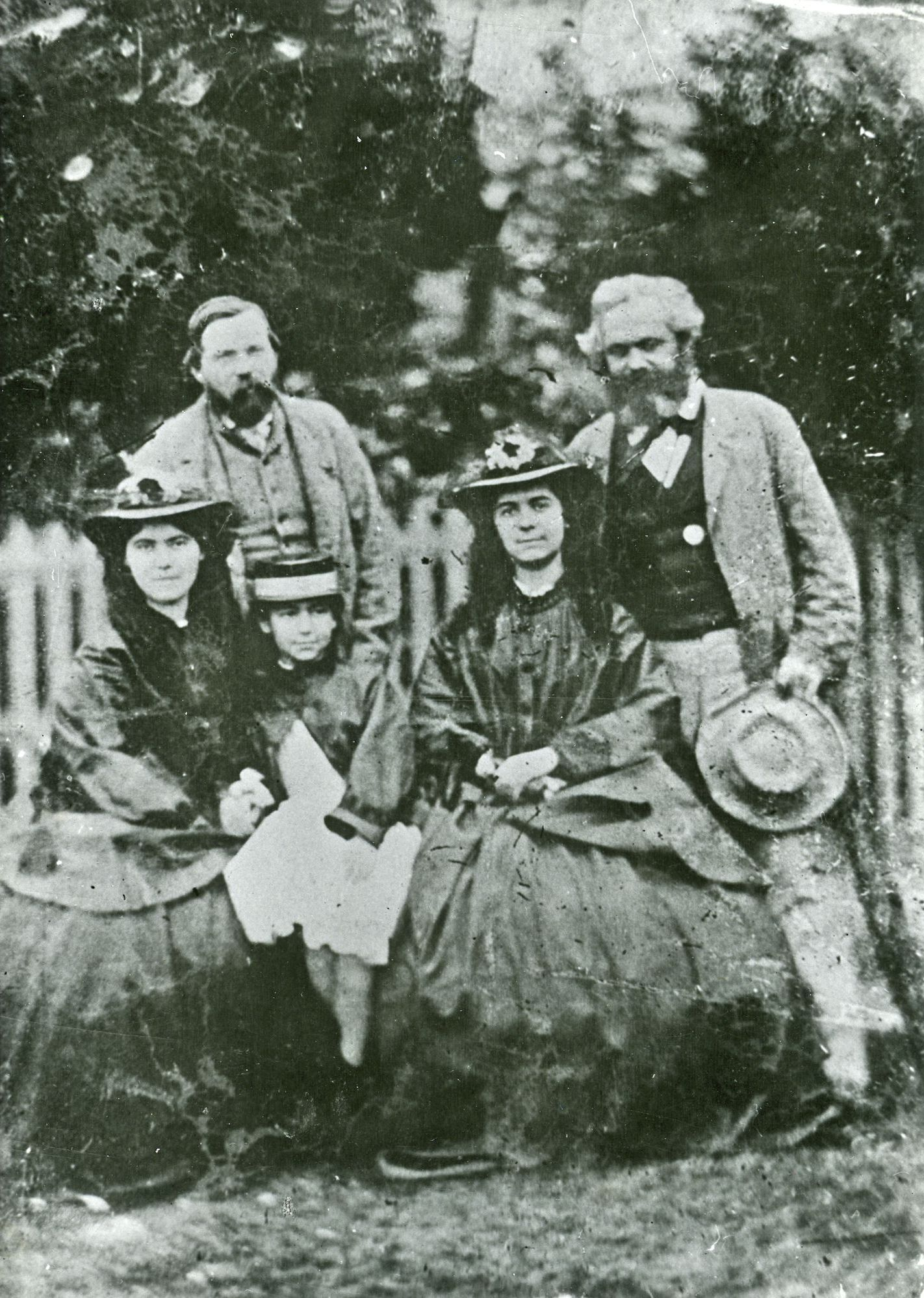
ماركس وبناته مع إنجلز

أدت الحركات العمالية التي اندلعت في أوروبا عامي 1846 و 1847 للضغط على ماركس من قبل رابطة العدل لكتابة بيان الحركة؛ لكن ماركس أجلّ العمل على البيان بسبب انشغاله بكتابة مقالين مهمين أولهما ناقش موضوع التبادل الحُر والثاني اهتم بالاستغلال وعُرَِف فيما بعد بالعمل المأجور ورأس المال. شكلّ هذين العمليين مُنعطفاً في تفكير ماركس وأسّسوا مع أعماله السابقة القواعد الأساسية للعمل الأكثر شهرة والذي سيُعرف باسم البيان الشيوعي. بقي ماركس مُرتبطاً برابطة العدل واعتقد أنّها تنظيم راديكالي مطلوب لتحفيز الطبقة العاملة في أوروبا للبدء بحراك جماهيري يوصلها إلى السلطة. لكن لتنظيم الحراك العُمالي كان على الحركة أن تكف عن توجهها السري وتُعلن عن نفسها باعتبارها حزب سياسي وقد أدرك أعضاء الحركة هذه الحقيقة وأعلنوا في يونيو 1847 تنظيم الحركة لتكون مجتمعاً سياسياً علنياً يستقطب الطبقات العاملة مباشرة، هذا التنظيم الجديد كان يُسمى العصبة الشيوعية، وقد شارك ماركس وإنجلز في كتابة المبادئ الأساسية للحركة الجديدة.
بدأ ماركس مع إنجلز بكتابة البيان الشيوعي في ديسمبر 1847 وحتّى يناير 1848 ونُشر لأول مرة في 21 فبراير 1848. البيان حوّل العصبة الشيوعية من السريّة للعلنيّة ووضح أهدافا ونواياها لعامة الناس. السطور الأولى للبيان حدّدت الأساس الرئيس للماركسية «إن تاريخ أي مجتمع حتّى الآن، ليس سوى صراعات طبقية» يشرح ماركس عبر فصول البيان صراعات المصالح بين الطبقة البرجوازية والطبقة العمالية ويُقدم البيان حجته لإثبات اختلاف العمل بين العصبة الشيوعية وباقي الأحزاب الاشتراكية والليبرالية حيث عملت وحدها لتحقيق مصالح العُمال والإطاحة بالمجتمع الرأسمالي واستبداله بالاشتراكية.
في نفس العام شهدت أوروبا العديد من الاحتجاجات والتي عُرفت لاحقاً باسم ثورات 1848 أو الربيع الأوروبي. في فرنسا أدت الاحتجاجات لإسقاط النظام الملكي وإنشاء الجمهورية الفرنسية الثانية وقد كان ماركس داعماً لمثلِ هذه التمردات خصوصاً بعد حصوله على ميراث والده قرابة 6000 فرنكاً (1700 تالر)؛ الميرات منذ 1838 لكن عمه حجبه عنه، وادعى أنّه استهلك ثلثها لأجل تسليح عمال بلجيكيين كانوا يخططون لنشاطٍ ثوري، وبرغم الجدل حول صحة ادعاءات عمّه إلاّ أنّ وزارة العدل البلجيكية اتهمت ماركس بذلك واعتقلته لاحقاً ما أجبره على الفرار إلى فرنسا ظنّا منه بأن الأمان سيكون مع السلطة الجديدة.

### كولونيا 1848-1849
بقي ماركس لفترةٍ قصيرةٍ في باريس ونقل مركز العصبة الشيوعية إلى المدينة وأنشأ مع عدد من الاشتراكيين البروسيين نادي العمال البروسيين في فرنسا على أملِ انتقال الثورة إلى بروسيا. علم 1848 عاد إلى كولونيا وبدأ بإصدار كُتيب يدوي بعنوان مطالب الحزب الشيوعي في ألمانيا، ودافع مع خلال كُتيبه على أربع نقاط فقط من بيانه الشيوعي مُعتبراً أنّ على البرجوازية البروسية أن تُطيح بالملكية الإقطاعية والأرستقراطية قبل أن تتمكن الطبقة العاملة من الإطاحة بالبرجوازية. في الأول من يونيو بدأ بنشر صحيفة جريدة نهر الراين الجديدة وقد ساعده في تمويلها حصوله على ورثت والده المُتبقية؛ الصحيفة صُممّت لنشر جميع أخبار أوروبا وفق رؤية كارل ماركس وتفسيره للأحداث، ورغم مساعدة زملائه في العصبة الشيوعية إلاّ أنّ التأثير المُهيمن كان لماركس في التحرير ووفق إنجلز فقد ظلّت الصحيفة «دكتاتورية بسيطة لماركس».
خلال تحريره للمقالات الصحفية كان يتعرض مع الاشتراكيين للمضايقات من قبل الشرطة وقد قُدم للمحاكة عدّة مرات ووُجهت له تُهم مختلفة مثل إهانة رئيس النيابة العامة وارتكاب جُنحة صحفية والتشجيع على التمرد المُسلح؛ ورغم هذه التُهم إلاّ أنّه كان يُبرأ في كلِّ مرّة. في تلك الأثناء كان البرلمان البروسي ينهار وقدم الملك فريدرش فيلهلم الرابع حكومة جديدة مؤيدة للرجعية نفذت إجراءات لطرد اليسار والحركات الثورية من البلاد. ونتيجة لذلك أُغلقت صحيفة الراين الجديدة وأُمر ماركس بمغادرة البلاد في 16 يوليو وعاد إلى باريس التي كانت تشهد ثورة مضادة حيث طُرد لاعتباره تهديداً سياسياً، مع اقتراب ولادة طفله الرابع وعدم قدرة زوجته على العودة لبلجيكا أو بروسيا فقد لجأ إلى لندن في أعسطس 1849.

### الحياة في لندن 1850-1883
في أغسطس 1847 وصل ماركس إلى لندن حيث سيبقى فيها لآخر حياته؛ وانتقل مقر العصبة الشيوعية لنفس المدينة أيضاً لكن وجود العصبة في لندن تحت إدارة ماركس لم يمنعها من الانقسام حيث بدأ فصيل داخلها بقيادة أوغست ويلش وكارل شابر في التحريض على انتفاضة فورية إذ اعتقدوا أنّ بداية الانتفاضة في العصبة الشيوعية ستؤدي لتحريض الطبقة العاملة بأكملها في جميع أنحاء أوروبا وستنضم تلقائياً لهم. ماركس وإنجلز احتجوا على ذلك معتبرين أن مثل هذه الانتفاضة غير المنظمة ستكون مغامرة وربّما ستكون انتحاراً للعصبة الشيوعية.
انتفاضة بهذا الشكل ستُسحق بسهولة من قبل الشرطة والقوات المسلحة للحكومات الرجعية في أوروبا، وقد أكدّ ماركس أن هذا من شأنّه أن يُهدد العصبة الشيوعية بأكملها فالتغيرات لا تتحقق بين ليلة وضحاها من خلال جهود بعض من الرجال. بدلاً من ذلك يجب أن تكون التغيرات من خلال التحليل العلمي للظروف الاقتصادية للمجتمع ومن خلال التحرك نحو الثورة عبر مراحل مختلفة من التنمية الاجتماعية. شعر ماركس بعد فشل الانتفاضات التي انطلقت في أوروبا عام 1848 بأنّ الطبقة العاملة يجب أن تُشَجَع على الاتحاد مع العناصر التقدمية من البرجوزاية بهدف هزيمة الأرستقراطية الإقطاعية، بعبارة أخرى يجب على الطبقة العاملة أن تنضم إلى القوى البرجوازية والديمقراطية لتحقيق خاتمة ناجحة للثورة البرجوازية قبل التأكيد على أجندتها.
بعد الصراع الذي هدد وجود العصبة الشيوعية عاد رأي ماركس ليسود وغادرت مجموعة ويليس/شاير العصبة وخلال تلك الفترة انخرط ماركس بشدة في جمعية تعليم العمال الألمان. عقدت الجمعية أولى اجتماعاتها في شارع جريت ويندمل وسط لندن، وأيضاً عانت من انقسامات حيث مال بعض أعضائها لفصيل ويليس/شاير ولنفس الأسباب التي أدت لانقسام العصبة الشيوعية، لكن ماركس خسر المعركة واستقال في 17 سبتمبر 1850.

#### الكتابة لصحيفة نيويورك تريبيون
في الفترة الأولى في لندن كان ماركس ملتزماً بشكلٍ كبير بدراساته لدرجة أنّه وعائلته عاشوا في فقرٍ مدقع كما أنّه كان منبوذاً بسبب نشاطه الثوري، وكان يعتمد في دخله الأساسي على صديقه إنجلز المالك لمصدر دخل كبير من والده الصناعي. دفع الفقر الشديد ماركس لترك الغرفة التي استأجرها في شارع سيلشي بعد أن طُرد منها للانتقال لكوخ صغير في أسوأ الأحياء صيتاً في المدينة وهو حي سوهو والذي لقبه كاتب سيرة جيني بشارع الموت.
في هذه الأثناء كان لماركس صحيفته في بروسيا وكان مساهماً للمتحالفين معه أيديولوجياً إضافة لسهولة الوصول للطبقة العاملة في لندن وبذلك تحوَّل مع إنجلز للصحافة الدولية حيث نُشرت أعمالهم في إحدى المرات في ست صحف في إنجلترا والولايات المتحدة وبروسيا والنمسا وجنوب أفريقيا. كانت أرباح ماركس الرئيسية تأتي من مقالاته المكتوبة باللغة الإنكليزية لجريدة نيويورك تريبيون:17 إضافة لبعض الصحف البرجوازية وقد تُرجمت مقالاته للألمانية بواسطة فيلهلم بيبير.
صحيفة نيويورك ديلي تريبيون كانت قد تأسست في أبريل من العالم 1841 على يد هوراس غريلي وضمت هيئة تحرير من البرجوازيين التقدميين منهم جورج ريبلي ورئيس التحرير تشارلز دانا والذي كان فوريوري الاعتقاد الاقتصادي وناشطاً لأجل التحرر من العبودية إضافة لكونه صلّة الوصل مع ماركس. العمل الجديد كان وسيلة استغلها ماركس للوصول إلى جمهور وراء الأطلسي وإظهار لحربه الخفية مع هنري تشارلز كاري. الصحيفة والتي كانت تُباع بسنتين كان لها شعبية واسعة بين أفراد الطبقة العاملة وبأكثر من 50000 نسخة لكل إصدار فقد كانت الصحيفة الأكثر توزيعاً في الولايات المتحدة الأمريكية.:14 حيث كانت الصحيفة تحمل خطاب تقدمي يعكس موقف مؤسسها.:82 مقال ماركس الأول نُشر في 21 أغسطس 1852 وكان حوّل الانتخابات البرلمانية البريطانية.
في الفترة من ديسمبر 1851 وحتّى ماركس 1852 عمل ماركس على كُتيب نظري عن الثورة الفرنسية 1848 بعنوان الثامن عشر من برومير لويس نابليون
 واستكشف فيه مقاهيم المادية التاريخية والصراع الطبقي وديكتاتورية البروليتاريا وانتصار البروليتاريا على الدولة البرجوازية. في أبريل 1857 دعا دانا ماركس لكتابة مقالات بشكل أساسي عن التاريخ العسكري وتقديمها لـ سيكلوبيديا أمريكا الجديدة وهي فكرة صديقه جورج ريبلي وهو المحرر الأدبي في صجيفة تريبيون. نُشر في الصحيفة 67 مقال لماركس وإنجلز أغلبها كتبها إنجلز وماركس أجرى بعض الأبحاث عنها. مع أواخر خمسينات القرن التاسع عشر تضاءل الاهتمام الأمريكي بالشؤون الأوروبية وتحولت مقالات ماركس لموضوعات تتركز حول أزمة العبودية والحرب الأهلية الأمريكية 1861.
دفع الركود الاقتصادي في الولايات المتحدة دانا لتعديل طريقة عمل ماركس وأخبره في 21 مارس 1857 أنّه سيدفع له أجار مقال واحد اسبوعياً سواء نُشر أم لم يُنشر وسيُدفع مقابل المقالات الأُخرى إذا نُشرت فقط. في شهر أكتوبر من نفس العام أوقفت الصحيفة تعاملها مع جميع مراسلي أوروبا باسثناء ماركس وتايلور (بالإنجليزية: B. Taylor) واختزلت أعمال ماركس لمقالة واحد في الأسبوع، وبين سبتمتبر وأكتوبر 1860 كانت قد نشرت خمس مقالات فقط ولم يستأنف ماركس نشاطه فيها إلاّ في سبتمبر 1861 وحتّى مارس 1862 عندما كتب له دانا لإبلاغه عدم وجود شواغر لنشر التقارير والمقالات القادمة من لندن بسبب الشؤون الداخلية الأمريكية. في عام 1868 أنشأ دانا صحيفة ثانية وهي شمس نيويورك (بالإنجليزية: New York Sun) وكان هو رئيس تحريرها.
يمكن القول بأن فترة الخمسينات والستينات من القرن التاسع عشر حددّت فلسفياً ماركس الهيغلي الشاب وماركس صاحب الأيديولوجية العلمية الأكثر نضجاً والمرتبطة بالماركسية البنيوية رغم أنّ الكثير من الفلاسفة والمؤرخين لا يقبلون بهذا الطرح. بالنسبة لماركس وإنجلز فقد كانت ثورات 1848 و 1849 أساسية في تطوير نظريتهما في الاقتصاد والتقدم التاريخي، وبعد فشل هذه الثورات ظهر الزخم الثوري مُستهلكاً ولن يتجدد دون أزمة اقتصادية. مشأ الخلاف بين ماركس وزملائه في العصبة الشيوعية اللذين وصفهم بأنّهم «مغامرون» اذ اعتقدوا أنّ قوة الإرادة يمكن أن تكون كافية لخلق الظروف الثورية في حين رآى ماركس أن الظروف الاقتصادية هي الشرط الأساسي. الركود الاقتصادي الذي بدأ في الولايات المتحدة عام 1852 بعث الأمل بالنشاط الثوري لدى ماركس وإنجلز ومع ذلك فقد نُظر للاقتصاد بأنّه غير ناضج لتحقيق الثورة المطلوبة، لكن أي أزمة اقتصادية في الولايات المتحدة لن تؤدي إلى عدوى ثورية تنتقل لاقتصادات أوروبا فقد كانت أنظمة مُغلقة، ومع انتشار حالة الذعر 1857 في أمريكا؛ تحطمت كل النماذج الاقتصادية وعُرِّفت أول أزمة مالية عالمية حقيقية.

#### الأممية الأولى ورأس المال

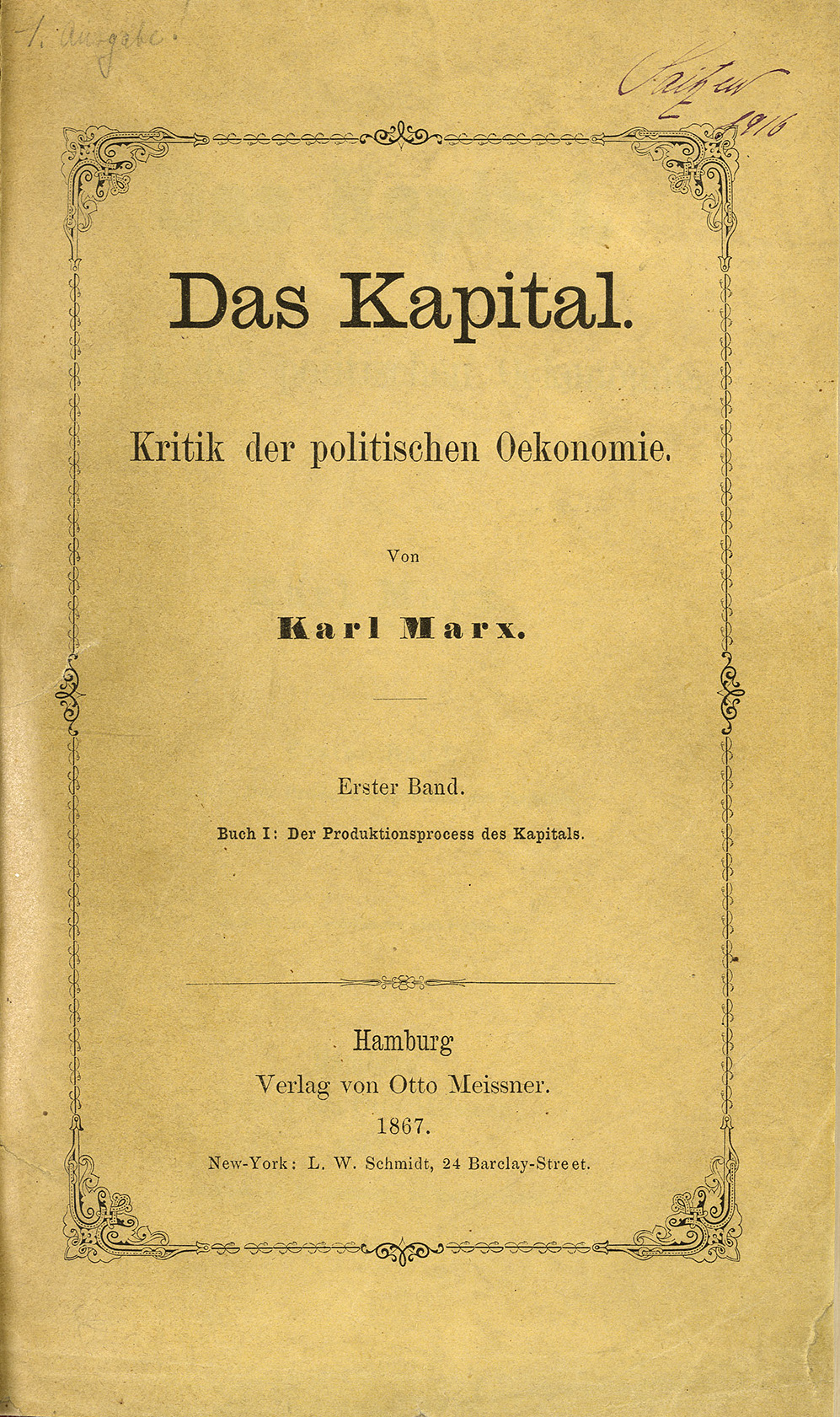
غلاف المجلد الأول لرأس المال

بعد الإخفاقات التي منيت بها الثورات في أوروبا سعى ماركس لفهم أكبر لنمط الإنتاج الرأسمالي وذلك لتقديمٍ نقدٍ مناسب، ولتحقيق ذلك قضى أوقاتاً طويلة يدرس في المتحف البريطاني ومع حلول عام 1857 كان قد دوّن أكثر 800 صفحة من الملاحظات حول رأس المال وملكية الأرض والعمل المأجور والدولة والتجارة الخارجية والسوق العالمي. هذه الملاحظات المُجمعة لم تظهر حتّى عام 1939 حيث نُشرت تحت عنوان أسس نقد الاقتصاد السياسي.
نشر ماركس مساهمة في نقد الاقتصاد السياسي عام 1859، وهو أو عمل وّجه فيه نقداً جاداً للاقتصاد؛ الهدف من الكتاب أن يكون معاينة لكتابه الذي سينشر لاحقاً وهو رأس المال. في عمله هذا توّسع ماركس في شرح نظريات قيمة العمل التي دعا إليها ديفيد ريكاردو. استُقبل العمل بحماس وبيعت نسخه بسرعة.
المبيعات الناجحة لكتاب مساهمة في نقد الاقتصاد السياسي حفزت ماركس في أوائل الستينات لإنهاء عمل رأس المال والذي سيكون عمله الرئيس خلال حياته حيث ناقش رأس المال ونظريات فائض القيمة وانتقد منظري الاقتصاد السياسي لا سيما آدم سميث وديفيد ريكاردو. يُشار دائماً لنظرية فائض القيمة باعتبارها المجلد الرابع لرأس المال وهي واحدة من الأطرحات الأولى الشاملة لتاريخ الفكر الاقتصادي.
استمر ماركس بكتابة المقالات الصحفية لنيويروك ديلي تربيون فقد كان مُتأكداً بأن السياسة التحريرية تقدمية، لكن رحيل تشارلز دانا عن رئاسة التحرير في أواخر 1861 أدى لتغيير السياسة القديمة في النشر. لم تعد الصحيفة تتخذ موقفاً قوياً في سبيل إلغاء عقوبة الإعدام ودّعمت سلاماً فورياً للاتحاد بين الولايات مع بقاء العبودية ضمن الكونفدرالية الجديدة، كان ماركس مُختلفاً بشدّة مع هذا الموقف ما دفعه للانسحاب من الصحيفة في 1863.
انضم ماركس عام 1864 لرابطة العمال الدولية والتي عُرفت بالأممّية الأولى وانتُخب في مجلسها العام
 مع أوائل انطلاقاتها وشارك في النضال ضد الجناح اللاسلطوي المتمركز حوّل ميخائيل باكونين (1814-1876)، وعلى الرغم من نجاح ماركسفي مواجهة باكونين إلاّ أنّه أيّد نقل مركز عمل الرابطة من لندن إلى نيويورك عام 1872 ما أدى لتدهور الأممّية الأولى. الحدث السياسي الأهم للأممية الأولى كان كومونة باريس (1871) عندما تمرد مواطنو باريس على حكومتهم واستولوا على المدينة لمدة شهرين، ورداً على القمع الدموي لهذا التمرد كتب ماركس أحد أشهر كتيباته الحرب الأهلية في فرنسا دفاعاً عن الكومونة.

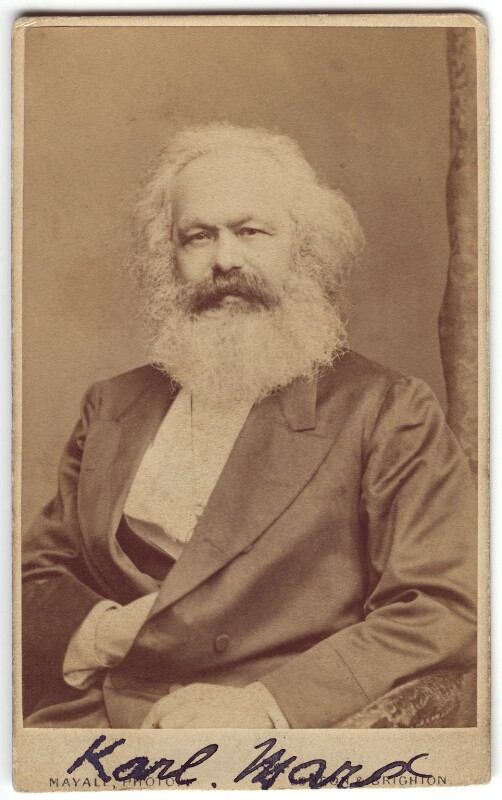
كارل ماركس عام 1875

عام 1867 نُشر المجلد الأول من رأس المال وهو عمل حُللّت فيه عملية الإنتاج الرأسمالية. وضع ماركس في هذا العمل نظريته الخاصة بالقيمة والمتأثرة بتوماس هودجسكين وقد أقر ماركس بالعمل الرائع لهودجسكين في الدفاع عن العمالة ضد مطالبات رأس المال (بالإنجليزية: Labour Defended against the Claims of Capital)، وقد دافع هودجسكين عن عمله في أكثر من نقطةٍ وجهت له في رأس المال.
اقتبس ماركس من هودجسكين الاعتراف بتغريب العمل في ظل الإنتاج الرأسمالي « لم يعد هناك أي مكافأة طبيعية للعمل الفردي. كل عامل ينتج فقط جزءً من الكل، وكل جزء ليس له قيمة أو منفعة في حد ذاته؛ لا يوجد شيء يمكن للعامل أن ينتهزه، ويقول: هذا هو المنتج ، سأحتفظ بهذا لنفسي» في المجلد الأول من رأس المال أوضح ماركس مفهومه لفائض القيمة والاستغلال وقال أنّه يؤدي في النهاية لانخفاض معدل الربح وانهيار الرأسمالية الصناعية.

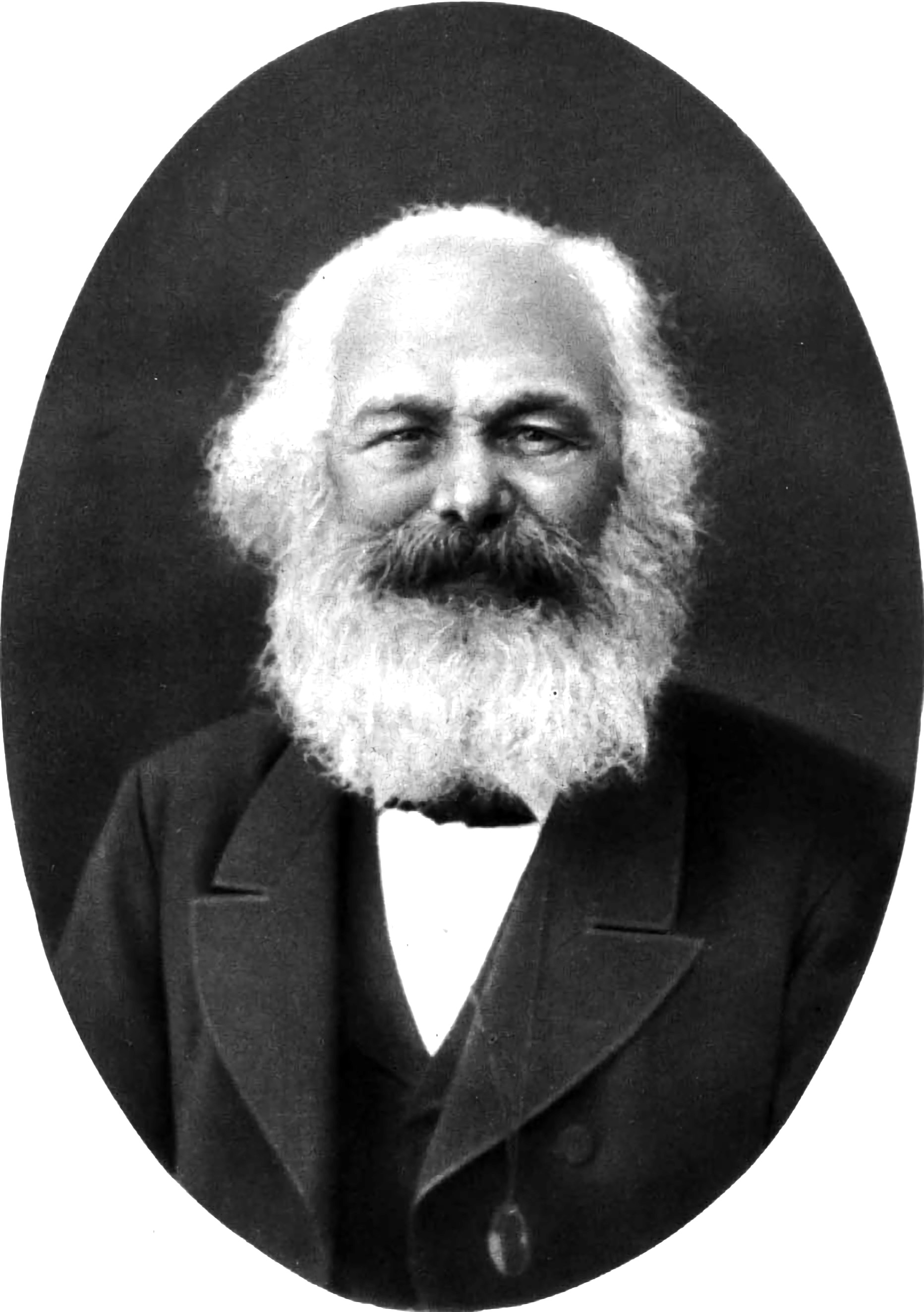
ماركس 1882

مجلدا رأس المال الثاني والثالث بقيا مخطوطات عمل عليهم ماركس حتّى نهاية حياته ونُشرا بواسطة إنجلز بعد وفاته، نُشر المجلد الثاني عام 1893 تحت عنوان رأس المال: المجلد الثاني؛ عملية تداول رأس المال  ونُشر المجلد الثالث بعد عام تحت عنوان رأس المال: المجلد الثالث؛ عملية تداول رأس المال ككل. تظرية فائض القيمة مُشتقة من المخطوطات الاقتصادية المُترامية والتي كتبها ماركس بين 1861-1863 وتُعتبر مسودة ثانية لرأس المال، وتمتد هذه المخطوطات من الجزء الأخير للمجيد الثلاثين حتّى النصف الأول من المجلد الثاني والثلاثين ضمن الأعمال المجمعة لماركس وإنجلز. بينما تمتد المخطوطات الاقتصادية الأكبر المكتوبة بين عامي 1861-1863 من بداية المجلد الثلاثين وحتّى لمجلد الرابع والثلاثين؛ الجزء الأخير من المجلد الرابع والثلاثين يتكون من المخطوطات المكتوبة في 1863-1864 والتي مثلّت مسودة ثالثة لرأس المال وجزء كبير منها ليكون ملحقاً في طبعة المجلد الأول. في عامي 1905 و 1910 نُشرت طبعات مختصرة لفائض القيمة وتُرجمت للإنكليزية ونُشرت في لندن عام 1951، لكن نسخةً كاملةً نُشرت في موسكو عامي 1963 و 1971 باعتبارها المجلد الرابع لرأس المال.
تدهورت صحة ماركس خلال العشر سنوات الأخيرة ولم يكن قادراً على بذل نفس الجهد السابق. خلال حياته تمكن من التعليق بشكل كبير على السياسات التي عاصرته لا سيما في بروسيا وروسيا وقد قدم نقداً لبرنامج جوتا عارض فيه ميل أتباعه إلى التسوية مع اشتراكية الدولة الذي قدمه فرديناند لاسال عن طريق حزب اشتراكي موحد. وقد بدا ذلك واضحاً من خلال الشعار الذي روّجه ماركس من كل حسب قدرته إلى كل حسب حاجته.
في 8 مارس 1881 أرسل ماركس إلى فيرا زاسوليتش متحدثاً عن فكرة تجاوز روسيا لمرحلة التطوّر الرأسمالي وبناء الشيوعية على أساس الملكية المشتركة للأرض والمميزة للمجتمع الريفي الروسي (الروسية: общи́на) أو اختصاراً (الروسية: мир) واعترف ماركس بأن المشاعية الريفية في روسيا هي نقطة الارتكاز للتجديد الاجتماعي في روسيا إضافة إلى أنّه حذر من أنّ الانتقال إلى الاشتراكية في روسيا دون المرور بمرحلة رأسمالية للقضاء على التأثيرات الضارة التي تهاجمها الجماعات الريفية من كل الجهات، فإذا ما قضي على هذه التأثيرات ستُخلق الظروف الطبيعية للتطوّر العفوي في المجتمع الريفي. وأشار في نفس الرسالة إلى أنّ جوهر النظام الرأسمالي يكمن في الفصل التام بين المنتج ووسائل الإنتاج.
في المسودة الأولى للرسالة يكشف ماركس عن شغفه بعلم الإنسان بدافع إيمانه بأن الشيوعية المستقبلية ستكون عودة لمستوى أعلى من شيوعية ما قبل التاريخ وكتب «الاتجاه التاريخي لعصرنا هو الأزمة القاتلة التي يمر بها الإنتاج الرأسمالي في الدول الأوروبية والأمريكية حيث وصل إلى ذروته، وهذه الأزمة ستنتهي بتدمير نمط الإنتاج الرأسمالي، وعودة المجتمع الحديث إلى أعلى شكل من الأشكال القديمة للجمع والالتقاط» مُضيفاً «حيوية المجتمعات البدائية كانت أكبر بما لا يقاس من حيوية المجتمعات السامية واليونانية والرومانية وغيرها، وبعبارة أوضح  حيوية المجتمعات الرأسمالية الحديثة». قبل وفاته، طلب ماركس من إنجلز كتابة هذه الأفكار التي نُشرت عام 1884 تحت عنوان أصل العائلة والملكية الخاصة والدولة.

## الحياة الشخصية

### العائلة

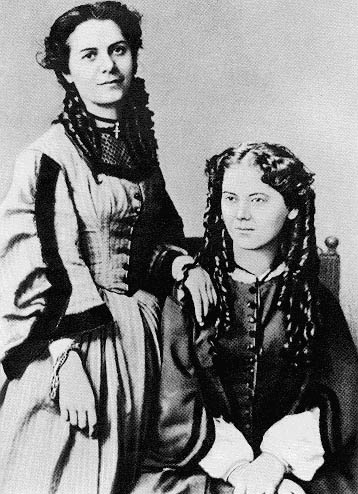
جيني كارولينا وجيني لورا ماركس (1869): سُميَّت بنات ماركس جيني تكريماً لوالدتهم ، جيني فون ويستفالن

أنجب ماركس وزوجته ويستفالن سبعة أطفال لكن وبسبب الظروف الصعبة التي عانوها في لندن لم يبلغ منهم إلا ثلاثة أطفال فقط والأطفال هم: جيني كارولين (1844-1883)، لورا ماركس (1845-1911)، إدغار (1847-1855)، هنري إداورد (1849-1850) جيني إيفلين فرانسيس (1851-1852)، إليانور ماركس (1855-1898) إضافة لطفل توفي قبل تسميته عام 1857 وبحسب بول لافارج زوج لورا ماركس فإن والدها كان أباً مُحباً. زعمت بعض الأقاويل عام 1862 أن ماركس ملك طفلاً من علاقة خارج إطار الزواج واسمه فريدي وقد أنجبه من هيلين ديموت وهي مديرة منزله لكن هذه الأقاويل محل خلاف بسبب عدم وجود أدلة واضحة تؤكدها.
استخدم ماركس الأسماء المُستعارة بشكلٍ كبير عند البحث عن استئجار منزلٍ أو شقة وذلك غالباً لجعل تعقبه من السُلطات أمراً صعباً؛ فأثناء وجوده في باريس استخدم "السيد رامبوز" وفي فترة تواجده في لندن كان يُوّقع خطاباته باسم أ.ويليامز، وكان أصدقاءه يُشيرون عليه باسم "المستنقع" وذلك بسبب شعره الأسود المُجعد وبشرته الداكنة بينما شجعه أطفالة على استخدام اسم "السجين القديم (بالإنجليزية: Old Nick) و"تشارلي" كما مُنح أصدقائه وأفراد عائلته أيضاً أسماء مُستعارة فأُشير لفريدرك إنجلز باسم "عام" ولهيلين مديرة المنزل باسم "لينيش أو نيم" وأخذت إحدى بناته اسم "كوي كوي إمبراطورة الصين" وأُشير للورا باسم "كاكادو أو خويخوئيون".

### الصحة
على الرغم من أنّ ماركس كان يشرب الكحول إلاّ أنّه أصبح يُكثر من الشرب بعد انضمامه لنادي ترير للشرب غالباً في ثلاثينيات القرن التاسع عشر وبقي يشرب بكثرة طوال حياته.
عانى ماركس من مشاكل صحيةٍ كثيرةٍ، وقد وصفها هو بأنّها «بؤس الوجود». الكثير من المؤلفين وكتاب سيرته الشخصية حاولوا تفسير حالته وقد أرجع كاتب سيرته فيلنر بلومنبرغ حالته إلى مشاكل الكبد والمرارة المرافقة لماركس منذ العام 1849، وقد تفاقمت المشاكل بسبب أسلوب الحياة غير المناسب وتصاحبت النوبات المرضية بصداع والتهاب في العين وآلام عصبية في الرأس وآلام روماتيزمية؛ في عام 1877 ظهرت عليه أعراض اضطراب عصبي خطير تسببّ له في الأرق وقد حاربه ماركس بتعاطي المخدرات، وتفاقم الاضطراب بسبب العمل الليلي المُفرط ونظام الغذاء غير الصحي. ماركس كان مُحباً للتوابل وللأسماك المُدخنة والكافيار والخيار المُخلل وهي وجبات غير ملائمة لمرضى الكبد إضافةً إلى ذلك فماركس لم ينقطع عن الشرب، وكان مُدخناً شرهاً وبسبب سوء وضعه المادي فقد اضطر لاستهلاك السجائر ذات النوعية الرديئة. اشتكى ماركس كثيراً من الدمامل وهي مُصاحبة لأمراض الكبد وقد تكون عائدة لنفس الأسباب وبسببها عانى من صعوبة بالجلوس أو العمل واقفاً، وحسب قول بلومنبرغ فغالباً ما أتته حالات تهيجية بسبب مشاكل الكبد:
«إن المرض أكد امتلاك ماركس لسمات معينة مثل هجاءُه اللاذع الذي لم تخف حدته إضافة لتعبيراته التي قد تكون وقحة وقاسية؛ ورغم إيمانه الأعمى بأقرب أصدقائه إلاّ أنّ الأخير اشتكى من عدم ثقته بنفسه وعدم عدله بالنسبة لهم، فقد كانت آراءه قاسية ليس فقط تجاه الأعداء بل اتجاه الأصدقاء أيضاً لدرجة أنّ الأشخاص الأقل حساسية قد يشعرون بإهانة كبيرة ،ربّما كان هناك أحداً ممن لم ينتقدهم بهذه الطريقة؛ لكن حتى انجلز لم يستثنى من ذلك.»
وفقاً للمؤرخ برينستون (بالإنجليزية: J.E. Seigel) فإنّ ماركس أُصيب بالتهاب رئوي وهو في سن المُراهقة أو التهاب الجنبة ما أدى لإعفائه من الخدمة العسكرية البروسية، وفي وقت لاحق وأثناء عمله على رأس المال (الذي لم ينته) عانى من ثلاث مِحن وهي: تفاقم مرض الكبد الذي قد يكون وراثياً، والإرهاق الناتج من السهر والنظام الغذائي السيئ وهو ما نتج عنه إلتهاب العين نتيجة كثرة العمل الليلي، أمّا البلاء الثالث فهو انفجار الدمامل والتي قد تكون نتجت بسبب جميع المماراسات غير الصحية التي ميّزت أسلوب حياة ماركس وكثيراً ما كان إنجلز يحث ماركس على الإقلاع عن هذه العادات الخطيرة. اطروحة البروفيسور بريستون رجحّت أن السببّ وراء هذه العادات الخطيرة هي تضحية عقابية بسبب الشعور بالذنب والأنانية التي زرعها والده به.
عام 2007 أجرى طبيب الجلدية سام شوستر من جامعة نيوكسل تشخيصاً بأثر رجعي للمرض الجلدي الذي أصاب ماركس، وبحسب شوستر فإنّ ماركس لم يكن يُعاني من مشاكل في الكبد بل من التهاب الغدد العرقية القيحي وهي حالة مُعدية تنشأ من انسداد القنوات المُفرزة لجريبات الشعر. هذه الحالة لم تُعرف في الأبحاث الطبية الإنجليزية حتّى عام 1933 ما يعني أنّها كانت مجهولة بالنسبة لأطباء ماركس وهي حالة قد تُسبب آلاماً في المفاصل (قد تُشخص على أنّها التهاب روماتزمي) وآلاماً في العين، ولأجل هذا التشخيص الرجعي فقد نظر شوستر في المادة الأولية وهي مراسلات ماركس/إنجلز المُجمعة والمنشورة في خمسين مُجلداً؛ وعليه فقد رآى شوستر «على الرغم من أنّ ماركس وزوجته والأطباء كانوا يطلقون على الآفات الجلدية (الدمامل) أسماء عدة، إلاّ أنّها كانت متكررة ومؤلمة وثابتة المواقع ما سهل تشخيصها لاحقاً» وقد لوحظت هذه «الدمامل» في الإبطين والأربية حول الشرج والأعضاء التناسلية (القضيب وكيس الصفن) والمناطق فوق العانة والجانب الداخلي من الفخذين وهي المواقع الشائعة للتهاب الغدة العرقية القيحي. زعم البرفيسور شوستر أن هذا التشخيص هو الأقرب للواقع.
شوستر حاول دراسة الآثار الاجتماعية والنفسية المُحتملة للمرض وأشار إلى أنّ الجلد هو أحد أعضاء التواصل وأن التهاب الغدد العرقية القيحي ينتج عنه ضيق نفس حاد يترافق مع الكراهية والاشمئزاز والاكتئاب من الصورة الذاتية وهي مشاعر رآى شوستر الكثير من الأدلة التي تؤكدها من خلال مراسلات ماركس وأنجلز، ومضى أيضاً في السؤال عمّا إذا كانت هذه الآثار النفسية والاجتماعية كانت عقلية أيضاً وساهمت في تطوير نظرية ماركس عن الاغتراب.

## أفكاره

### التأثيرات
تأثر ماركس بالعديد من المُفكرين قبله ويتضح هذا التأثر من خلال أعماله؛ لعلّ أبز ما تأثر:
- فلسفة جورج فيلهلم فريدريش هيغل[210]
- الاقتصاد السياسي الكلاسيكي لآدم سميث وديفيد ريكاردو،[211] وكذلك نقد جان تشارلز ليونارد دي سيسموندي لاقتصاد عدم التدخل وتحليل حالة البروليتاريا غير المستقرة[212]
- اليسار الفرنسي،[211] ولا سيما فكر جان جاك روسو وهنري دي سان سيمون وبيير جوزيف برودون وتشارلز فورييه[213][214]
- المادية الفلسفية الألمانية السابقة بين الهيغليين الشباب، ولا سيما تلك الخاصة بلودفيج فيورباخ وبرونو باور،[84] بالإضافة إلى المادية الفرنسية في أواخر القرن الثامن عشر بما في ذلك دنيس ديدرو، وكلود أدريان هلفتيوس وبارون دي هولباخ
- تحليل الطبقة العاملة لفريدريك إنجلز[80] بالإضافة إلى الأوصاف المبكرة للطبقة التي قدمها الليبراليون الفرنسيون مثل فرانسوا جيزو وأوغستين تيري
- حُددّ إرث ماركس اليهودي على أنه تكويني لكل من نظرته الأخلاقية[215] وفلسفته المادية.[216]

تُظهر رؤية ماركس للتاريخ والتي سُميت لاحقاً بالمادية التاريخية تأثير دعوة هيغل للنظر إلى الواقع والتاريخ بشكل جدلي (كُييّفتْ رؤية ماركس بشكلٍ مُثيرٍ للجدل على يد إنجلز ولينين لتكون ماديةً جدلية). إلاّ أنّ هيغل فكر بالمثالية ووضع الأفكار بالمقدمة بينما قلَبَ ماركس الفلسفة الهيغلية مُدافعاً عن أسبقية المادة على الفكرة، جيث رآى هيغل أن الروح هي الدافع للتاريخ واعتبر ماركس أن هذا اللغز غير ضروري إذا أنّه يحجب الحقيقة الإنسانية وأفعالها المادية التي تشكل العالم. واعتبر أنّ الهيغلية يجب أن تُقلب رأساً على عقب، وبرغم كره ماركس للمصطلحات المثالية عند هيغل إلاّ أنّه استخدمها في العديد من أعماله ففي البيان الشيوعي كتب «شبح يطارد أوروبا - شبح الشيوعية. لقد دخلت جميع قوى أوروبا القديمة في تحالف مقدس لطرد هذا الشبح» ووضف رأس المال بأنّه «استحضار للأرواح التي تحيط بمنتجات العمل».
رغم أنّ ماركس استوحى أفكاراً من الاشتراكيين وعلماء الاجتماع الفرنسيين إلاّ أنّه انتقد الاشتراكيين الخياليين واعتبر أن مجتمعاتهم الصغيرة ستكون مُهمشة ومليئة بالفقر فالتغيير يجب أن يكون على نطاق واسع في النطاق الاقتصادي لكي يُحدث تغييراً.
اسهامات ماركس الهامة في مراجعته للهيغلية جاءت من قراءة كتاب إنجلز حالة الطبقة العاملة في إنجلترا عام 1844 وهو الكتاب الذي أدى إلى تصوّر الجدل التاريخي من حيث الصراع الطبقي ورؤية الطبقة العاملة الحديثة على أنّها الأكثر تقدماً اتجاه الثورة، إضافة لكتاب إنجلز فقد ساهم فريدريش ويلهلم شولتز من خلال كتاباته بوصف حركة الإنتاج بأنّها تنبع من التناقض بين قوى الإنتاج ونمط الإنتاج.
ماركس اعتقد أنّه يستطيع دراسة التاريخ والمجتمع علمياً إضافة لتمييز اتجاهات التاريخ الناتجة من الصراعات الطبقية في المجتمع، لذلك فإن بعض أتباعه يعتقدون بأنّ الثورة الشيوعية ستحدث حتماً رغم أنّ ماركس أكدّ في اطروحته الحادية عشر حوّل فيورباخ أن الفلاسفة فسروا العالم فقط بطرق مختلفة؛ لكن الهدف هو تغييره ومن الواضح أنّه كرّس نفسه لمحاولة تغيير العالم.

### الفلسفة والفكر الاجتماعي
من خلال النقد الذي وجهه ماركس فقد جادل الكثير من المفكرين ولذلك اعتُبر أول مستخدم للطريقة النقدية في العلوم الاجتماعية فانتقد الفلسفة التأملية وساوى بين فوق الطبيعية والأيديولوجيا. ومن خلال هذا النهج حاول ماركس فصل النتائج الرئيسية عن التحيزات الأيديولوجية، وهذا ما ميزه عن عديد معاصريه.

#### الطبيعة البشرية
شابه ماركس توكفيل الذي وصف الاستبداد البيروقراطي بأنّه مجهول الهوية لا يملك طاغية محدد حيث انفصل ماركس عن المفكريين الكلاسيكيين اللذين ناقشوا طبيعة المستبد الوحيد، وبدلاً من ذلك بدأ في تحليل استبداد رأس المال. افتراضه الأساسي كان مبني على أنّ التاريخ البشري يتضمن تحويل الطبيعة البشرية والتي تشمل كل من البشر والأشياء المادية حيث يُدرك البشر أنّهم يمتلكون الذات الفعلية والمحتملة.
بالنسبة إلى ماركس وهيغل فإن تطوير الذات يبدأ بتجرية الاغتراب الداخلي يليه ادراك أنّ الذات الفعلية تجعل نظيرتها المحتملة موضوعاً يجب إدراكه، يرى ماركس بأن قولبة الطبيعة بالطرق المرغوبة يجعل الموضوع خاصاً بالفرد وبالتالي يسمح له برؤية نفسه البشرية، بشكلٍ عام فإن الطبيعة البشرية بالنسبة لماركس موجدة بوصفها وظيفة للعمل البشري. من الأمور الأساسية أيضاً للعمل الهادف هي الافتراض بأن تصالح الشخص مع موضوعة المُنسلب يتطلب منه ممارسة تأثير على الأشياء المادية والحرفية في عالم الذات، يعترف ماركس بأن هيغل أدرك طبيعة العمل والإنسان الموضوعي نتيجة لعمله الواقعي، لكن وبنفس الوقت يصف التطوّر الذاتي الهيغلي بأنّه «روحي» وتجريدي بشكل مُفرط. وهنا ينحرف عن هيغل بإصراره على أن «حقيقة الإنسان أنّه كائن مادي وفعلي وواعٍ وموضوعي يمتلك قدرات طبيعية تؤكد أن لديه أشياء حسية وفعلية تُساعده في التعبير عن حياته» وبالتالي فإن ماركس يُرجع العمل الهيغلي لتفسيره على أنّه مادي وفي سياق القدرة البشرية على تحويل الطبيعية لقوة عمل.

#### الأيدي العاملة وصراع الطبقات والوعي الزائف
«إن تاريخ أي مجتمع حتى الآن، ليس سوى تاريخ صراعات طبقية»

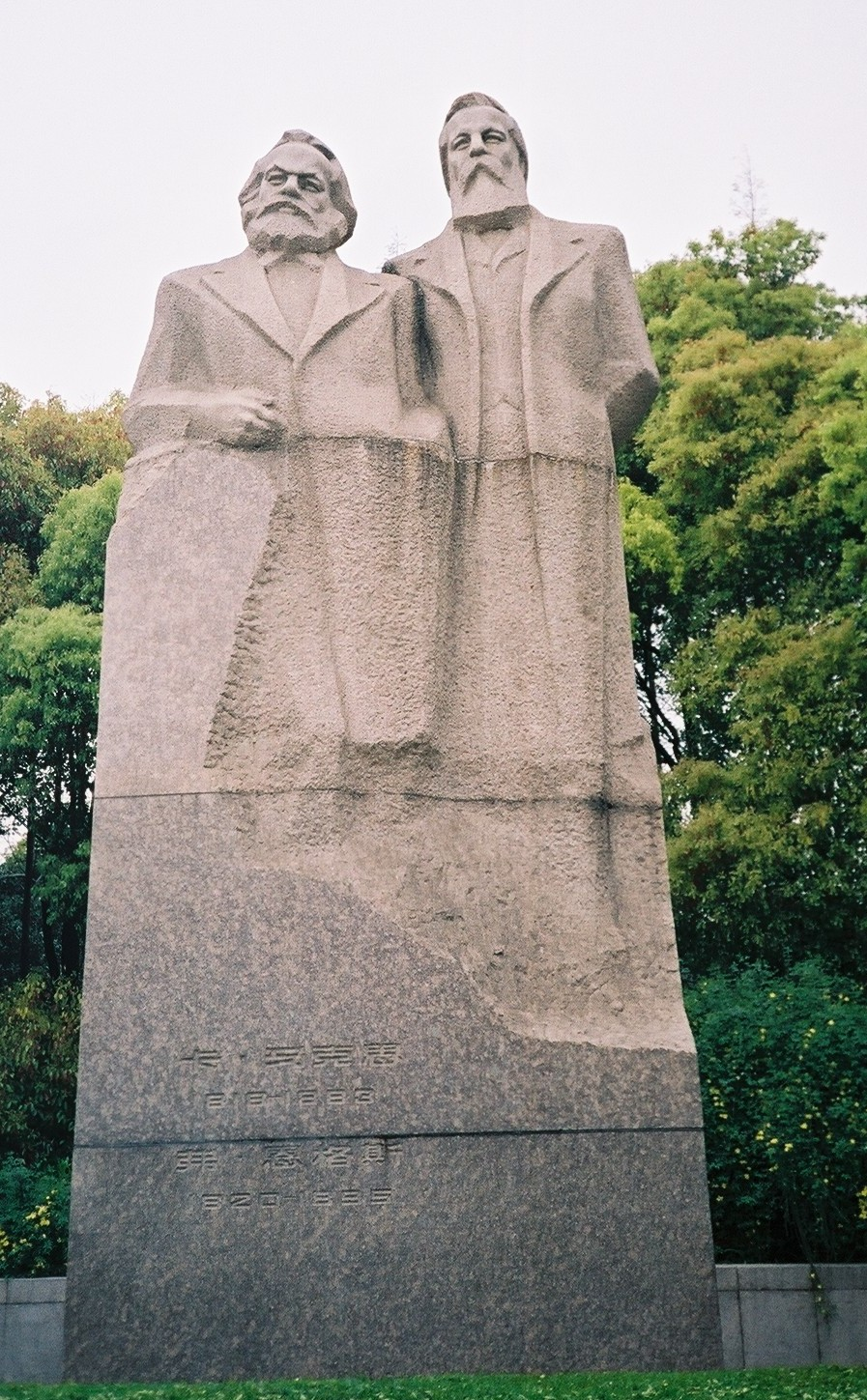
تمثال ماركس وإنجلز في شنغهاي

اهتمام ماركس المُكثف كان بطريقة ارتباط الناس بقوى العمل الخاصة بهم وأعطى هذا الاهتمام الكثير أثناء كتابته عن مشكلة الاغتراب، وبنفس طريقته مع الجدل فقد بدأ ماركس بصياغة مفهوم الاغتراب انطلاقاً من مفهوم هيغل وقراءته بشكلٍ مادي حيث خلص إلى أن الرأسمالية تتوسط علاقات الإنتاج بين العمال والرأسماليين من خلال السِلع التي تُشترى وتُباع في السوق، بالنسبة لماركس فإن اجتمال تخلي المرء عن ملكية العمل الخاص به -قدرة المرء على التغيير- هو بمثابة اغتراب عن طبيعة الفرد إضافة لكونه خسارة روحية. هذه الخساوة وصفها على أنّها تقديس السلع حيث تبدو الأشياء التي ينتجها الناس مالكة للحياة والحركة بالنسبة لهم ويتكيف معها البشر من خلال سلوكهم.
إن تقديس السِلع يُعد مثالاً على ما اسماه إنجلز بالوعي الزائف والمُرتبطة بشكل وثيق مع الأيديولوجيا، ماركس وإنجلز قصدا «بالأيديولوجيا» الأفكار التي تُمثل مصالح طبقة مُعينة في فترة تاريخية ما. وجهة نظر ماركس كانت تعتير أن هذه المعتقدات الأيديولوجية بأحسن الأحوال هي أنصاف حقائق فهي تؤدي وظيفة سياسية مهمة، بعبارة أوضح فإن السيطرة التي تمارسها فئة واحدة على وسائل الإنتاج لا تشمل الطعام والسلع فقط بل تمتد لإنتاج الأفكار (وهنا قد نرى تفسيراً مُحتملاً لامتلاك أعضاء طبقة تابعة لأفكار تتعارض مع مصالحهم الخاصة). هذا النوع من التحليل نجد له مثالاً في فهم ماركس للدين والذي قدمه في نقد فلسفة الحق عند هيغل:
«إن التعاسة الدینیة هي، في شطر منها، تعبیر عن التعاسة الواقعیة، وهي من جهة أخرى احتجاج على التعاسة الواقعیة. الدین زفرة الإنسان المسحوق، روح عالم لا قلب له، كما انه روح الظروف الاجتماعیة التي طرد منها الروح. انه أفیون الشعب إن إلغاء الدین، من حیث هو سعادة وهمیة للشعب، هو ما یتطلبه صنع سعادته الفعلیة. ان تطلب تخلي الشعب عن الوهم حول وضعه هو تطلب التخلي عن وضع بحاجة إلى وهم. فنقد الدین هو بدایة نقد وادي الدموع الذي یؤلف الدین هالته العلیا.»
جادل ماركس في إحدى مداخلاته المُقدمة بأن الدين كان هدفه الأساسي تعزيز التضامن الاجتماعي وهنا تكمن وظيفته من أجل الحفاظ على الوضع السياسي والاقتصادي الموجود والحاوي على عدم المساواة.
عارض ماركس عمالة الأطفال واعتبر أن الصناعات البريطانية لا يمكنها أن تعيش عن طريق مص دماء العمال ودماء الأطفال أيضاً، كما اعتبر أن رأس المال الأمريكي مُوِّل من خلال دماء الأطفال.

#### الاقتصاد والتاريخ والمجتمع
ارتبطت أفكار إعادة إنتاج رأس المال عند ماركس بالعلاقات الاجتماعية التي تُحدد ماض المجتمع وحضره ومستقبله؛ وهذا ما أُطلق عليه الحتمية الاقتصادية بحيث يكون العمل هو الشرط المسبق لإعادة إنتاج رأس المال وتراكمه ويشكل الاثنان النظام الاجتماعي. بالنسبة لماركس فإن التغيير الاجتماعي يُدفع من خلال الصراع بين المصالح المُتعارضة الموجودة في نمط إنتاجي تاريخي مُعين، هذه الفكرة أصبحت مصدر الإلهام لما عُرّف بنظرية الصراع.
في نموذج التطور التاريخي الي طرحه ماركس جادل بأنّ التاريخ البشري بدأ بأنشطة حُرّة ومنتجة وإبداعية لكنها تحوّلت مع مرور الوقت لقسريّة وغير إنسانية وهذا الاتجاه الأكثر وضوحاً في ظل الرأسمالية، وقد أشار ماركس على أنّ هذا التطوّر لم يكن مقصوداً فحدوثه كان بسبب المنطق الجوهري لنمط الإنتاج الرأسمالي الذي يتطلب المزيد من للعمل البشري (العمل المجرد)، الذي سيساهم في إعادة إنتاج العلاقات الرأسمالية.
تنظيم المجتمع يعتمد على وسائل الإنتاج فهي المُساهمة الوحيدة لإنتاج السِلع المادية مثل الأرض والتكنولوجيا وليس العمل البشري، أمّا علاقات الإنتاج فهي العلاقات الاجتماعية التي يدخل بها الناس عندما يكتسبون ويستخدمون وسائل الإنتاج فيشكلون طريقة الإنتاج، وقد ميزّ ماركس العصور التاريخية من حيث أنماط الإنتاج ففرق بين البنية التحتية (القاعدة) والبنسة الفوقية حيث تُشكل القاعدة النظام الاقتصادي وتُمثل البنية الفوقية النظام الثقافي والسياسي وبهذا التفسير فإن عدم التوافق بين البنيتين هو مصدر الاضطراب الاجتماعي والصراعات.
برغم تركيز ماركس على نقد الرأسمالية ومناقشة المجتمع الشيوعي الجديد الذي يجب أن يحل محله إلاّ أنّ نقده الصريح محمي لأنه رآى المجتمع الرأسمالي مُحسن مقارنة بالمجتمعات السابقة (العبودية والإقطاعية). لم يناقش ماركس أبدًا قضايا الأخلاق والعدالة بوضوح، لكن يتفق العلماء على أن عمله احتوى على مناقشة ضمنية لتلك المفاهيم.
اتسمت وجهة نظر ماركس عن الرأسمالية بوجهين؛ فمن ناحية قدم أعمق نقد للرأسمالية بوصفه نظاماً يتميز بالاغتراب والاستغلال والكساد الدوري المتكرر المؤدي للبطالة الجماعية، ومن ناحية أُخرى فالرأسمالية هي ثورية، وتصنيع، وتعميم صفات التنمية والنمو والتقدم حيث قصد ماركس التحضر والتقدم التكنولوجي والعقلانية والثورة العلمية المسؤولة عن التقدم على عكس الأشكال السابقة للمجتمعات. اعتبر ماركس أن الطبقة الرأسمالية هي واحدة من أكثر الطبقات ثورية في التاريخ لأنها حسنت باستمرار وسائل الإنتاج أكثر من أي طبقة أخرى في التاريخ وكانت مسؤولة عن الإطاحة بالنظام الإقطاعي. يمكن للرأسمالية أن تحفز نمواً كبيراً لأن الرأسمالي لديه حافز لإعادة استثمار الأرباح في التقنيات الجديدة ومعدات رأس المال.
بحسب ماركس فإن الرأسماليون يستفيدون من الاختلاف بين سوق العمل والسوق العادي لأي سلعة حيث لاحظ في كلّ الصناعات الناجحة تقريباً تكون تكلفة الوحدة أقل من متوسط سعرها وقد أطلق على هذا الفرق فائض القيمة وجادل بأنّه يعتمد على العمالة الفائضة والفرق بين تكلفة إبقاء العمال على قيد الحياة وما يمكنهم إنتاجه. ماركس وصف الرأسماليين بأنّهم مصاصوا دماء عمالهم لكنه أشار أيضاً إلى أنّ جني الأرباح لا يُعد بأي حال من الأحوال ظُلماً ذلك لأن ماركس ووفقاً لألين وود يستبعد أي وجهة نظر يمكن من خلالها التعليق على هذه الأخلاقيات الخاصة، كما أنّه أشار إلى عجز الرأسماليين أنفسهم عن معارضة النظام الاجتماعي القائم حيث أن المشكلة تكمن في الخلية السرطانية لرأس المال التي تُفهم على أنّها مُلكية ومعدات لكنها في الواقع علاقات اجتماعية بين العمال والمالكين وبالتالي تُشكل نظام مجتمعي أو نمط إنتاج بشكل عام.
أكد ماركس على عدم استقرار الرأسمالية وتعرضها للأزمات الدورية واعتقد بأن الرأسماليون سيستثمرون أكثر بالتقنيات الحديثة ويستغنون عن العمالة، وخلص إلى أنّ معدل الربح سينخفض مع نمو الاقتصاد، واعتقد أن الأزمات الشديدة سوف تُخلخل دورة النمو إضافة إلى ذلك فإن هذه الدورة على المدى الطويل ستُساهم في إثراء الطبقة الرأسمالية وتزيد إفقار طبقة العمال، وقد وصف في الجزء الأول من البيان الشيوعي الدور الذي تلعبه التناقضات الاجتماعية في العملية التاريخية:
«إذن لقد رأينا: أنّ وسائل الإنتاج والتبادل، التي انبنت البرجوازية على أساسها قد اسـتُحدثت في المجتمع الإقطاعي. وعند درجة معينة من تقدّم وسائل الإنتاج والتبادل، لم تعد الشروط التي كان المجتمع الإقاطاعي ينتج فيها ويبادل، لم يعد التنظيم الإقطاعي للزراعة والمانيفاتورة، بكلمة لم تعد علاقات الملكية الإقطاعية تتلاءم مع القوى المنتجة في تمام نموّها. فكانت تُعيق الإنتاج بدلا من دفعه نحو التقدّم، ولذا تحولت غلى قيود كان لا بُدّ من تحطيمها وقد حُطّمت. ومحلها حلت المزاحمة الحرة، مع هيكلية مجتمعية وسياسية ملائمة، مع السيطرة الإقتصادية والسياسية لطبقة البرجوازيين.»

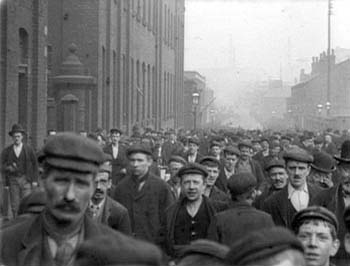
خارج مصنع في أولدهام. اعتقد ماركس أن العمال الصناعيين (البروليتاريا) سوف ينتفضون في جميع أنحاء العالم.

هذه التناقضات داخل المنطومة الرأسمالية هي ما سيًتيح المجال لمجتمع ما بعد الرأسمالية بالظهور «بَيْد أنّ البرجوازية لم تصنع، فحسب، الأسلحة التي تؤدي بحياتها، بل أنجبت أيضا الرجال الذين سيستعملون هذه الأسلحة: العمال العصريين أو البروليتاريين.»
بفضل التطوّرات التي تُسببها الرأسمالية فإن الطبقة العاملة تنمو وتطوّر وعيها الطبقي وتُدرك في الوقت المناسب استطاعتها لتغيير النظام، اعتقد ماركس أنّ سيطرة الطبقة العاملة على وسائل الإنتاج ستدفع بالعلاقات الاجتماعية نحو المساواة وستُلغي الطبقة المُستغلة وتُدخل نظام أقل عرضة للأزمات الدورية. في الأيديولوجيا الألمانية قدَّم ماركس جداله بأنّ الإجراءات المنظمة للطبقة العاملة الدولية ستقضي على الرأسمالية «إن الشيوعية بالنسبة لنا ليست حالة يجب أن تنشأ فنتكيف معها بل هي الحكة الحقيقية للأشياء؛ ظروف هذه الحركة موجودة الآن»
في المجتمع الجديد لن يكون هناك اغتراب وسيصبح البشر أحراراً في التصرف دون قيود تفرض عليهم بيع قوّة عملهم؛ سيحق للجميع التصويت ضمن مجتمع ديمقراطي جديد، وفي ظل هذا المجتمع الفاضل فلا حاجة للدولة التي كانت تهدف لفرض الاغتراب على الأفراد. وفق ماركس فإنّ الانتقال من الرأسمالية للشيوعية ستتخللّه فترة دكتاتورية الطبقة العاملة حيث تستولي الأخيرة على السلطة بالقوة وتستملك وسائل الإنتاج «بين المجتمع الرأسمالي والشيوعي تكمن فترة التحول الثوري لأحدهما إلى الآخر. وبالمقابل ، فإن هذه أيضًا فترة انتقالية سياسية لا يمكن أن تكون فيها الدولة سوى دكتاتورية البروليتاريا الثورية» لكن ماركس اعتقد بإمكانية أن يكون هذا التحول سلمياً في بعض الدول التي تملك هياكل مؤسسية ديمقراطية مثل بريطانيا والولايات المتحدة وهولندا أمّا في البلدان التي لا يستطيع العمال فيها تحقيق أهدافهم فلا بدّ لقيام الثورة.

### مواقف دولية

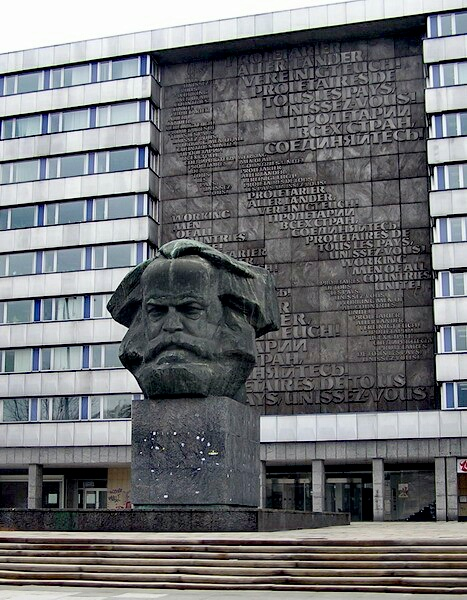
نصب كارل ماركس التذكاري في كيمنتس

اعتقد ماركس أن التهديد الرئيسي على الثورات الأوربية آت من الإمبراطورية الروسية وقد دعم العثمانين وحلفائهم في حرب القرم، بشكلٍ عام فقد عارض السلافية واعتبرها أداةً تستخدمها الإمبراطورية الروسية في سياستها الخارجية. باستثناء البولنديين فقد اعتبر أن جميع السلافيين مُعاديين للثورة وبدا ذلك واضحا في مقال نشره عام 1849 بالاشتراك مع إنجلز في نويه راينشه تسايتونج
«للعبارات العاطفية حوّل الأخوة التي نُقدمها هنا نيابة عن أكثر الدول مُعادية للثورة في أوروبا؛ نرُد أن كراهية الروس كانت ولا تزال العاطفة الثورية الأساسية عند الألمان؛ ومنذ ثورة 1848 أُضيفت لها كراهية التشيك والكروات، فقط من خلال استخدام التصميم الأفضل للإرهاب ضد هذه الشعوب يُمكننّا بالاشتراك مع البولنديين والمجريين حماية الثورة، فنحن نعلم أين يتركز أعداؤها أي في روسيا ومناطق السلافيين في النمسا. لا توجد عبارات جيدة ولا يمكن لأي مؤشر نحو مستقبل ديمقراطي لتلك البلدان أن يردعنا عن معاملة أعدائِنا كأعداء!، بعد ذلك سينشب صراع لا هوادة فيه، صراع حياة أو موت ضد هؤلاء السلاف اللذين يخونون الثورة؛ قتال مدمر وإرهاب لا يرحم ليس لمصلحة ألمانيا فقط بل لصالح الثورة»
في ستينات وسبعينات القرن التاسع عشر تعاطف ماركس وإنجلز مع النارودنكي؛ وأعرب ماركس بعد اغتيال الإمبراطور ألكسندر الثاني عن أمله في أن يُسهم هذا الاغتيال بتشكيل بلدية روسية، أيضاً فقد كان ماركس داعماً للانتفاضات البولندية ضد الإمبراطورية الروسية، وتحدث في لندن 1867:
«قد تتغير أشكال وخطوات السياسة الروسية؛ إلاّ أنّها ثابتة وواضحة المعالم فهدف السيطرة على العالم هو هدف ثابت، في عصرنا الحالي لا يمكن إلاّ لحكومة متحضرة أن تحكم الجماهير البربرية وتنفذ الخطّة، لا يوجد سوى بديل واحد لأوروبا فإمّا أن تلتف البربرية الأسيوية حول عنقها تحت إشراف سكان موسكو أو يجب إعادة تأسيس بولندا وبالتالي وضع عشرين مليون بطل فيها ليحوّلوا بين أوروبا وبين روسيا وبذلك تكتسب أوروبا فترة لإنجاز التجديد الاجتماعي»
ماركس وإنجلز أيدا استقلال جزيرة أيرلندا عن المملكة المتحدة وقد أوضح إنجلز أنّه اعتقد أن فصلهما سابقاً كان مستحيلاً لكنه أصبح أمراً لا مفر منه فرد الفعل الإنجليزي اتجاه أيرلندا كان في إخضاعها فقط.
بعد احتلال فرنسا الجزائر وتحويلها لمستعمرة أُتيحت لماركس الفرصة للذهاب إليها ومراقبة طريقة الحياة في شمال أفريقيا، وقد كتب عن نظام العدالة الاستعماري وهو نظام يستخدم أشكال التعذيب بشكل منتظم وقد استخدمته فرنسا في سبيل انتزاع الاعترافات من العرب؛ بطبيعة الحال فهو نظام كان مستخدماً في إنجلترا وفي مستعمراتها حيث يُحاكِم القانون بالنسبة للجرائم الأكثر خطورة عن طريق عرض المتهم على هيئة عادية من المجتمع فإذا أقرت بتهمة الشخص يُعرّض على هيئة عليا من القضاة لكن حينما يتعلق الأمر بالغطرسة تجاه السلات الأقل تصبح المحاكمات شكلية.
وفقاً لموسوعة ستانفورد للفلسفة فإن تحليل ماركس للاستعمار بوصفه قوّة تقدمية تجلب التحديث للمجتمعات الإقطاعية يمثل تبريراً شفافاً للهيمنة الأجنبية رغم أنّ حديثه عن الهيمنة البريطانية حوى على معاداة شبيهة بمعاداته للرأسمالية. ماركس أدرك المعاناة الهائلة التي حدثت خلال الانتقال من نمط الإنتاج الإقطاعي إلى المجتمع البرجوازي مع الإصرار على ضرورة هذا الانتقال لأنّه تقدمي، وجادل بأن وصول التجارة العالمية للهند سيؤدي لثورةٍ اجتماعية هناك.
ناقش ماركس الحكم الاستعماري في الهند البريطانية عام 1853 في صحيفة نيويورك هيرالد تريبيون «لا يمكن أن يبقى أي شك في أنّ البؤس الذي ألحقه البريطانيون بالهند مختلف في جوهره وأكثر كثافة مما كان يمكن أن يُعانيه الهنود بمفردهم، لقد حطمت بريطانيا العظمى الإطار الكامل للمجتمع الهندي دون ظهور أي مؤشرات لإعادة البناء حتّى الآن، برغم ذلك فيجب أن لا ننسى أن هذه المجتمعات القروية والتي تبدو غير مؤذية تُمثل الأساس المتين للاستبداد الشرقي فقد حصروا العقل البشري في أصغر بوتقة مُمّكنة فأصبح أداة الخرافات التي لا تقاوم»
وبعد أربع سنوات أي في عام 1857 أيد ماركس الحرب من أجل الاستقلال التي نُظمت من قِبل الرابطة الثوريّة بهدف طرد البريطانيين معتبراً أنّ الاستعمار البريطاني في الهند أُنشئ على أساس مبدأ تدمير الوطنية.

## وفاته

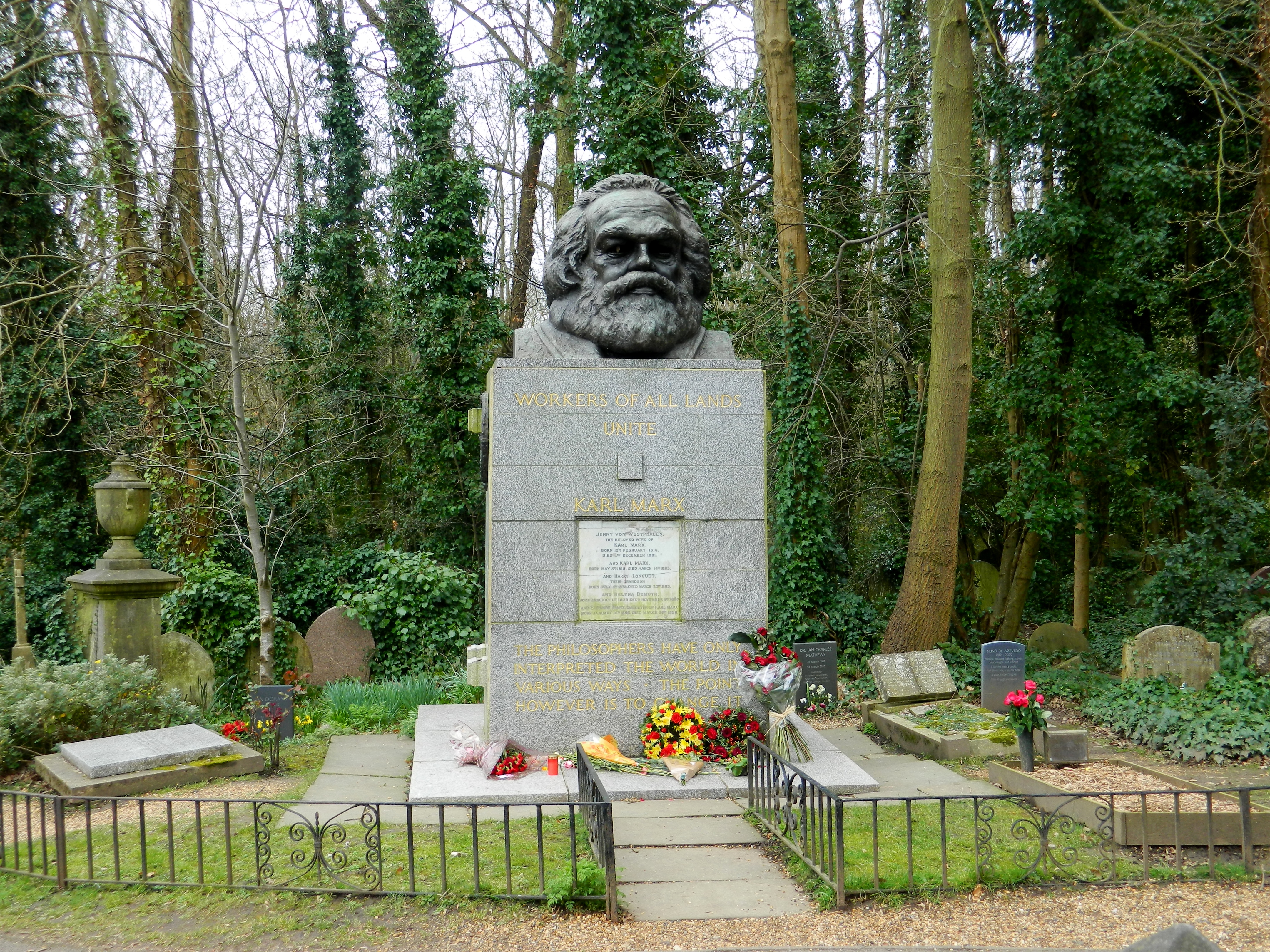
قبر كارل ماركس

بقيت صحة ماركس مُتدهورة في الخمسة عشر شهراً الأخيرة من حياته حيث أصيب بالتهاب القناة التنفسية بعد وفاة زوجته جيني في ديسمبر من العام 1881، تسببت التهاب القناة التنفسية بالتهاب القصبات والالتهاب الجنبي الذي قتله في لندن يوم 14 مارس 1883 عن عمر قارب 64 سنة. دفن ماركس من قبل عائلته وأصدقائه في مقبرة هايغيت الحاوية على مكان مخصص للملحدين (جورج إليوت دُفنت في نفس المقبرة). وفقاً لفرنسين ووين فإن جنازة ماركس مشى بها إحدى عشر شخصاً إلاّ أن المصادر المعاصرة تٌشير إلى ثلاثة عشر مشيعاً مشو خلف جنازته هم: فريدريك إنجلز، إليانور ماركس، إدوارد أفلينج، بول لافارج، تشارلز لونجيه، هيلين ديموث، فلهلم ليبكنخت، جوتليب ليمكي، فريدريك ليسنر، جي لوشنر، السير راي لانكستر، كارل شورليمير وإرنست رادفورد.
بعض المصادر أشارت أيضاً إلى أن قرابة 25 شخصاً من الأقارب والأصدقاء حضروا الجنازة، أحد كُتاب صحيفة غرافيك اعتبر أنّ إعلان الوفاة بعد الدفن بيومين كان خطأً فادحاً «إنّه خطأ فادح وغريب؛ لم يُعلن عن وفاة ماركس إلاّ بعد يومين في باريس وعندما سارع أصدقائه وأتباعه لمنزله في هافيرستوك هيل لمعرفة مكان وموعد الدفن وجوده فعلاً قد دُفن وكادت أن تُنظم مظاهرة عند قبره بسبب هذه السريّة والتسرع»
العديد من أصدقاء ماركس تحدثوا في جنازته بمن فيهم ليبكنخت وإنجلز، تضمنت كلمة أنجلز:
«في 14 أذار/مارس الساعة الثالثة إلاّ ربع بعد الظهر ، توقف أعظم المفكرين الأحياء عن التفكير. لم يكن وحيداً إلاّ دقيقتين، وعندما عدنا وجدناه نائماً نومه الأخير، في مقعده. وهي خسارة فادحة للبروليتاريا المناضلة في أوروبا وأمريكا، وللعلم التاريخي، موت هذا الرجل»
إضافة لخطاب أنجلز فقد تكّون برنامج الجنازة الخاصة بماركس ببيانٍ قصير أدلته حركة الطبقة العاملة إضافة لبرقيتين من أحزابٍ عمالية في إسبانيا وفرنسا، وكان من بين غير الأقارب هناك ثلاث رفاق اشتراكيين لماركس هم فريدرك ليسنر الذي سُجن لمدة ثلاث سنوات بعد محاكمة كولونيا الشيوعية عام 1852، ولشنر الذي وصفه أنجلز بأنّه عضو قديم بالعصبة الشيوعية وكارل شورليمر أستاذ الكيمياء في جامعة مانشستر وعضو في الجمعية الملكية وناشط شيوعي شارك في ثورة بادن عام 1848. إضافة لراي لانكستر الذي أصبح لاحقاً أكاديمياً بارزاً.
كانت تركت ماركس بعد وفاته هي 250 جنيهاً استرلينياً (أي ما يعادل 25365 جنيه استرليني بأرقام عام 2019) وعند وفاة فريدرك أنجلز فقد ترك لابنتي ماركس الباقيتين جزءً كبيراً من أملاكه (أملاك بقيمة 4.8 مليون دولار أمريكي بأرقام عام 2011).
نُقلت رفاة كارل ماركس وعائلته لمقبرةٍ جديدية كُشف النقاب عنها عام 1956 ونُحت على القبر عبارة «يا عمال العالم؛ اتحدوا » وهي عبارة السطر الأخير من البيان الشيوعي إضافة لعبارة من أُطروحة ماركس عن فيرورباخ كما حررها أنجلز «لقد اكتفى الفلاسفة في تفسير العالم بشتى الطرق، المهم هو تغييره». وضع الحزب الشيوعي في بريطانيا العظمى (CPGB) نصباً تذكارياً على القبر مُكون من تمثال نصفي لكارل ماركس نحته لورانس برادشو وقبل ذلك كان القبر مُزيناً بشكلٍ متواضعٍ فقط. في وقتٍ لاحق دُفنت قرب ماركس كلوديا جونز زعيمة الحقوق المدنية والناطقة باسم الحزب الشيوعي في بريطانيا العُظمى.
المؤرخ الماركسي إريك هوبسباوم رفض اعتبار جياة ماركس بالفاشلة لأنّه لم يكسب الكثير من الأتباع في بريطانيا العُظمى فعلى الرغم من ذلك إلاّ أنّ كتاباته بدأت بالتأثير على الحركات اليسارية في ألمانيا وروسيا خلال 25 عاماً بعد وفاته، وقد كانت الأحزاب الاشتراكية الموجودة ضمن أنظمة ديمقراطية تكسب ما بين 15 حتّى 47% في الإنتخابات التمثيلية.

## الإرث

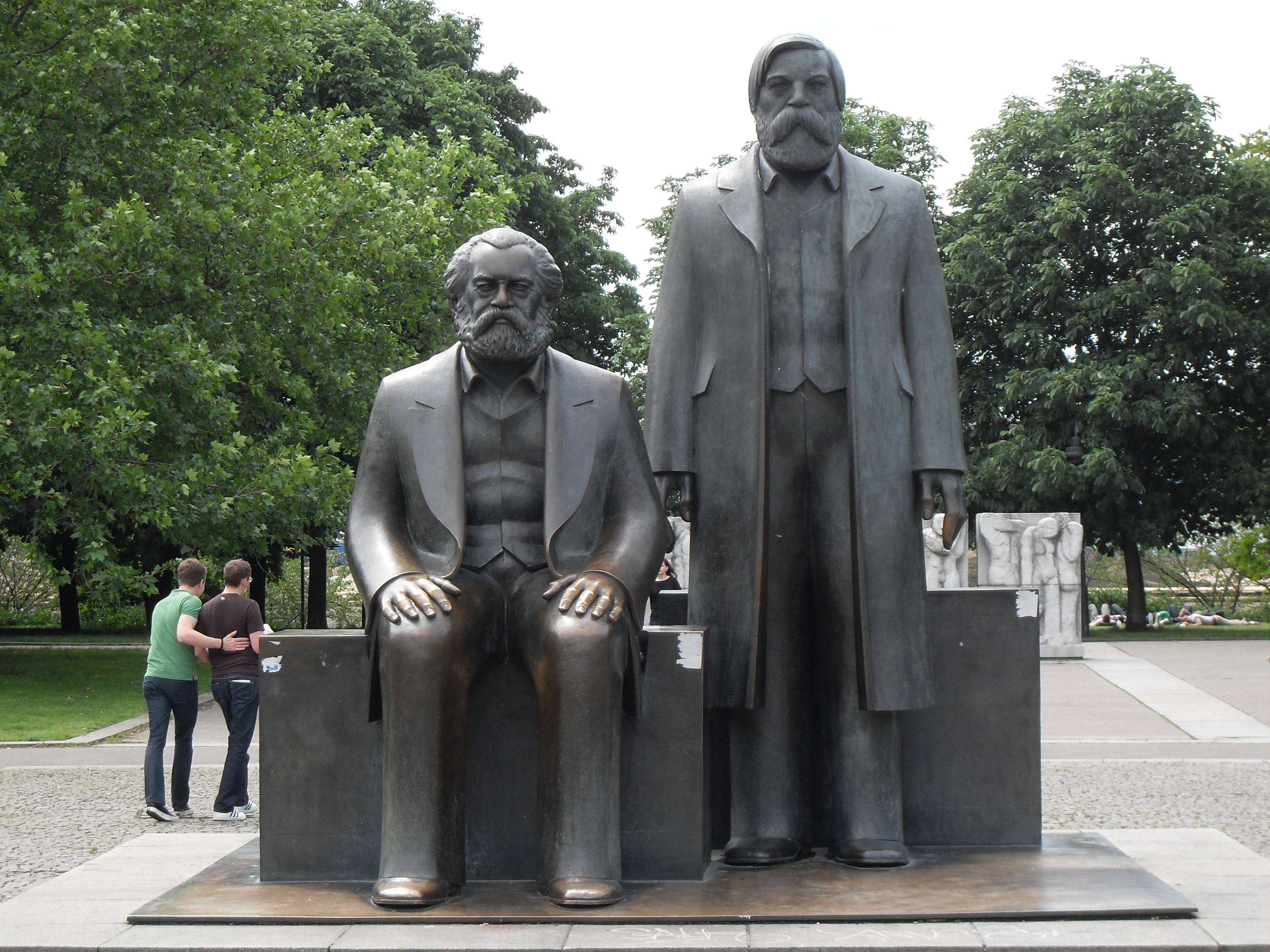
نصب لماركس وإنجلز في برلين

أفكار ماركس أثرت بشكلٍ كبير على النشاط الفكري العالمي ونُوقشت طريقة تفسير أفكاره وتطبيقها على العالم الحديث بشكلٍ مُكثف بين أتباعه، إن إرث ماركس الفكري هو محل نزاع بين اتجاهات عديدة كلٌّ منها يرى في منهجه الطريقة الأكثر صواب؛ سياسياً شملت هذه الاتجاهات مدارس مثل اللينينية والماركسية اللينينة والتروتسكية والماوية واللكسمبورغية والماركسة التحررية والماركسية المنفتحة، وأكاديمياً ظهرت الماركسية البنيوية والماكسية التاريخية والماركسية الظاهراتية (بالإنجليزية: phenomenological Marxism) والماركسية التحليلية والماركسية الهيغلية.

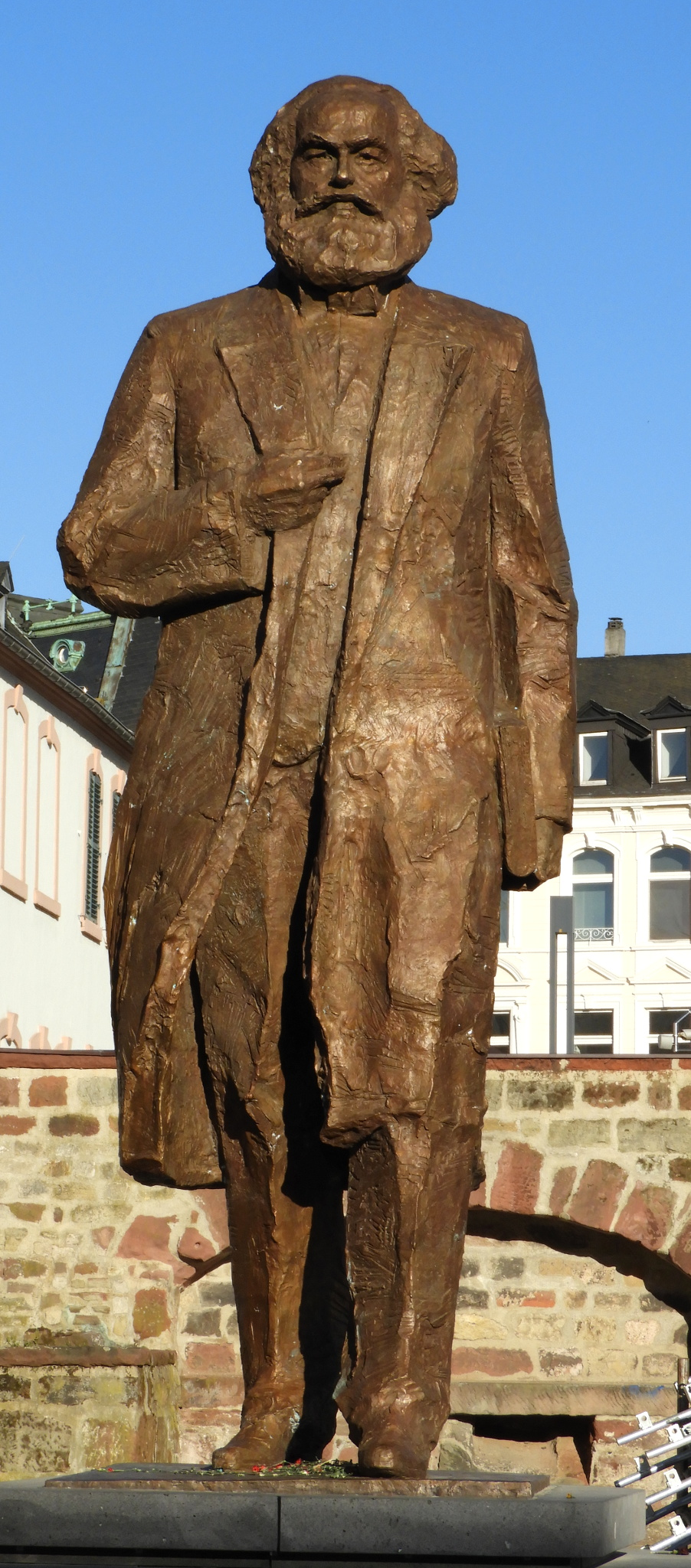
تمثال كارل ماركس لنحات صيني في ترير في ألمانيا

أكاديمياً فإن كارل ماركس هو مساهم في ولادة علم الاجتماع الحديث وهو أحد المهندسين المعماريين الثلاثة للعلوم الاجتماعية الحديثة مع إميل دوركهايم وماكس فيبر، واستُشهد به باعتباره أحد أساتذة القرن التاسع عشر الثلاثة في تأويلات الشك مع فريدرك نيتشه وسيغموند فرويد.
وبعكس الفلاسفة الآخرين فقد قدّم ماركس نظريات يمكن اختبارها بالمنهج العلمي وشرع مع أوغست كونت في تطوير أيديولوجيات مُبررّة علمياً في أعقاب العلمنة الأوربية والتطوّرات المُتتابعة في فلسفة التاريخ والعلوم، من خلال منهجه الهيغلي رفض ماركس المدرسة الوضعية في العلوم الاجتماعية. اعتبر كارل لوث كلاً من ماركس وسورين كيركغور أعظم خلفاء هيغل.
في علم الاجتماع الحديث فإن علم الإجتماع الماركسي يُعرّف بأنّه أحد وجهات النظر الكلاسيكية الرئيسية. يعتبر أشعيا برلين أنّ كارل ماركس هو المؤسس الحقيقي لعلم الاجتماع الحديث. إضافة لتأثيره في علم الاجتماع فقد كان لماركس أثر في الفلسفة والأدب والفنون والعلوم الإنسانية. إضافة لتأثيره على حركات موسيقية وسينمائية ومسرحية.

خريطة تاريخيى (باستخدام الحدود الحالية) تُظهر الدول التي حُكمت بالماركسية اللينينية ذات الحزب الواحد في مرحلة ما من تاريخها.

منظري علم الاجتماع في القرن العشرين والواحد والعشرين استجابوا لماركس بطريقتين رئيسيتين؛ إحداهما اختزال الماركسية في جوهرها عن طريق الماركسية التحليلية حيث كانت الخطوّة الأولى هي التخفيف من الادعاءات التفسيرية لنظرية ماركس والتأكيد على الاستقلالية النسبية للحياة الاجتماعية والاقتصادية غير المرتبطة بسرد ماركس الأساسي عن تطوّر علاقات الإنتاج وتعاقب أنماطه. كان هذا هو التنظير الماركسي الجديد الذي تبناه المؤرخون المُتأثرون بنظرية ماركس الاجتماعية مثل إدوارد بالمر تومبسون وإريك هوبسباوم، أيضاً فقد سعى مُفكرون ونُشطاء مثل أنطونيو جرامشي إلى فهم الفرص والصعوبات المنطوية على الممارسة السياسية في ضوء نظرية ماركس الاجتماعية.
سياسياً فقد اتسم فكر ماركس بالتعقيد؛ فطوال القرن العشرين انطلقت العديد من الثورات وأطلقت على نفسها اسم الماركسية لعل أهمها الثورة البلشفية في الإمبراطورية الروسية والتي أدت لولادة الاتحاد السوفيتي، إضافة لذلك فقد استشهد عديد قادة العالم بماركس بمن فيهم فلاديمير لينين،
ماو تسي تونغ، فيدل كاسترو، سلفادور أليندي، جوزيب بروز تيتو، كوامي نكروما، جواهر لال نهرو، نيلسون مانديلا، جان كلود يونكر، شي جين بينغ، وتوماس سانكارا.
بعيداً عن الثورات فإن أفكار ماركس أثرت بالأحزاب السياسية في جميع أنحاء العالم وبعض السياسيين يلقون اللوم على ماركس في جرائم كبيرة مثل عمليات التصفية التي نفذها جوزيف ستالين بحق منافسيه إضافة لعلميات التطهير في الاتحاد السوفيتي التي أشرف عليها؛ وإلى الآن فإن إخلاص مؤيدي ستالين للأفكار الماركسية محل خلاف كبير وأمر مرفوض بالنسبة لكثير من الأحزاب الماركسية أو المُفكرين الماركسيين، ومن الشائع اليوم التمييز بين تأثير ماركس وبين تأثير أولئك اللذين فسروا أفكاره وفقاً لأغراضهم السياسية. وصف آرثر ليبو (بالإنجليزية: Arthur Lipow) ماركس وإنجلز بأنّهما «مؤسسا الاشتراكية الديمقراطية الثورية الحديثة».
عُرض في عام 2017 فيلم روائي بعنوان الشاب كارل ماركس حيث ظهر فيه ماركس مع زوجته جيني وصديقه إنجلز رفقة مثقفين آخرين قبل ثوارت 1848 وقد قدّم الفيلم مُراجعات جيدة ودقيقة تاريخياً إضافة لصورة عن حياة ماركس الفكرية، أيضاً فقد عُرض فيلم عودة ماركس المأخوذ من رواية جيسون باركر بمناسبة الذكرى المئوية الثانية لولادة ماركس، ورغم وصف العمل بأنّه مُضحك ومُحير وغير محترم إلاّ أنّه ووفقاً للفيلسوف راي براسيير ألقى ضوءً غير متوقع على فكر ماركس.
عام 2018 وأيضاً بمناسبة الذكرى المئوية الثانية لميلاد ماركس كُشف عن تمثال بطول أربع أمتار ونصف نحتهُ الصيني وي وايشان وتبرعت به الحكومة الصينية لمسقط رأس كارل ماركس في ترير، حينها دافع رئيس المفوضية الأوروبية جان كلود يونكر عن ذكرى ماركس قائلاً «إن ماركس اليوم يرمز إلى الأشياء التي لم يكن مسؤولاً عنها والتي لم يتسبب فيها لأن العديد من الأشياء التي كتبها أعيدت صياغتها في الاتجاه المعاكس»

## أعمال مختارة

### غير مترجمة
- الفرق بين الفلسفتين الديموقريطية والأبيقورية عن الطبيعة (أطروحة دكتوراه) [1841][297]
- البيان الفلسفي لمدرسة القانون التاريخي [1842][298]

### مترجمة
- نقد فلسفة الحق عند هيغل، [1843][ar 54]
- حول المسألة اليهودية، [1843] (تُرجم بواسطة نائلة الصالحي، ونُشر من قبل دار الجمل عام 2017 الطبعة الأولى)[ar 55]
- مخطوطات كارل ماركس، [1844] (تُرجم بواسطة محمد مستجير مصطفى ونُشر من قبل درا الثقافة الجديدة)[ar 56]
- العائلة المقدسة، [1845] بالاشتراك مع فريدرك أنجلز (تُرجم بواسطة حنا عبود وراجعه فؤاد أيوب، نُشر من قبل دار دمشق)[ar 57]
- أطروحات حول فويرباخ، [1845][ar 58]
- الأيديولوجيا الألمانية، [1845] مع فريدرك أنجلز (تُرجم بواسطة علي أيوب ونُشر من قبل دار دمشق)[ar 59]
- بؤس الفلسفة، [1847] (تُرجم بواسطة محمد مستجير مصطفى ونُشر من قبل دار الفارابي وطبعة التنوير في بيروت عام 2010 الطبعة الرابعة)[ar 60]
- العمل المأجور ورأس المال، [1847] (تُرجم بواسطة إلياس شاهين ونُشر من قبل دار التفدم في موسكو)[ar 61]
- بيان من الحزب الشيوعي، [1848][ar 62]
- الثامن عشر من برومير لويس نابليون، [1852][ar 63]
- أسس نقد الاقتصاد السياسي، [1857-58] (تُرجم بواسطة عصام الخفاجي ونُشر من قبل دار ابن خلدون للطباعة والنشر في عمّان عام 1984 الطبعة الأولى)[ar 64]
- رأس المال: المُجلد الأول [1867] (تُرجم بواسطة فالح عبد الجبار ونُشر بواسطة دار ابن خلدون في بيروت عام 1982 الطبعة الأولى)[ar 65]
- الحرب الأهلية في فرنسا، [1871][ar 66]
- نقد برنامج غوتا، [1875][ar 67]
- رأس المال: المُجلد الثاني، [1885]؛ نشرت بعد وفاته من قبل إنجلز (تُرجم بواسطة فالح عبد الجبار ونُشر من قبل دار التقدم في موسكو 1988)[ar 68]
- رأس المال المُجلد الثالث، [1894]؛ نشرت بعد وفاته من قبل إنجلز (تُرجم بواسطة فالح عبد الجبار ونُشر من ثبل دار الفارابي في بغداد)[ar 69]

### باللغة العربية
1. ↑  "كارل ماركس". www.aljazeera.net. مؤرشف من الأصل في 2021-07-16. اطلع عليه بتاريخ 2021-10-23.
2. ↑  أتالي (2008)، ص. 21.
3. ↑  أتالي (2008)، ص. 13.
4. ↑  "في ذكرى البيان الشيوعي: أبرز 14 معلومة عن كارل ماركس". BBC News عربي. مؤرشف من الأصل في 2021-10-27. اطلع عليه بتاريخ 2021-10-24.
5. ↑  أتالي (2008)، ص. 32.
6. ↑  أتالي (2008)، ص. 33.
7. ↑  أتالي (2008)، ص. 60.
8. ↑  أتالي (2008)، ص. 75.
9. ↑  أتالي (2008)، ص. 82.
10. ↑  أتالي (2008)، ص. 76.
11. ↑  سورينا، مانويل خيمينيز. "كارل ماركس". www.albayan.ae. مؤرشف من الأصل في 2021-11-04. اطلع عليه بتاريخ 2021-10-24.
12. ↑  أتالي (2008)، ص. 84-87.
13. ↑  أتالي (2008)، ص. 91.
14. ↑  الاشتراكية، الجمعة 18 يناير 2013 ترجمة أحمد بكر الناشر وحدة الترجمة-مركز الدراسات. "مفاهيم ماركسية: ما هو "الاغتراب"؟". بوابة الاشتراكي. مؤرشف من الأصل في 2021-01-25. اطلع عليه بتاريخ 2021-11-25.{{استشهاد ويب}}:  صيانة الاستشهاد: أسماء عددية: قائمة المؤلفين (link)
15. ↑  أتالي (2008)، ص. 101-102.
16. ↑  "Karl Marx كارل هاتريك ماركس". Economic Stars. 8 أكتوبر 2020. مؤرشف من الأصل في 2021-02-28. اطلع عليه بتاريخ 2021-10-24.
17. ↑  أتالي (2008)، ص. 103.
18. ↑  عبد المنعم (1 يناير 2018). فلسفة الفكر المالي. Al Manhal. ISBN:9796500298382. مؤرشف من الأصل في 2021-10-26.
19. ↑  "The Communist Manifesto (Arabic)". www.marxists.org. مؤرشف من الأصل في 2021-08-17. اطلع عليه بتاريخ 2021-12-02.
20. ↑  أتالي (2008)، ص. 104.
21. ↑  فؤاد أيوب (1964). الأيديولوجيا الألمانية. دمشق: دار دمشق. OCLC:4770308537. مؤرشف من الأصل في 2021-12-03.
22. ↑  "فارس إيغو - كتاب الإيديولوجية الألمانية وبداية الأوهام الماركسية". الحوار المتمدن. مؤرشف من الأصل في 2021-05-10. اطلع عليه بتاريخ 2021-12-03.
23. ↑  الاشتراكية، الإثنين 4 يوليو 2011 ترجمة أحمد نور الناشر وحدة الترجمة-مركز الدراسات. "الفلسفة رأساً على عقب". بوابة الاشتراكي. مؤرشف من الأصل في 2021-12-03. اطلع عليه بتاريخ 2021-12-03.{{استشهاد ويب}}:  صيانة الاستشهاد: أسماء عددية: قائمة المؤلفين (link)
24. ↑  أتالي (2008)، ص. 116.
25. ↑  أتالي (2008)، ص. 120-124.
26. ↑  كارل ماركس أو فكر العالم 2008،صفحة 125
27. ↑  أتالي (2008)، ص. 126.
28. ↑  "البيان الشيوعي (الفصل الأول)". www.marxists.org. مؤرشف من الأصل في 2021-12-02. اطلع عليه بتاريخ 2021-12-06.
29. ↑  الكتبي، د أسماء (3 فبراير 2019). "الربيع الأوروبي". صحيفة الرؤية. مؤرشف من الأصل في 2021-12-06. اطلع عليه بتاريخ 2021-12-06.
30. ↑  كارل ماركس أو فكر العالم 2008،صفحة 132
31. ↑  أتالي (2008)، ص. 147.
32. ↑  أتالي (2008)، ص. 152.
33. ↑  أتالي (2008)، ص. 161.
34. ↑  أتالي (2008)، ص. 164.
35. ↑  أتالي (2008)، ص. 183.
36. ↑  أتالي (2008)، ص. 184.
37. ↑  "الثامن عشر من برومير | لويس بونابرت". بوابة الاشتراكي. مؤرشف من الأصل في 2015-01-09. اطلع عليه بتاريخ 2021-12-16.
38. ↑  أتالي (2008)، ص. 255.
39. ↑  أتالي (2008)، ص. 374.
40. ↑  فريدرك إنجلز (1958) [1884]. أصل العائلة والملكية الخاصة والدولة. ترجمة: فؤاد أيوب. دمشق - سوريا: دار اليقظة العربية. OCLC:4770140621. مؤرشف من الأصل في 2021-12-19.
41. ↑  "بيان الحزب الشيوعي - Manifesto of the Communist Party - Marx and Engels". marxengels.public-archive.net. مؤرشف من الأصل في 2020-02-22. اطلع عليه بتاريخ 2021-12-28.
42. ↑  الاشتراكية، الجمعة 18 يناير 2013 ترجمة أحمد بكر الناشر وحدة الترجمة-مركز الدراسات. "مفاهيم ماركسية: ما هو "الاغتراب"؟". بوابة الاشتراكي. مؤرشف من الأصل في 2021-11-25. اطلع عليه بتاريخ 2021-12-28.{{استشهاد ويب}}:  صيانة الاستشهاد: أسماء عددية: قائمة المؤلفين (link)
43. ↑  ماركس، كارل (1843). نقد فلسفة الحق عند ھیجل (PDF). ص. 1. مؤرشف من الأصل (PDF) في 2021-04-20.
44. 1 2  "البيان الشيوعي - البروليتاريين والشيوعيين". marxists.org. مؤرشف من الأصل في 2022-01-02. اطلع عليه بتاريخ 2022-01-02.
45. ↑  "حسن خليل - ما هي ديكتاتورية البروليتاريا؟". الحوار المتمدن. مؤرشف من الأصل في 2020-09-24. اطلع عليه بتاريخ 2022-01-05.
46. ↑  دويدة، نفيسة (2011). "تفاصيل عن زيارة كارل ماركس إلى الجزائر 1882". حوليات التاريخ والجغرافيا. ج. 2: 244. مؤرشف من الأصل في 2022-01-09.
47. ↑  جون بيلامي فوستر (5 يونيو 2020). "ماركس والسُكان الأصليون في المُستعمرات – 3". المنبر التقدمي. ترجمة: غريب عوض. مؤرشف من الأصل في 2022-01-09. اطلع عليه بتاريخ 2022-01-09.
48. ↑  كارل ماركس أو فكر العالم 2008،صفحة 378
49. ↑  كارل ماركس أو فكر العالم 2008،صفحة 379
50. ↑  FoulaBook-مكتبة فولة. البيان الشيوعي pdf. ص. 27. مؤرشف من الأصل في 2021-11-01.
51. ↑  "أنور نجم الدين - ماركس بين الزيرجاوي وكركوكي". الحوار المتمدن. مؤرشف من الأصل في 2016-08-27. اطلع عليه بتاريخ 2021-10-31.
52. ↑  أتالي (2008)، ص. 443.
53. ↑  أتالي (2008)، ص. 445.
54. ↑  كارل ماركس. نقد فلسفة الحق عند هيجل [(بالألمانية: Zur Kritik der Hegelschen Rechtsphilosophie)] (PDF). مؤرشف من الأصل (PDF) في 2021-04-20.
55. ↑  كارل ماركس. حول المسألة اليهودية [(بالألمانية: Zur Judenfrage)]. ترجمة: نائلة الصالحي. منشورات الجمل. مؤرشف من الأصل في 2020-09-18.
56. ↑  كارل ماركس. مخطوطات كارل ماركس [(بالألمانية: Ökonomisch-philosophische Manuskripte aus dem Jahre 1844)]. ترجمة: محمد مستجير مصطفى. دار الثقافة الجديدة. مؤرشف من الأصل في 2021-04-17.
57. ↑  كارل ماركس. العائلة المقدسة [(بالألمانية: Die heilige Familie)] (PDF). ترجمة: حنا عبود. دمشق: داردمشق. مؤرشف من الأصل (PDF) في 2021-02-02.
58. ↑  كارل ماركس. موضوعات عن فيورباخ [(بالألمانية: Thesen über Feuerbach)] (PDF). مؤرشف من الأصل (PDF) في 2021-04-20.
59. ↑  كارل ماركس. الإيديولوجية الألمانية [(بالألمانية: Die Deutsche Ideologie)]. ترجمة: علي أيوب. دمشق: دار دمشق. مؤرشف من الأصل في 2022-01-16.
60. ↑  كارل ماركس. بؤس الفلسفة [(بالفرنسية: Misère de la philosophie)]. ترجمة: محمد مستجير مصطفى (ط. الرابعة). بيروت: دار الفارابي. مؤرشف من الأصل في 2022-03-14.
61. ↑  كارل ماركس (1891). العمل المأجور ورأس المال [(بالألمانية: Lohnarbeit und Kapital)]. مؤرشف من الأصل في 2021-02-02.
62. ↑  كارل ماركس (1884). بيان الحزب الشيوعي [(بالألمانية: Manifest der Kommunistischen Partei)]. مؤرشف من الأصل في 2020-12-01.
63. ↑  كارل ماركس. الثامن عشر من برومير لويس نابليون [(بالألمانية: Der 18te Brumaire des Louis Napoleon)] (PDF). مؤرشف من الأصل (PDF) في 2021-04-20.
64. ↑  كارل ماركس (1984). الغروندريسة - أسس نقد الاقتصاد السياسي [(بالألمانية: Grundrisse der Kritik der Politischen Ökonomie)]. ترجمة: عصام الخفاجي (ط. الأولى). عمّان - الأردن: دار ابن خلدون للطباعة والنشر. مؤرشف من الأصل في 2021-09-13.
65. ↑  كارل ماركس (1982) [1867]. رأس المال "نقد الاقتصاد السياسي" المجلد الأول [(بالألمانية: Das Kapital. Erster Band. Buch I: Der Produktionsprozess des Kapitals)]. ترجمة: فالح عبدالجبار. بيروت: دار ابن خلدون. مؤرشف من الأصل في 2022-03-14.
66. ↑  كارل ماركس. الحرب الأهلية في فرنسا [(بالألمانية: Der Bürgerkrieg in Frankreich)]. مؤرشف من الأصل في 2022-01-15.
67. ↑  كارل ماركس. نقد برنامج غوتا [(بالألمانية: Kritik des Gothaer Programms)]. مؤرشف من الأصل في 2021-08-12.
68. ↑  كارل ماركس (1988). رأس المال: المجلد الثاني "عملية تداول رأس المال" [(بالألمانية: Das Kapital, Volume II)]. ترجمة: فالح عبدالجبار. موسكو: دار التقدم. مؤرشف من الأصل في 2022-03-14.
69. ↑  كارل ماركس. رأس المال: المجلد الثالث "عملية انتاج رأس المال ككل" [(بالألمانية: Das Kapital, Volume III)]. ترجمة: فالح عبدالجبار. بغداد: دار الفارابي. مؤرشف من الأصل في 2022-01-15.

#### المعلومات الكاملة للمراجع
- جاك عتالي (2008)، كارل ماركس أو فكر العالم، ترجمة: محمد صبح (ط. 1)، دمشق: دار كنعان للدراسات والنشر، OCLC:1227820287، QID:Q116470617

### بلغات أجنبية
1. ↑  "Katalog der Deutschen Nationalbibliothek". portal.dnb.de. مؤرشف من الأصل في 2021-05-07. اطلع عليه بتاريخ 2021-10-22.
2. 1 2  "Secret Re-burial Of Karl Marx In London". Sydney Morning Herald. 27 نوف 1954. مؤرشف من الأصل في 8 أبريل 2019. اطلع عليه بتاريخ 2021-10-22. {{استشهاد بخبر}}: تحقق من التاريخ في: |تاريخ= (مساعدة)
3. ↑  "Marx, Karl (Heinrich)". Volume 7 (بالإنجليزية): 896. QID:Q56605416.
4. ↑  "Marxismus". Brockhaus Enzyklopädie, 21. Auflage, Band 17 (بالألمانية): 768. ISBN:978-3-7653-4117-5. QID:Q56627988.
5. ↑   https://berlingeschichte.de/lexikon/frkr/m/marx_karl_heinrich.htm. {{استشهاد ويب}}: |url= بحاجة لعنوان (مساعدة) والوسيط |title= غير موجود أو فارغ (من ويكي بيانات) (مساعدة)
6. 1 2 3 4  Heinrich Gemkow (1975), Carlos Marx. Biografía completa (بالإسبانية), QID:Q38194995
7. ↑  "Marx, Karl (Heinrich)". Volume 7 (بالإنجليزية): 896. QID:Q56605416.
8. ↑  "Marx: 5) Karl Heinrich". Brockhaus Enzyklopädie, 21. Auflage, Band 17 (بالألمانية): 768. ISBN:978-3-7653-4117-5. QID:Q56613113.
9. ↑   http://www.echo.msk.ru/programs/vsetak/54463/. {{استشهاد ويب}}: |url= بحاجة لعنوان (مساعدة) والوسيط |title= غير موجود أو فارغ (من ويكي بيانات) (مساعدة)
10. ↑  . ISBN:978-0-7425-1166-8. {{استشهاد ويب}}: الوسيط |title= غير موجود أو فارغ (من ويكي بيانات) (مساعدة) والوسيط |مسار= غير موجود أو فارع (مساعدة)
11. ↑  "Marx, Karl (Heinrich)". Volume 7 (بالإنجليزية): 896. QID:Q56605416.
12. ↑  "Marx: 5) Karl Heinrich". Brockhaus Enzyklopädie, 21. Auflage, Band 17 (بالألمانية): 768. ISBN:978-3-7653-4117-5. QID:Q56613113.
13. 1 2  "Marx, Karl: (geb. Mordechai) Dr. phil., Theoretiker des Sozialismus, "Manifest der Komm. Partei", Redakteur". Lexikon deutsch-jüdischer Autoren (Band 16) (بالألمانية): 331. 2008. ISBN:978-3-598-22696-0. QID:Q56604985.
14. ↑  "Marx, Karl: (geb. Mordechai) Dr. phil., Theoretiker des Sozialismus, "Manifest der Komm. Partei", Redakteur". Lexikon deutsch-jüdischer Autoren (Band 16) (بالألمانية): 331. 2008. ISBN:978-3-598-22696-0. QID:Q56604985.
15. ↑  "Marx, Karl: (geb. Mordechai) Dr. phil., Theoretiker des Sozialismus, "Manifest der Komm. Partei", Redakteur". Lexikon deutsch-jüdischer Autoren (Band 16) (بالألمانية): 331. 2008. ISBN:978-3-598-22696-0. QID:Q56604985.
16. ↑  "Marx, Karl: (geb. Mordechai) Dr. phil., Theoretiker des Sozialismus, "Manifest der Komm. Partei", Redakteur". Lexikon deutsch-jüdischer Autoren (Band 16) (بالألمانية): 331. 2008. ISBN:978-3-598-22696-0. QID:Q56604985.
17. 1 2  "Marx, Karl (Heinrich)". Volume 7 (بالإنجليزية): 896. QID:Q56605416.
18. ↑  "Marx: 5) Karl Heinrich". Brockhaus Enzyklopädie, 21. Auflage, Band 17 (بالألمانية): 767. ISBN:978-3-7653-4117-5. QID:Q56613113.
19. 1 2  Lewis Samuel Feuer; David McLellan; Ed. "No label or title -- debug: Q56605560". Volume 23 (بالإنجليزية): 531–543. QID:Q56605560.
20. ↑  "Marx, Karl: (geb. Mordechai) Dr. phil., Theoretiker des Sozialismus, "Manifest der Komm. Partei", Redakteur". Lexikon deutsch-jüdischer Autoren (Band 16) (بالألمانية): 331. 2008. ISBN:978-3-598-22696-0. QID:Q56604985.
21. ↑  "Marx, Karl (Heinrich)". Volume 7 (بالإنجليزية): 896. QID:Q56605416.
22. ↑  "Marx: 5) Karl Heinrich". Brockhaus Enzyklopädie, 21. Auflage, Band 17 (بالألمانية): 766–769. ISBN:978-3-7653-4117-5. QID:Q56613113.
23. ↑  "Marx, Karl: (geb. Mordechai) Dr. phil., Theoretiker des Sozialismus, "Manifest der Komm. Partei", Redakteur". Lexikon deutsch-jüdischer Autoren (Band 16) (بالألمانية): 331–352. 2008. ISBN:978-3-598-22696-0. QID:Q56604985.
24. ↑  "Marx, Karl (Heinrich)". Volume 7 (بالإنجليزية): 896. QID:Q56605416.
25. ↑  Lewis Samuel Feuer; David McLellan; Ed. "No label or title -- debug: Q56605560". Volume 23 (بالإنجليزية): 531. QID:Q56605560.
26. 1 2  BeWeB، QID:Q77541206
27. ↑  "Marx, Karl (Heinrich)". Volume 7 (بالإنجليزية): 896. QID:Q56605416.
28. ↑  "Marx: 5) Karl Heinrich". Brockhaus Enzyklopädie, 21. Auflage, Band 17 (بالألمانية): 767, 768. ISBN:978-3-7653-4117-5. QID:Q56613113.
29. ↑  Lewis Samuel Feuer; David McLellan; Ed. "No label or title -- debug: Q56605560". Volume 23 (بالإنجليزية): 531. QID:Q56605560.
30. ↑  أرشيف الفنون الجميلة، QID:Q10855166
31. ↑  "Marx, Karl (Heinrich)". Volume 7 (بالإنجليزية): 896. QID:Q56605416.
32. ↑  Lewis Samuel Feuer; David McLellan; Ed. "No label or title -- debug: Q56605560". Volume 23 (بالإنجليزية): 531. QID:Q56605560.
33. ↑  Lewis Samuel Feuer; David McLellan; Ed. "No label or title -- debug: Q56605560". Volume 23 (بالإنجليزية): 531. QID:Q56605560.
34. ↑  Charles Dudley Warner, ed. (1897), Library of the World's Best Literature (بالإنجليزية), QID:Q19098835
35. ↑  "Karl Marx (1818-1883)". data.bnf.fr (بالإنجليزية). Archived from the original on 2021-05-06. Retrieved 2021-10-22.
36. ↑  Hobsbawm، Eric. "Marx, Karl Heinrich". Oxford Dictionary of National Biography. مؤرشف من الأصل في 2021-08-19.
37. ↑  Marx, K. and Engels, F. (1848).The Communist Manifesto نسخة محفوظة 2 September 2009 على موقع واي باك مشين.
38. ↑  Karl Marx: Critique of the Gotha Program نسخة محفوظة 27 October 2007 على موقع واي باك مشين..
39. 1 2 3 4 5  Calhoun 2002، صفحات 23–24
40. 1 2  "Marx the millennium's 'greatest thinker'". BBC News World Online. 1 أكتوبر 1999. مؤرشف من الأصل في 2017-09-02. اطلع عليه بتاريخ 2010-11-23.
41. ↑  Roberto Mangabeira Unger. Free Trade Reimagined: The World Division of Labor and the Method of Economics. Princeton: Princeton University Press, 2007.
42. ↑  John Hicks, "Capital Controversies: Ancient and Modern." The American Economic Review 64.2 (May 1974) p. 307: "The greatest economists, Smith or Marx or Keynes, have changed the course of history ..."
43. ↑  Joseph Schumpeter Ten Great Economists: From Marx to Keynes. Volume 26 of Unwin University books. Edition 4, Taylor & Francis Group, 1952 (ردمك 0-415-11078-5، وردمك 978-0-415-11078-5)
44. ↑  Little، Daniel. "Marxism and Method". مؤرشف من الأصل في 2017-12-10. اطلع عليه بتاريخ 2017-12-10.
45. ↑  Kim، Sung Ho (2017). Zalta، Edward N. (المحرر). "Max Weber". Metaphysics Research Lab, Stanford University. مؤرشف من الأصل في 2019-03-18. اطلع عليه بتاريخ 2017-12-10. Max Weber is known as a principal architect of modern social science along with Karl Marx and Emil Durkheim. {{استشهاد بدورية محكمة}}: الاستشهاد بدورية محكمة يطلب |دورية محكمة= (مساعدة)
46. ↑  McLellan 2006، صفحة 178, Plate 1.
47. ↑  Wheen 2001. pp. 12–13.
48. ↑  Carroll, James (2002). Constantine's Sword: The Church and the Jews – A History (بالإنجليزية). Houghton Mifflin Harcourt. p. 419. ISBN:978-0-547-34888-9. Archived from the original on 2020-09-24. Retrieved 2018-04-02.
49. ↑  Nicolaievsky & Maenchen-Helfen 1976، صفحات 5, 8–12; Wheen 2001، صفحة 11; McLellan 2006، صفحات 5–6.
50. ↑  Nicolaievsky & Maenchen-Helfen 1976، صفحة 7; Wheen 2001، صفحة 10; McLellan 2006، صفحة 7.
51. ↑  Wheen 2001، chpt. 6
52. ↑  Fedoseyev 1973، صفحة 23.
53. ↑  Nicolaievsky and Maenchen-Helfen 1976، صفحة 31; McLellan 2006، صفحة 15
54. ↑  Nicolaievsky and Maenchen-Helfen 1976، صفحة 33; McLellan 2006، صفحة 21.
55. ↑  Nicolaievsky and Maenchen-Helfen 1976، صفحات 32–34; Wheen 2001، صفحات 21–22; McLellan 2006، صفحات 21–22.
56. ↑  Nicolaievsky and Maenchen-Helfen 1976، صفحات 34–38;Wheen 2001، صفحة 34; McLellan 2006، صفحات 25–27.
57. ↑  Nicolaievsky and Maenchen-Helfen 1976، صفحات 44,69–70; McLellan 2006، صفحات 17–18.
58. ↑  Sperber 2013، صفحات 55–56.
59. ↑  Nicolaievsky and Maenchen-Helfen 1976، صفحة 33; McLellan 2006، صفحات 18–19. These love poems would be published posthumously in the Collected Works of Karl Marx and Frederick Engels: Volume 1 (New York: International Publishers, 1975) pp. 531–632.
60. ↑  Nicolaievsky and Maenchen-Helfen 1976، صفحة 33; Wheen 2001، صفحات 25–26.
61. ↑  
Marx's thesis was posthumously published in the Collected Works of Karl Marx and Frederick Engels: Volume 1 (New York: International Publishers, 1975) pp. 25–107.
62. ↑  Wheen 2001. p. 32.
63. ↑  Nicolaievsky and Maenchen-Helfen 1976، صفحة 45; Wheen 2001، صفحة 33; McLellan 2006، صفحات 28–29, 33.
64. ↑  Nicolaievsky and Maenchen-Helfen 1976، صفحات 38–45; Wheen 2001، صفحة 34; McLellan 2006، صفحات 32–33, 37.
65. ↑  Nicolaievsky and Maenchen-Helfen 1976، صفحة 49; McLellan 2006، صفحة 33.
66. ↑  Nicolaievsky and Maenchen-Helfen 1976، صفحات 50–51; Wheen 2001، صفحات 34–36, 42–44; McLellan 2006، صفحات 35–47.
67. ↑  Nicolaievsky and Maenchen-Helfen 1976، صفحة 57; Wheen 2001، صفحة 47; McLellan 2006، صفحات 48–50.
68. ↑  Nicolaievsky and Maenchen-Helfen 1976، صفحات 60–61; Wheen 2001، صفحات 47–48; McLellan 2006، صفحات 50–51.
69. ↑  Nicolaievsky and Maenchen-Helfen 1976، صفحات 68–69, 72; Wheen 2001، صفحة 48; McLellan 2006، صفحات 59–61.
70. ↑  Nicolaievsky and Maenchen-Helfen 1976، صفحات 77–79; Wheen 2001، صفحات 62–66;McLellan 2006، صفحات 73–74, 94.
71. ↑  Nicolaievsky and Maenchen-Helfen 1976، صفحة 72;Wheen 2001، صفحات 64–65; McLellan 2006، صفحات 71–72.
72. ↑  Marx, Karl, "Contribution to the Critique of Hegel's Philosophy of Law" contained in the Collected Works of Karl Marx and Frederick Engels: Volume 3 (International Publishers: New York, 1975) p. 3.
73. ↑  Marx, Karl, "On the Jewish Question" contained in the Collected Works of Karl Marx and Frederick Engels: Volume 3, p. 146.
74. ↑  McLellan 2006، صفحات 65–70, 74–80.
75. ↑  Nicolaievsky and Maenchen-Helfen 1976، صفحات 72, 75–76; Wheen 2001، صفحة 65; McLellan 2006، صفحات 88–90.
76. ↑  Wheen 2001، صفحات 66–67, 112; McLellan 2006، صفحات 79–80.
77. ↑  Wheen 2001، صفحة 90.
78. ↑  Mansel, Philip: Paris Between Empires, p. 390 (St. Martin Press, NY) 2001
79. ↑  Frederick Engels, "The Condition of the Working Class in England", contained in the Collected Works of Karl Marx and Frederick Engels: Volume 4 (International Publishers: New York, 1975) pp. 295–596.
80. 1 2 3  T.B. Bottomore (1991). A Dictionary of Marxist thought. Wiley-Blackwell. ص. 108–. ISBN:978-0-631-18082-1. مؤرشف من الأصل في 2013-06-22. اطلع عليه بتاريخ 2011-03-05.
81. ↑  P.N. Fedoseyev, Karl Marx: A Biography (Progress Publishers: Moscow, 1973) p. 82.
82. ↑  Wheen 2001. pp. 85–86.
83. ↑  Karl Marx, "The Holy Family", contained in the Collected Works of Karl Marx and Frederick Engels: Volume 4, pp. 3–211.
84. 1 2  Several authors elucidated this long neglected crucial turn in Marx's theoretical development, such as Ernie Thomson in The Discovery of the Materialist Conception of History in the Writings of the Young Karl Marx, New York, The Edwin Mellen Press, 2004; for a short account see Max Stirner, a durable dissident نسخة محفوظة 18 May 2006 على موقع واي باك مشين.
85. ↑  Taken from the caption of a picture of the house in a group of pictures located between pages 160 and 161 in the book "Karl Marx: A Biography", written by a team of historians and writers headed by P.N. Fedoseyev (Progress Publishers: Moscow, 1973).
86. ↑  P.N. Fedoseyev, et al. Karl Marx: A Biography, p. 63.
87. ↑  Isaiah Berlin, Karl Marx: His Life and Environment (Oxford University Press: London, 1963) pp. 90–94.
88. 1 2  P.N. Fedoseyev et al., Karl Marx: A Biography (Progress Publishers: Moscow, 1973) p. 62.
89. ↑  Larisa Miskievich, "Preface" to Volume 28 of the Collected Works of Karl Marx and Frederick Engels (International Publishers: New York, 1986) p. xii
90. ↑  Karl Marx, Collected Works of Karl Marx and Frederick Engels: Volume 35, Volume 36 and Volume 37 (International Publishers: New York, 1996, 1997 and 1987).
91. ↑  Isaiah Berlin, Karl Marx: His Life and Environment, pp. 35–61.
92. ↑  Note 54 contained on p. 598 in the Collected Works of Karl Marx and Frederick Engels: Volume 3.
93. ↑  Karl Marx, "Economic and Philosophical Manuscripts of 1844" Collected Works of Karl Marx and Frederick Engels: Volume 3 (International Publishers: New York, 1975) pp. 229–346.
94. ↑  P.N. Fedoseyev, Karl Marx: A Biography, p. 83.
95. ↑  Karl Marx, "Theses on Feuerbach", contained in the Collected Works of Karl Marx and Frederick Engels: Volume 5 (International Publishers: New York, 1976) pp. 3–14.
96. 1 2 3 4 5 6 7 8 9 10 11 12 13  "Karl Marx". Karl Marx – Stanford Encyclopaedia of Philosophy. Metaphysics Research Lab, Stanford University. 2017. مؤرشف من الأصل في 2012-02-08. اطلع عليه بتاريخ 2005-05-28.. First published Tue 26 August 2003; substantive revision Mon 14 June 2010. Retrieved 4 March 2011.
97. ↑  Karl Marx, "Theses on Feuerbach," contained in the Collected Works of Karl Marx and Frederick Engels: Volume 5, p. 8.
98. ↑  Doug Lorimer, in Friedrich Engels (1999). Socialism: utopian and scientific. Resistance Books. ص. 34–36. ISBN:978-0-909196-86-8. مؤرشف من الأصل في 2013-06-17. اطلع عليه بتاريخ 2011-03-07.
99. 1 2  Wheen 2001. p. 90 نسخة محفوظة 15 September 2015 على موقع واي باك مشين..
100. ↑  Heinrich Gemkow et al., Frederick Engels: A Biography (Verlag Zeit im Bild ["New Book Publishing House"]: Dresden, 1972) p. 101
101. ↑  Heinrich Gemkow, et al., Frederick Engels: A Biography, p. 102.
102. ↑  Heinrich Gemkow, et al., Frederick Engels: A Biography (Verlag Zeit im Bild [New Book Publishing House]: Dresden, 1972) p. 53
103. ↑  Heinrich Gemkow, et al., Frederick Engels: A Biography, p. 78.
104. ↑  Fedoseyev 1973، صفحة 89.
105. ↑  Wheen 2001. p. 92.
106. ↑  Karl Marx and Frederick Engels, "German Ideology" contained in the Collected Works of Karl Marx and Frederick Engels: Volume 5 (International Publishers: New York, 1976) pp. 19–539.
107. ↑  Fedoseyev 1973، صفحات 96–97.
108. 1 2  Baird، Forrest E.؛ Walter Kaufmann (2008). From Plato to Derrida. Upper Saddle River, New Jersey: Pearson Prentice Hall. ISBN:978-0-13-158591-1.
109. ↑  Wheen 2001. p. 93.
110. ↑  See Note 71 on p. 672 of the Collected Works of Karl Marx and Frederick Engels: Volume 6 (International Publishers: New York, 1976).
111. ↑  Karl Marx, The Poverty of Philosophy contained in the Collected Works of Karl Marx and Frederick Engels: Volume 6(International Publishers: New York, 1976) pp. 105–212.
112. ↑  Wheen 2001. p. 107.
113. ↑  Fedoseyev 1973، صفحة 124.
114. ↑  Note 260 contained in the Collected Works of Karl Marx and Frederick Engels: Volume 11 (International Publishers: New York, 1979) pp. 671–72.
115. ↑  Note 260 contained in the Collected Works of Karl Marx and Frederick Engels: Volume 11, p. 672.
116. ↑  Fedoseyev 1973، صفحات 123–125.
117. ↑  Fedoseyev 1973، صفحة 125.
118. ↑  Frederick Engels, "Principles of Communism" contained in the Collected Works of Karl Marx and Frederick Engels: Volume 6 (International Publishers, New York, 1976) pp. 341–57.
119. ↑  Karl Marx and Frederick Engels, "The Communist Manifesto" contained in the Collected Works of Karl Marx and Frederick Engels: Volume 6, pp. 477–519.
120. ↑  Wheen 2001. p. 115.
121. ↑  Chris Shilling؛ Philip A Mellor (2001). The Sociological Ambition: Elementary Forms of Social and Moral Life. SAGE Publications. ص. 114. ISBN:978-0-7619-6549-7. مؤرشف من الأصل في 2015-09-15. اطلع عليه بتاريخ 2015-06-27.
122. ↑  Marx and Engels 1848.
123. ↑  Wheen 2001. p. 125.
124. 1 2  Maltsev؛ Yuri N. (1993). Requiem for Marx. Ludwig von Mises Institute. ص. 93–94. ISBN:978-1-61016-116-9. مؤرشف من الأصل في 2011-07-22. اطلع عليه بتاريخ 2011-03-09.
125. ↑  Saul Kussiel Padover, Karl Marx, an intimate biography, McGraw-Hill, 1978, p. 205
126. 1 2  Wheen 2001. pp. 126–27.
127. ↑  David McLellan 1973 Karl Marx: His life and Thought. New York: Harper and Row. pp. 189–90
128. ↑  Felix، David (1982). "Heute Deutschland! Marx as Provincial Politician". Central European History. ج. 15 ع. 4: 332–50. DOI:10.1017/S0008938900010621. ISSN:0008-9389. JSTOR:4545968.
129. ↑  Wheen 2001. p. 128.
130. ↑  Karl Marx and Frederick Engels, "Demands of the Communist Party" contained in the Collected Works of Karl Marx and Frederick Engels: Volume 7 (International Publishers: New York, 1977) pp. 3–6.
131. ↑  Wheen 2001. p. 129.
132. ↑  Wheen 2001. pp. 130–32.
133. ↑  Seigel, p. 50
134. 1 2  Doug Lorimer. Introduction. In Karl Marx. The Class Struggles in France: From the February Revolution to the Paris Commune. Resistance Books. ص. 6. ISBN:978-1-876646-19-6. مؤرشف من الأصل في 2013-06-17. اطلع عليه بتاريخ 2011-03-09.
135. 1 2  Wheen 2001. pp. 136–37.
136. ↑  Franz Mehring (2003). Karl Marx: The Story of His Life. Psychology Press. ص. 19–20. ISBN:978-0-415-31333-9. مؤرشف من الأصل في 2013-06-16. اطلع عليه بتاريخ 2011-03-09.
137. ↑  Gross، David M. (2014). 99 Tactics of Successful Tax Resistance Campaigns. Picket Line Press. ص. 76–77. ISBN:978-1-4905-7274-1.
138. ↑  Wheen 2001. pp. 137–46.
139. ↑  Wheen 2001. pp. 147–48.
140. ↑  Fedoseyev 1973، صفحة 233.
141. ↑  Note 269 contained on p. 674 in the Collected Works of Karl Marx and Frederick Engels: Volume 11.
142. ↑  Wheen 2001. pp. 151–55.
143. ↑  Phil Harriss (2006). London Markets, 4th. New Holland Publishers. ص. 20. ISBN:978-1-86011-306-2. مؤرشف من الأصل في 2013-06-20. اطلع عليه بتاريخ 2011-04-23.
144. ↑  Note 269 on p. 674 of the Collected Works of Karl Marx and Frederick Engels: Volume 11.
145. ↑  Dussel، Enrique D. (2001). Moseley، Fred Baker (المحرر). Towards an Unknown Marx: A Commentary on the Manuscripts of 1861–63. ترجمة: Angulo، Yolanda. London; New York: Routledge. ص. xxxiii. ISBN:0-415-21545-5.
146. 1 2 3 4 5 6  "Karl Heinrich Marx – Biography". Egs.edu. مؤرشف من الأصل في 2010-09-01. اطلع عليه بتاريخ 2011-03-09.
147. ↑  Jonathan Sperber, Karl Marx: A Nineteenth-Century Life, p. 295.
148. 1 2 3  Kluger، Richard (1986). The Paper: The Life and Death of the New York Herald Tribune. New York: Alfred A. Knopf. ISBN:978-0-394-50877-1. مؤرشف من الأصل في 2022-03-19.
149. ↑  Karl، Marx (2007). James Ledbetter (المحرر). Dispatches for the New York Tribune: Selected Journalism of Karl Marx. دار بنجوين للنشر. ISBN:978-0-14-144192-4.
150. ↑  Fedoseyev 1973، صفحة 274.
151. ↑  Marx، Karl؛ Engels، Friedrich (1965). "Marx to Engels, June 14, 1853". في Ryazanskaya، S. W. (المحرر). Selected Correspondence. ترجمة: Lasker، I. (ط. 2nd). Moscow: Progress Publishers. ص. 83–86.
152. ↑  Taken from a picture on p. 327 of the Collected Works of Karl Marx and Frederick Engels: Volume 11 (International Publishers: New York, 1979).
153. ↑  Karl Marx, "The Elections in England – Tories and Whigs" contained in the Collected Works of Karl Marx and Frederick Engels: Volume 11 (International Publishers: New York, 1979) pp. 327–32.
154. ↑  Karl Marx, "The Eighteenth Brumaire of Louis Napoleon" contained in the Collected Works of Karl Marx and Frederick Engels: Volume 11 (International Publishers: New York, 1979) pp. 99–197.
155. ↑  Karl Marx (2008). The 18th Brumaire of Louis Bonaparte. Wildside Press LLC. ص. 141. ISBN:978-1-4344-6374-6. مؤرشف من الأصل في 2011-07-22. اطلع عليه بتاريخ 2011-03-09.
156. ↑  McLellan 2006، صفحة 262
157. ↑  Note 1 at p. 367 contained in the Collected Works of Karl Marx and Frederick Engels: Volume 19 (International Publishers: New York, 1984).
158. ↑  "Marx & Engels Collected Works, vol.41". 15 مارس 2017. مؤرشف من الأصل في 2021-04-19.
159. ↑  Richard Kluger, The Paper: The Life and Death of the New York Herald Tribune (Alfred A. Knopf Publishing, New York, 1986) p. 121.
160. ↑  John Cunningham Wood (1987). Karl Marx's economics : critical assessments. Psychology Press. ص. 346. ISBN:978-0-415-06558-0. مؤرشف من الأصل في 2013-06-20. اطلع عليه بتاريخ 2011-03-16.
161. 1 2 3  John Cunningham Wood (1993). Karl Marx's economics: critical assessments : second series. Taylor & Francis. ص. 232. ISBN:978-0-415-08711-7. مؤرشف من الأصل في 2013-06-17. اطلع عليه بتاريخ 2011-03-16.
162. 1 2  Sidney Hook (1994). From Hegel to Marx: studies in the intellectual development of Karl Marx. Columbia University Press. ص. 24–25. ISBN:978-0-231-09665-2. مؤرشف من الأصل في 2011-09-23. اطلع عليه بتاريخ 2011-03-16.
163. ↑  Ronald John Johnston (2000). The dictionary of human geography. Wiley-Blackwell. ص. 795. ISBN:978-0-631-20561-6. مؤرشف من الأصل في 2013-06-16. اطلع عليه بتاريخ 2011-03-16.
164. ↑  Richard T. De George؛ James Patrick Scanlan (1975). Marxism and religion in Eastern Europe: papers presented at the Banff International Slavic Conference, September 4–7, 1974. Springer. ص. 20. ISBN:978-90-277-0636-2. مؤرشف من الأصل في 2013-06-17. اطلع عليه بتاريخ 2011-03-16.
165. ↑  Jonathan Sperber, Karl Marx: A Nineteenth-Century Life, p. 320.
166. ↑  Calhoun 2002، صفحة 20
167. ↑  Mab Segrest (2002). Born to belonging: writings on spirit and justice. Rutgers University Press. ص. 232. ISBN:978-0-8135-3101-4. مؤرشف من الأصل في 2013-06-16. اطلع عليه بتاريخ 2011-03-09.
168. ↑  Karl Marx, "Economic Manuscripts of 1857–1858" contained in the Collected Works of Karl Marx and Frederick Engels: Volume 28 (International Publishers: New York, 1986) pp. 5–537.
169. ↑  Karl Marx, "Economic Manuscripts of 1857–1858" contained in the Preparatory Materials section of the Collected Works of Karl Marx and Frederick Engels: Volume 29 (International Publishers: New York, 1987) pp. 421–507.
170. ↑  Karl Marx, "A Contribution to the Critique of Political Economy" contained in the Collected Works of Karl Marx and Frederick Engels: Volume 29, pp. 257–417.
171. ↑  Fedoseyev 1973، صفحة 318.
172. ↑  Tom Rockmore (2002). Marx after Marxism: the philosophy of Karl Marx. John Wiley and Sons. ص. 128. ISBN:978-0-631-23189-9. مؤرشف من الأصل في 2013-06-16. اطلع عليه بتاريخ 2011-03-09.
173. ↑  Jonathan Sperber, Karl Marx: A Nineteenth-Century Life, p. 347.
174. ↑  Fedoseyev 1973، صفحة 345.
175. ↑  Boris Nicolaievsky (2007). Karl Marx – Man and Fighter. Read Books. ص. 192–. ISBN:978-1-4067-2703-6. مؤرشف من الأصل في 2013-06-22. اطلع عليه بتاريخ 2011-03-09.
176. ↑  Boris Nicolaievsky (2007). Karl Marx – Man and Fighter. Read Books. ص. 269–. ISBN:978-1-4067-2703-6. مؤرشف من الأصل في 2013-06-16. اطلع عليه بتاريخ 2011-03-09.
177. ↑  Bob Jessop؛ Russell Wheatley (1999). Karl Marx's social and political thought. Taylor & Francis US. ص. 526. ISBN:978-0-415-19327-6. مؤرشف من الأصل في 2013-06-17. اطلع عليه بتاريخ 2011-03-09.
178. ↑  Michael Curtis (1997). Marxism: the inner dialogues. Transaction Publishers. ص. 291. ISBN:978-1-56000-945-0. مؤرشف من الأصل في 2013-06-16. اطلع عليه بتاريخ 2011-03-09.
179. ↑  Karl Marx, "The Civil War in France" contained in the Collected Works of Karl Marx and Frederick Engels: Volume 22 (International Publishers: New York, 1986) pp. 307–59.
180. ↑  Anthony Brewer؛ Karl Marx (1984). A guide to Marx's Capital. CUP Archive. ص. 15. ISBN:978-0-521-25730-5. مؤرشف من الأصل في 2011-07-22. اطلع عليه بتاريخ 2011-03-09.
181. ↑  See footnote No. 2 on the bottom of p. 360 in the Collected Works of Karl Marx and Frederick Engels: Volume 35.
182. ↑  Thomas Hodgskin, Labour Defended against the Claims of Capital (London, 1825) p. 25.
183. 1 2 3 4  Calhoun 2002، صفحة 23
184. ↑  Karl Marx, "Capital II: The Process of Circulation of Capital" embodying the whole volume of the Collected Works of Karl Marx and Frederick Engels: Volume 36 (International Publishers: New York, 1997).
185. ↑  Karl Marx, "Capital III: The Process of Capitalist Production as a Whole" embodying the whole volume of the Collected Works of Karl Marx and Frederick Engels: Volume 37 (International Publishers: New York, 1998).
186. ↑  Karl Marx, "Theories of Surplus Value" contained in the Collected Works of Karl Marx and Frederick Engels: Volume 30 (International Publishers: New York, 1988) pp. 318–451.
187. ↑  Karl Marx, "Theories of Surplus Value" contained in the Collected Works of Karl Marx and Frederick Engels: Volume 31 (International Publishers: New York, 1989) pp. 5–580.
188. ↑  Karl Marx, "Theories of Surplus Value" contained in the Collected Works of Karl Marx and Frederick Engels: Volume 32 (International Publishers: New York, 1989) pp. 5–543.
189. ↑  "Economic Works of Karl Marx 1861–1864". marxists.org. مؤرشف من الأصل في 2018-07-16. اطلع عليه بتاريخ 2018-07-14.
190. ↑  See note 228 on p. 475 of the Collected Works of Karl Marx and Frederick Engels: Volume 30.
191. ↑  Marx، Karl (1875). "Part I". Critique of the Gotha Program. مؤرشف من الأصل في 2017-12-26. اطلع عليه بتاريخ 2011-03-09.
192. ↑  Karl Marx and Frederick Engels, Collected Works Volume 46 (International Publishers: New York, 1992) p. 71.
193. ↑  Karl Marx and Frederick Engels, Collected Works Volume 46 (International Publishers: New York, 1992) p. 72.
194. ↑  "Marx-Zasulich Correspondence February/March 1881". www.marxists.org. مؤرشف من الأصل في 2021-08-13. اطلع عليه بتاريخ 2021-12-19.
195. ↑  K. Marx, First draft of the letter to Vera Zasulich [1881]. In Marx-Engels 'Collected Works', Volume 24, p. 346.
196. ↑  Peter Singer (2000). Marx a very short introduction. Oxford University. ص. 5. ISBN:0-19-285405-4.
197. ↑  Paul Lafargue (1972). معهد ماركس إنجلز لينين  [لغات أخرى]‏ (المحرر). Reminiscences of Marx (September 1890)]. Progress Publishers. مؤرشف من الأصل في 2021-08-16. He was a loving, gentle and indulgent father. [...] There was never even a trace of the bossy parent in his relations with his daughters, whose love for him was extraordinary. He never gave them an order, but asked them to do what he wished as a favour or made them feel that they should not do what he wanted to forbid them. And yet a father could seldom have had more docile children than he.{{استشهاد بكتاب}}:  صيانة الاستشهاد: أسماء عددية: قائمة المحررين (link) صيانة الاستشهاد: أسماء متعددة: قائمة المحررين (link) صيانة الاستشهاد: علامات ترقيم زائدة (link)
198. 1 2  Montefiore، Simon Sebag. "The Means of Reproduction". The New York Times. مؤرشف من الأصل في 2011-09-26. اطلع عليه بتاريخ 2011-09-25.
199. ↑  Francis Wheen (2000). Karl Marx. W.W. Norton and Company. ص. 173.
200. ↑  Carver، Terrell (1991). "Reading Marx: Life and Works". في Carver، Terrell (المحرر). The Cambridge Companion to Marx. Cambridge, United Kingdom: Cambridge University Press. ص. 11. ISBN:978-0-521-36694-6. مؤرشف من الأصل في 2018-06-08. this [claim] is not well founded on the documentary materials available
201. 1 2  Wheen 2001. p. 152.
202. ↑  Holmes, Rachel (14 Oct 2017). "Karl Marx: the drinking years". The Telegraph (بالإنجليزية البريطانية). ISSN:0307-1235. Archived from the original on 2021-12-07. Retrieved 2022-01-16.
203. ↑  Blumenberg, 98.
204. ↑  Blumenberg, 100.
205. ↑  Blumenberg, 99–100.
206. ↑  Blumenberg, 98; Siegel, 494.
207. ↑  Seigel, 495–96.
208. ↑  Shuster, 1–2.
209. ↑  Shuster, 3.
210. 1 2 3 4 5 6 7 8  Calhoun 2002، صفحات 120–23
211. 1 2 3 4 5  Howard J. Sherman (1995). Reinventing marxism. JHU Press. ص. 5. ISBN:978-0-8018-5077-6. اطلع عليه بتاريخ 2011-03-07.
212. ↑  Paresh Chattopadhyay (2016). Marx's Associated Mode of Production: A Critique of Marxism (بالإنجليزية). Palgrave Macmillan US. p. 39-41. Archived from the original on 2022-01-16.
213. ↑  Peter Beilharz (1992). Labour's Utopias: Bolshevism, Fabianism and Social Democracy. CUP Archive. ص. 4. ISBN:978-0-415-09680-5. مؤرشف من الأصل في 2013-06-20. اطلع عليه بتاريخ 2011-03-07.
214. 1 2 3 4 5 6 7  Barry Stewart Clark (1998). Political economy: a comparative approach. ABC-CLIO. ص. 57–59. ISBN:978-0-275-96370-5. مؤرشف من الأصل في 2013-06-20. اطلع عليه بتاريخ 2011-03-07.
215. ↑  Eagleton, Terry. Why Marx Was Right. Yale University Press, 2011, p. 158
216. ↑  Seigel, Jerrold Marx's Fate Princeton University Press, 1978, pp. 112–19
217. 1 2  Mark Neocleous. "The Political Economy of the Dead: Marx's Vampires" (PDF). مؤرشف (PDF) من الأصل في 2015-04-12. اطلع عليه بتاريخ 2013-11-01.
218. ↑  
Norman Levine (2006). Divergent Paths: The Hegelian foundations of Marx's method (بالإنجليزية) (2006 ed.). Lexington Books. p. 223.
219. ↑  
Jonathan Sperber. Karl Marx: A Nineteenth-Century Life (بالإنجليزية). p. 144.
220. 1 2  Wheen، Francis (2002). Karl Marx: A Life. New York: Norton. Introduction.
221. ↑  Himani Bannerji (2001). Inventing subjects: studies in hegemony, patriarchy and colonialism. Anthem Press. ص. 27. ISBN:978-1-84331-072-3. مؤرشف من الأصل في 2013-06-17. اطلع عليه بتاريخ 2011-05-02.
222. ↑  Annelien de Dijn, French Political Thought from Montesquieu to Tocqueville نسخة محفوظة 15 September 2015 على موقع واي باك مشين., Cambridge University Press, 2008, p. 152.
223. ↑  Karl Marx. Capital: A Critique of Political Economy, vol. 1, trans. Samuel Moore  [لغات أخرى]‏ and Edward Aveling (New York: Modem Library, 1906), 440.
224. ↑  Bertell Ollman (1973). Alienation: Marx's conception of man in capitalist society. CUP Archive. ص. 81. ISBN:978-1-001-33135-5. مؤرشف من الأصل في 2013-06-22. اطلع عليه بتاريخ 2011-03-08.
225. 1 2  Marx K (1999). "The labour-process and the process of producing surplus-value". نسخة محفوظة 18 October 2010 على موقع واي باك مشين. In K Marx, Das Kapital (Vol. 1, Ch. 7). Marxists.org. Retrieved 20 October 2010. Original work published 1867.
226. 1 2 3  See Marx K (1997). "Critique of Hegel's dialectic and philosophy in general". In K Marx, Writings of the Young Marx on Philosophy and Society (LD Easton & KH Guddat, Trans.), pp. 314–47. Indianapolis: Hackett Publishing Company, Inc. Original work published 1844.
227. ↑  See also Lefever DM; Lefever JT (1977). "Marxian alienation and economic organisation: An alternate view". The American Economist(21)2, pp. 40–48.
228. ↑  See also Holland EW (2005). "Desire". In CJ Stivale (Ed.), Gilles Deleuze: Key Concepts, pp. 53–62. Montreal & Kingston: McGill-Queens University Press.
229. 1 2  Marx (1997), p. 325, emphasis in original.
230. ↑  Marx (1997), p. 321, emphasis in original.
231. ↑  Marx (1997), p. 324.
232. 1 2 3  Calhoun 2002، صفحة 22
233. ↑  Étienne Balibar (1995). The philosophy of Marx. Verso. ص. 56. ISBN:978-1-85984-951-4. مؤرشف من الأصل في 2013-06-17. اطلع عليه بتاريخ 2011-03-08.
234. ↑  Leszek Kołakowski؛ Paul Stephen Falla (2005). Main currents of Marxism: the founders, the golden age, the breakdown. W.W. Norton & Company. ص. 226. ISBN:978-0-393-06054-6. مؤرشف من الأصل في 2013-06-16. اطلع عليه بتاريخ 2011-03-08.
235. ↑  Paul Hernadi (1989). The Rhetoric of interpretation and the interpretation of rhetoric. Duke University Press. ص. 137. ISBN:978-0-8223-0934-5. مؤرشف من الأصل في 2013-06-16. اطلع عليه بتاريخ 2011-03-08.
236. ↑  John B. Thompson (1990). Ideology and modern culture: critical social theory in the era of mass communication. Stanford University Press. ص. 37–38. ISBN:978-0-8047-1846-2. مؤرشف من الأصل في 2013-06-20. اطلع عليه بتاريخ 2011-03-08.
237. ↑  William H. Swatos؛ Peter Kivisto (1998). Encyclopedia of religion and society. Rowman Altamira. ص. 499–. ISBN:978-0-7619-8956-1. مؤرشف من الأصل في 2013-06-20. اطلع عليه بتاريخ 2011-03-08.
238. ↑  In The Communist Manifesto, Part II:Proletariats and Communist and Capital, Volume I, Part III
239. ↑  Karl Marx (1864). Inaugural Address of the International Working Men's Association (Speech).
240. 1 2 3  Jonathan H. Turner (2005). Sociology. Pearson Prentice Hall. ص. 17–18. ISBN:978-0-13-113496-6. مؤرشف من الأصل في 2013-06-20. اطلع عليه بتاريخ 2011-03-09.
241. 1 2  Marx، Karl. "Grundrisse 06". www.marxists.org. مؤرشف من الأصل في 2021-11-21. اطلع عليه بتاريخ 2021-11-21. the demand that wage labour be continued but capital suspended is self-contradictory, self-dissolving.
242. ↑  Classical sociological theory. Craig J. Calhoun (ط. 3rd). Chichester, West Sussex: John Wiley & Sons. 2012. ISBN:978-0-470-65567-2. OCLC:794037359. مؤرشف من الأصل في 2021-10-05.{{استشهاد بكتاب}}:  صيانة الاستشهاد: آخرون (link)
243. ↑  Moishe، Postone (2006). Time, labor, and social domination : a reinterpretation of Marx's critical theory. Cambridge University Press. ص. 190, 26–27. ISBN:978-0-521-56540-0. OCLC:475188205. مؤرشف من الأصل في 2021-10-05.
244. ↑  Peperell (2010), RMIT University
245. ↑  Dennis Gilbert (2010). The American Class Structure in an Age of Growing Inequality. Pine Forge Press. ص. 6–. ISBN:978-1-4129-7965-8. مؤرشف من الأصل في 2013-06-16. اطلع عليه بتاريخ 2011-03-08.
246. ↑  Jon Elster (1985). Making sense of Marx. Cambridge University Press. ص. 217. ISBN:978-0-521-29705-9. مؤرشف من الأصل في 2013-06-17. اطلع عليه بتاريخ 2011-04-23.
247. ↑  "Critique of the Gotha Programme-- IV". marxists.org. مؤرشف من الأصل في 2019-07-02. اطلع عليه بتاريخ 2019-05-16.
248. ↑  La Liberté Speech نسخة محفوظة 16 July 2018 على موقع واي باك مشين. delivered by Karl Marx on 8 September 1872, in Amsterdam. "You know that the institutions, mores, and traditions of various countries must be taken into consideration, and we do not deny that there are countries – such as America, England, and if I were more familiar with your institutions, I would perhaps also add Holland – where the workers can attain their goal by peaceful means. This being the case, we must also recognise the fact that in most countries on the Continent the lever of our revolution must be force; it is force to which we must some day appeal to erect the rule of labour."
249. 1 2  Kevin B. Anderson (2016). Marx at the Margins: On Nationalism, Ethnicity, and Non-Western Societies. University of Chicago Press. pp. 49–239. (ردمك 0-226-34570-X) نسخة محفوظة 2021-04-15 على موقع واي باك مشين.
250. ↑  Cited in: B. Hepner, "Marx et la puissance russe," in: K. Marx, La Russie et l'Europe, Paris, 1954, p. 20. Originally published in Neue Rheinische Zeitung, no. 223, 16 February 1849.
251. ↑  Karl Marx and Friedrich Engels to the Chairman of the Slavonic Meeting, 21 March 1881. Source: Karl Marx and Frederick Engels, Selected Correspondence (Progress Publishers, Moscow, 1975).
252. ↑  Speech delivered in London, probably to a meeting of the International's General Council and the Polish Workers Society on 22 January 1867, text published in Le Socialisme, 15 March 1908; Odbudowa Polski (Warsaw, 1910), pp. 119–23; Mysl Socjalistyczna, May 1908. From Karl Marx and Frederick Engels, The Russian Menace to Europe, edited by Paul Blackstock and Bert Hoselitz, and published by George Allen and Unwin, London, 1953, pp. 104–08.
253. ↑  Karl Marx and the Irish نسخة محفوظة 9 May 2018 على موقع واي باك مشين.". The New York Times. December 1971.
254. ↑  "Colonial Period - Differences From The English Criminal Justice System". law.jrank.org (بالإنجليزية). Archived from the original on 2019-02-08. Retrieved 2022-01-08.
255. 1 2  "Marx in Algiers". Al-Ahram. مؤرشف من الأصل في 2018-08-10. اطلع عليه بتاريخ 2018-08-10.
256. ↑  "Colonialism". The Stanford Encyclopedia of Philosophy. 2017. مؤرشف من الأصل في 2018-06-11. اطلع عليه بتاريخ 2018-08-10.
257. ↑  "Marx on India under the British". The Hindu. 13 يونيو 2006. مؤرشف من الأصل في 2018-06-30. اطلع عليه بتاريخ 2018-08-10.
258. ↑  McLellan 1973, p. 541
259. ↑  Wheen 2001. p. 382 نسخة محفوظة 9 September 2015 على موقع واي باك مشين..
260. 1 2  Stephen Jay Gould؛ Paul McGarr؛ Steven Peter Russell Rose (2007). The richness of life: the essential Stephen Jay Gould. W.W. Norton & Company. ص. 167–68. ISBN:978-0-393-06498-8. اطلع عليه بتاريخ 2011-03-09.[وصلة مكسورة]
261. ↑  John Shepperd, 'Who was really at Marx's funeral?', in "Friends of Highgate Cemetery Newsletter ", April (2018), pp. 10–11. https://highgatecemetery.org/uploads/2018-04_Newsletter_final_web.pdf نسخة محفوظة 4 February 2020 على موقع واي باك مشين.
262. ↑  'Dr Karl Marx' in The Graphic, 31 March 1883, pp. 319, 322
263. ↑  "Revelations Concerning the Communist Trial in Cologne by Karl Marx". www.marxists.org. مؤرشف من الأصل في 2021-08-16. اطلع عليه بتاريخ 2021-10-31.
264. ↑  "Communist League | political organization". Encyclopedia Britannica (بالإنجليزية). Archived from the original on 2021-08-27. Retrieved 2021-10-31.
265. ↑  "Online database reveals estates of Marx, Darwin - CNN.com". www.cnn.com (بالإنجليزية). Archived from the original on 2021-08-22. Retrieved 2021-10-31.
266. ↑  
"Marx, Karl". probatesearchservice.gov. UK Government. 1883. مؤرشف من الأصل في 2015-08-07. اطلع عليه بتاريخ 2020-06-14.
267. ↑  "The posthumous life of Karl Marx, Highgate Cemetery". The London Dead. 7 يوليو 2014. مؤرشف من الأصل في 2015-07-14. اطلع عليه بتاريخ 2015-07-14.
268. ↑  Hobsbawm 2011 صفحة 3–4.
269. ↑  Wheen, Francis (17 July 2005). "Why Marx is man of the moment" نسخة محفوظة 18 July 2005 على موقع واي باك مشين.. ذا أوبزرفر.
270. ↑  Kenneth Allan (2010). The Social Lens: An Invitation to Social and Sociological Theory. Pine Forge Press. ص. 68. ISBN:978-1-4129-7834-7. مؤرشف من الأصل في 2013-06-22. اطلع عليه بتاريخ 2011-03-25.
271. ↑  Heine Andersen؛ Lars Bo Kaspersen (2000). Classical and modern social theory. Wiley-Blackwell. ص. 123–. ISBN:978-0-631-21288-1. مؤرشف من الأصل في 2013-06-17. اطلع عليه بتاريخ 2011-03-09.
272. ↑  "Max Weber". Max Weber – Stanford Encyclopaedia of Philosophy. Metaphysics Research Lab, Stanford University. 2017. مؤرشف من الأصل في 2012-05-27. اطلع عليه بتاريخ 2009-11-29.
273. ↑  Ricoeur, Paul. Freud and Philosophy: An Essay on Interpretation. New Haven and London: Yale University Press, 1970, p. 32
274. ↑  Calhoun 2002، صفحة 19
275. ↑  Löwith, Karl. From Hegel to Nietzsche. New York: Columbia University Press, 1991, p. 49.
276. ↑  Singer 1980، صفحة 1
277. ↑  
Bridget O'Laughlin (1975) Marxist Approaches in Anthropology, Annual Review of Anthropology Vol. 4: pp. 341–70 (October 1975) دُوِي:10.1146/annurev.an.04.100175.002013.
William Roseberry (1997) Marx and Anthropology Annual Review of Anthropology, Vol. 26: pp. 25–46 (October 1997) دُوِي:10.1146/annurev.anthro.26.1.25
278. ↑  Becker، S.L. (1984). "Marxist Approaches to Media Studies: The British Experience". Critical Studies in Mass Communication. ج. 1 ع. 1: 66–80. DOI:10.1080/15295038409360014.
279. ↑  See Manuel Alvarado, Robin Gutch, and Tana Wollen (1987) Learning the Media: Introduction to Media Teaching, Palgrave Macmillan.
280. ↑  Kołakowski, Leszek. Main Currents of Marxism: the Founders, the Golden Age, the Breakdown. Translated by P.S. Falla. New York: W.W. Norton & Company, 2005.
281. ↑  Aron, Raymond. Main Currents in Sociological Thought. Garden City, NY: Anchor Books, 1965.
282. ↑  Anderson, Perry. Considerations on Western Marxism. London: NLB, 1976.
283. ↑  Hobsbawm, E. J. How to Change the World: Marx and Marxism, 1840–2011 (London: Little, Brown, 2011), 314–44.
284. ↑  Lenin، VI. "The Tasks of the Proletariat in the Present Revolution". مؤرشف من الأصل في 2015-01-09. اطلع عليه بتاريخ 2015-01-08.
285. 1 2  Churm، Philip Andrew (4 مايو 2018). "Juncker opens exhibition to Karl Marx". يورونيوز. مؤرشف من الأصل في 2019-04-03. اطلع عليه بتاريخ 2019-05-16.
286. 1 2  Stone، Jon (4 مايو 2018). "'Today he stands for things which is he not responsible for': EU president Juncker defends Karl Marx's legacy". The Independent. مؤرشف من الأصل في 2019-04-24. اطلع عليه بتاريخ 2019-05-16.
287. ↑  
  - "Glossary of People – Ma". Marxists.org. مؤرشف من الأصل في 2015-04-04. اطلع عليه بتاريخ 2015-01-08.
  - Savioli، Arminio. "L'Unita Interview with Fidel Castro: The Nature of Cuban Socialism". Marxists. مؤرشف من الأصل في 2015-09-07. اطلع عليه بتاريخ 2015-01-08.
  - Allende، Salvador. "First speech to the Chilean parliament after his election". Marxists.org. مؤرشف من الأصل في 2014-09-24. اطلع عليه بتاريخ 2015-01-08.
  - Tito، Josef. "Historical Development in the World Will Move Towards the Strengthening of Socialism". Marxists.org. مؤرشف من الأصل في 2015-04-26. اطلع عليه بتاريخ 2015-01-08.
  - Nkrumah، Kwame. "African Socialism Revisited". Marxists.org. مؤرشف من الأصل في 2015-05-08. اطلع عليه بتاريخ 2015-01-08.
  - "Nehru's economic philosophy  نسخة محفوظة 26 December 2019 على موقع واي باك مشين.". الصحيفة الهندوسية. 27 May 2017.
  - "Nelson Mandela's Living Legacy | Preparing for Defiance 1949–1952 نسخة محفوظة 9 May 2018 على موقع واي باك مشين.". The South African. 6 November 2013.
  - Harsch، Ernest (20 مايو 2015). "Resurrecting Thomas Sankara". Jacobin. مؤرشف من الأصل في 2021-10-23. اطلع عليه بتاريخ 2021-10-06.
288. ↑  Jeffries، Stuart (4 يوليو 2012). "Why Marxism is on the rise again". The Guardian. مؤرشف من الأصل في 2015-01-08. اطلع عليه بتاريخ 2015-01-08.
289. ↑  Stanley، Tim. "The Left is trying to rehabilitate Karl Marx. Let's remind them of the millions who died in his name". The Daily Telegraph. مؤرشف من الأصل في 2016-04-07. اطلع عليه بتاريخ 2015-01-08.
290. ↑  Garner، Dwight (18 أغسطس 2009). "Fox Hunter, Party Animal, Leftist Warrior". The New York Times. مؤرشف من الأصل في 2020-07-27. اطلع عليه بتاريخ 2020-08-31.
291. ↑  Phillips، Ben. "USSR: Capitalist or Socialist?". Marxists.org. مؤرشف من الأصل في 2015-06-29. اطلع عليه بتاريخ 2015-01-08.
292. ↑  Elbe، Indigo (21 أكتوبر 2013). "Between Marx, Marxism, and Marxisms – Ways of Reading Marx's Theory". Viewpoint Magazine. مؤرشف من الأصل في 2015-01-08. اطلع عليه بتاريخ 2015-01-08.
293. ↑  Lipow, Arthur (1991). Authoritarian Socialism in America: Edward Bellamy and the Nationalist Movement. University of California Press. p. 1. (ردمك 978-0-520-07543-6). "'We are not among those communists who are out to destroy personal liberty, who wish to turn the world into one huge barrack or into a gigantic workhouse. There certainly are some communists who, with an easy conscience, refuse to countenance personal liberty and would like to shuffle it out of the world because they consider that it is a hindrance to complete harmony. But we have no desire to exchange freedom for equality. We are convinced ... that in no social order will freedom be assured as in a society based upon communal ownership.' Thus wrote the editors of the Journal of the Communist League in 1847, under the direct influence of the founders of modern revolutionary democratic socialism, Karl Marx and Frederick Engels."
294. ↑  Scott، A. O. (22 فبراير 2018). "Review: In 'The Young Karl Marx,' a Scruffy Specter Haunts Europe". The New York Times. مؤرشف من الأصل في 2018-05-07. اطلع عليه بتاريخ 2018-05-06.
295. ↑  "Marx Returns". Book Depository. مؤرشف من الأصل في 2023-02-04. اطلع عليه بتاريخ 2021-10-15.
296. ↑  "Karl Marx statue from China adds to German angst". BBC News. 5 مايو 2018. مؤرشف من الأصل في 2019-06-22. اطلع عليه بتاريخ 2019-05-16.
297. ↑  "English translation online". مؤرشف من الأصل في 2018-04-20. اطلع عليه بتاريخ 2022-01-15.{{استشهاد ويب}}:  صيانة الاستشهاد: BOT: original URL status unknown (link)
298. ↑  The philosophical manifesto of the historical school of law - Karl Marx. مؤرشف من الأصل في 2019-06-30. اطلع عليه بتاريخ 2022-01-15.

### المعلومات الكاملة للمراجع
- Calhoun، Craig J. (2002). Classical Sociological Theory. Oxford: Wiley-Blackwell. ISBN:978-0-631-21348-2. مؤرشف من الأصل في 2015-09-12. اطلع عليه بتاريخ 2015-06-27.
- Pilling، Geoff (1980). Marx's Capital, Philosophy and Political Economy. Routledge & Keagan Paul. ISBN:9781138874107. مؤرشف من الأصل في 2023-01-10.
- Hobsbawm، Eric (2011). How to Change the World: Tales of Marx and Marxism. London: Little, Brown. ISBN:978-1-4087-0287-1.
- McLellan، David (2006). Karl Marx: A Biography (fourth edition). Hampshire: Palgrave MacMillan. ISBN:978-1-4039-9730-2.
- Nicolaievsky، Boris؛ Maenchen-Helfen، Otto (1976) [1936]. Karl Marx: Man and Fighter. trans. Gwenda David and Eric Mosbacher. Harmondsworth and New York: Pelican. ISBN:978-1-4067-2703-6.
- Pepperell، Nicole (2010). Disassembling Capital. RMIT university.
- Postone، Moishe (1993). Time labour and social domination. Cambridge University Press. DOI:10.1017/CBO9780511570926. ISBN:9780511570926. مؤرشف من الأصل في 2023-02-06.
- Schwarzschild، Leopold (1986) [1948]. The Red Prussian: Life and Legend of Karl Marx. Pickwick Books Ltd. ISBN:978-0-948859-00-7.
- Singer، Peter (1980). Marx. Oxford: Oxford University Press. ISBN:978-0-19-287510-5.
- Sperber، Jonathan (2013). Karl Marx: A Nineteenth-Century Life. W.W. Norton & Co. ISBN:978-0-87140-467-1. مؤرشف من الأصل في 2022-06-09.
- Stedman Jones، Gareth (2016). Karl Marx: Greatness and Illusion. London: Allen Lane. ISBN:978-0-7139-9904-4.
- Stokes، Philip (2004). Philosophy: 100 Essential Thinkers. Kettering: Index Books. ISBN:978-0-572-02935-7. مؤرشف من الأصل في 2022-06-12.
- Vygodsky، Vitaly (1973). The Story of a Great Discovery: How Karl Marx wrote "Capital". Verlag Die Wirtschaft. مؤرشف من الأصل في 2018-08-21. اطلع عليه بتاريخ 2011-03-05.
- Wheen، Francis (2001). Karl Marx. London: Fourth Estate. ISBN:978-1-85702-637-5.

#### السير الذاتية
- Barnett, Vincent. Marx (Routledge, 2009)
- Berlin, Isaiah. Karl Marx: His Life and Environment (Oxford University Press, 1963) (ردمك 0-19-520052-7)
- Blumenberg، Werner (2000). Karl Marx: An Illustrated Biography. trans. Douglas Scott. London; New York: Verso. ISBN:978-1-85984-254-6. مؤرشف من الأصل في 2022-03-19.
- Gemkow, Heinrich. Karl Marx: A Biography. Dresden: Verlag Zeit im Bild. 1968.
- Heinrich، Michael (2019). Karl Marx and the Birth of Modern Society: the Life of Marx and the Development of His Work. Volume I: 1818–1841. New York: Monthly Review P. ISBN:978-1-58367-735-3.
- Hobsbawm، E.J. (2004). "Marx, Karl Heinrich". قاموس أكسفورد للسير الوطنية (ط. أونلاين). دار نشر جامعة أكسفورد. DOI:10.1093/ref:odnb/39021. (يتطلب وجود اشتراك أو عضوية في المكتبة العامة في المملكة المتحدة)
- Lenin، Vladimir (1967) [1913]. Karl Marx: A Brief Biographical Sketch with an Exposition of Marxism. Peking: Foreign Languages Press. مؤرشف من الأصل في 2019-07-02. اطلع عليه بتاريخ 2011-02-19.
- Liedman, Sven-Eric. A World to Win: The Life and Works of Karl Marx. [2015] Jeffrey N. Skinner, trans. London: Verso, 2018.
- McLellan, David. Karl Marx: his Life and Thought Harper & Row, 1973 (ردمك 978-0-06-012829-6)
- Mehring, Franz. Karl Marx: The Story of His Life (Routledge, 2003)
- McLellan, David. Marx before Marxism (1980), Macmillan, (ردمك 978-0-333-27882-6)
- Rubel, Maximilien. Marx Without Myth: A Chronological Study of his Life and Work (Blackwell, 1975) (ردمك 0-631-15780-8)
- Segrillo, Angelo. Two Centuries of Karl Marx Biographies: An Overview (LEA Working Paper Series, nº 4, March 2019).
- Sperber, Jonathan. Karl Marx: A Nineteenth-Century Life. New York: W.W. Norton & Company, 2013.
- Stedman Jones, Gareth. Karl Marx: Greatness and Illusion (Allen Lane, 2016). (ردمك 978-0-7139-9904-4).
- Walker, Frank Thomas. Karl Marx: a Bibliographic and Political Biography. (bj.publications), 2009.
- Wheen, Francis. Karl Marx: A Life, (Fourth Estate, 1999), (ردمك 1-85702-637-3)

#### تعليقات على ماركس
- Althusser, Louis. For Marx. London: Verso, 2005.
- Althusser, Louis and Balibar, Étienne. Reading Capital. London: Verso, 2009.
- Attali, Jacques. Karl Marx or the thought of the world. 2005
- Avineri, Shlomo. The Social and Political Thought of Karl Marx (Cambridge University Press, 1968) (ردمك 0-521-09619-7)
- Avineri, Shlomo. Karl Marx: Philosophy and Revolution (Yale University Press, 2019) (ردمك 978-0300211702)
- Axelos, Kostas. Alienation, Praxis, and Techne in the Thought of Karl Marx (translated by Ronald Bruzina, University of Texas Press, 1976).
- Blackledge, Paul. Reflections on the Marxist Theory of History (Manchester University Press, 2006)
- Blackledge, Paul. Marxism and Ethics (SUNY Press, 2012)
- Bottomore, Tom, ed. A Dictionary of Marxist Thought. Oxford: Blackwell, 1998.
- Callinicos، Alex (2010) [1983]. The Revolutionary Ideas of Karl Marx. Bloomsbury, London: Bookmarks. ISBN:978-1-905192-68-7. مؤرشف من الأصل في 2022-12-05.
- Cleaver, Harry. Reading Capital Politically (AK Press, 2000)
- G.A. Cohen. Karl Marx's Theory of History: A Defence (Princeton University Press, 1978) (ردمك 0-691-07068-7)
- Collier, Andrew. Marx (Oneworld, 2004)
- Draper, Hal, Karl Marx's Theory of Revolution (4 volumes) Monthly Review Press
- Duncan, Ronald and Wilson, Colin. (editors) Marx Refuted, (Bath, UK, 1987) (ردمك 0-906798-71-X)
- Eagleton, Terry. Why Marx Was Right (New Haven & London: Yale University Press, 2011).
- Fine, Ben. Marx's Capital. 5th ed. London: Pluto, 2010.
- Foster, John Bellamy. Marx's Ecology: Materialism and Nature. New York: Monthly Review Press, 2000.
- Gould, Stephen Jay. A Darwinian Gentleman at Marx's Funeral – E. Ray Lankester, p. 1, Find Articles.com (1999)
- Harvey, David. A Companion to Marx's Capital. London: Verso, 2010.
- Harvey, David. The Limits of Capital. London: Verso, 2006.

- Henry, Michel. Marx I and Marx II. 1976
- Holt, Justin P. The Social Thought of Karl Marx. Sage, 2015.
- Iggers, Georg G. "Historiography: From Scientific Objectivity to the Postmodern Challenge."(Wesleyan University Press, 1997, 2005)
- Kołakowski, Leszek. Main Currents of Marxism Oxford: Clarendon Press, OUP, 1978
- Little, Daniel. The Scientific Marx, (University of Minnesota Press, 1986) (ردمك 0-8166-1505-5)
- Mandel, Ernest. Marxist Economic Theory. New York: Monthly Review Press, 1970.
- Mandel, Ernest. The Formation of the Economic Thought of Karl Marx. New York: Monthly Review Press, 1977.
- Mészáros, István. Marx's Theory of Alienation (The Merlin Press, 1970)
- Miller, Richard W. Analyzing Marx: Morality, Power, and History. Princeton, N.J: Princeton University Press, 1984.
- Postone, Moishe. Time, Labour, and Social Domination: A Reinterpretation of Marx's Critical Theory. Cambridge [England]: Cambridge University Press, 1993.
- Rothbard, Murray. An Austrian Perspective on the History of Economic Thought Volume II: Classical Economics (Edward Elgar Publishing Ltd., 1995) (ردمك 0-945466-48-X)
- Saad-Filho, Alfredo. The Value of Marx: Political Economy for Contemporary Capitalism. London: Routledge, 2002.
- Schmidt, Alfred. The Concept of Nature in Marx. London: NLB, 1971.
- Seigel، J.E. (1973). "Marx's Early Development: Vocation, Rebellion and Realism". The Journal of Interdisciplinary History. ج. 3 ع. 3: 475–508. DOI:10.2307/202551. JSTOR:202551.
- Seigel, Jerrold. Marx's fate: the shape of a life (Princeton University Press, 1978) (ردمك 0-271-00935-7)
- Strathern, Paul. "Marx in 90 Minutes", (Ivan R. Dee, 2001)
- Thomas, Paul. Karl Marx and the Anarchists. London: Routledge & Kegan Paul, 1980.
- Uno, Kozo. Principles of Political Economy. Theory of a Purely Capitalist Society, Brighton, Sussex: Harvester; Atlantic Highlands, N.J.: Humanities, 1980.
- Vianello, F. [1989], «Effective Demand and the Rate of Profits: Some Thoughts on Marx, Kalecki and بييرو سرافا», in: Sebastiani, M. (ed.), Kalecki's Relevance Today, London, Macmillan, (ردمك 978-0-312-02411-6).
- Wendling, Amy. Karl Marx on Technology and Alienation (Palgrave Macmillan, 2009)
- Wheen, Francis. Marx's Das Kapital, (Atlantic Books, 2006) (ردمك 1-84354-400-8)
- Wilson, Edmund. To the Finland Station: A Study in the Writing and Acting of History, Garden City, NY: Doubleday, 1940

#### أعمال الخيال
- Barker, Jason. Marx Returns, Winchester, UK: Zero Books, 2018, (ردمك 978-1-78535-660-5).

#### مقالات طبية
- Shuster، Sam (يناير 2008). "The nature and consequence of Karl Marx's skin disease". British Journal of Dermatology. ج. 158 ع. 1: 071106220718011––. DOI:10.1111/j.1365-2133.2007.08282.x. PMID:17986303.

## وصلات خارجية
- كارل ماركس على موقع IMDb (الإنجليزية)
- كارل ماركس على موقع الموسوعة البريطانية (الإنجليزية)
- كارل ماركس على موقع ميوزك برينز (الإنجليزية)
- كارل ماركس على موقع إن إن دي بي (الإنجليزية)
- كارل ماركس على موقع ديسكوغز (الإنجليزية)